# Lutherstadt Wittenberg

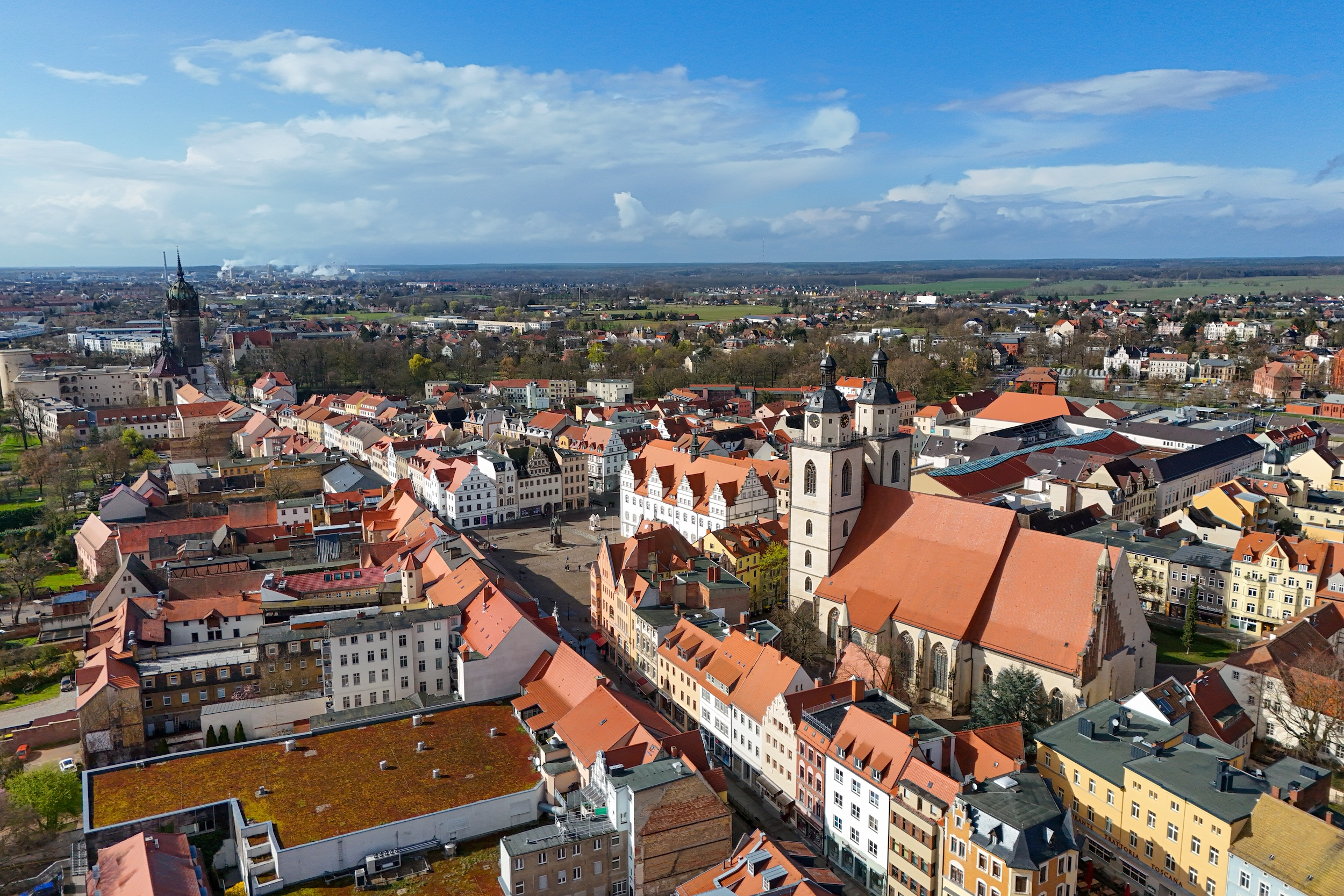
Altstadt 2024

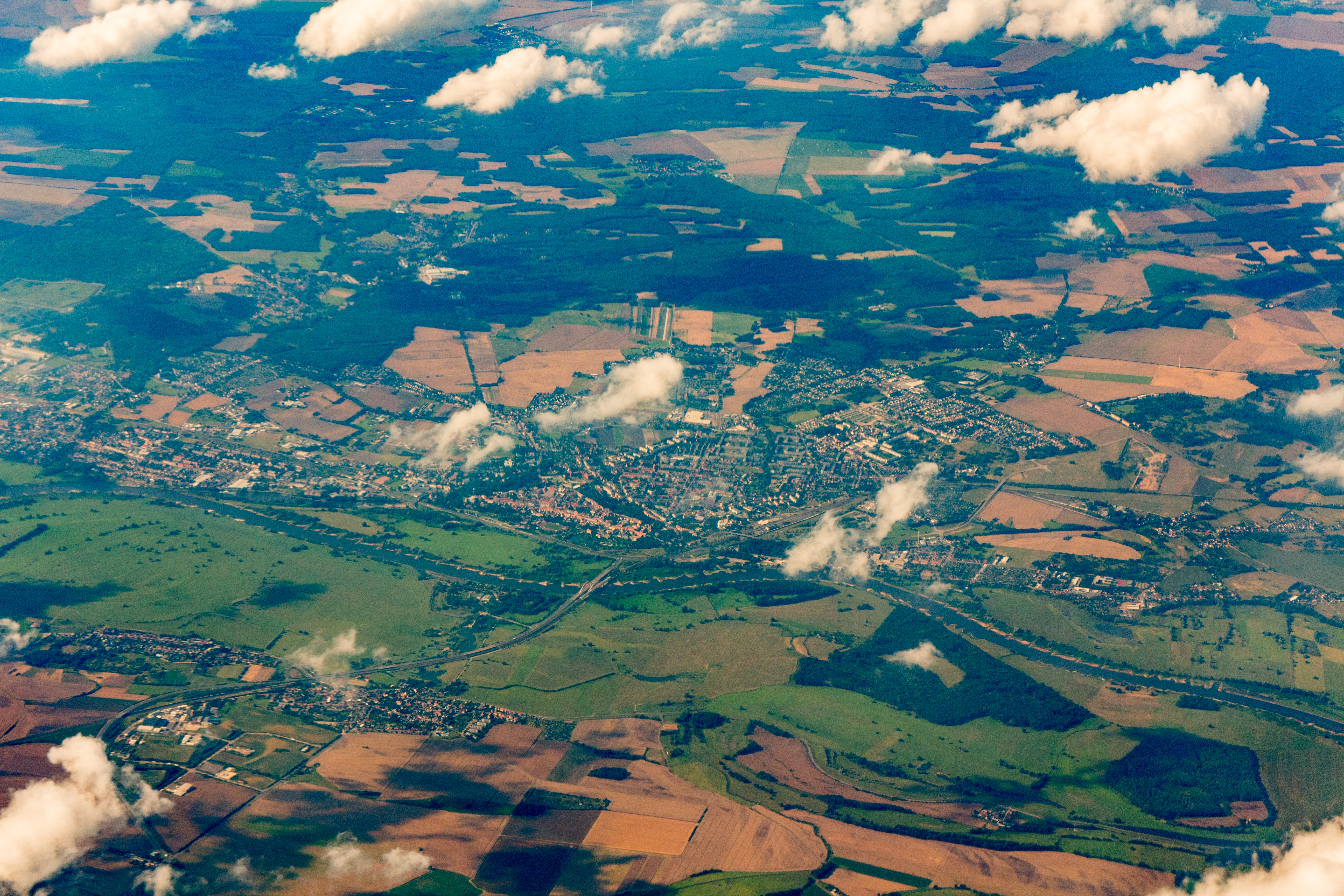
Luftaufnahme Juli 2015

Wittenberg, seit 1938 amtlich Lutherstadt Wittenberg, ist eine Stadt im östlichen Teil des Landes Sachsen-Anhalt und Sitz des Landkreises Wittenberg. Sie liegt an der Elbe zwischen Dessau-Roßlau im Westen, dem Fläming im Norden, der Dübener Heide im Süden und dem Elbe-Elster-Land im Osten, rund 90 Kilometer südwestlich von Berlin und etwa 60 Kilometer nordnordöstlich von Leipzig. Wittenberg ist Teil der Metropolregion Mitteldeutschland und grenzt an die Hauptstadtregion Berlin-Brandenburg.
Die Stadt stieg infolge ihrer zentralen Lage in Mitteleuropa an der Nord-Süd-Handelsroute Via Imperii zu einem bedeutenden Standort unter anderem für Industrie, Handwerk, Handel und Tourismus auf. Herausragende Bedeutung erlangte Wittenberg als eines der wichtigsten deutschen Zentren politischer, kulturgeschichtlicher und künstlerischer Bestrebungen im 16. Jahrhundert: Die Stadtkirche St. Marien, die Schlosskirche, das Lutherhaus und das Melanchthonhaus gehören seit 1996 zum UNESCO-Welterbe.

## Geographie

### Geographische Lage

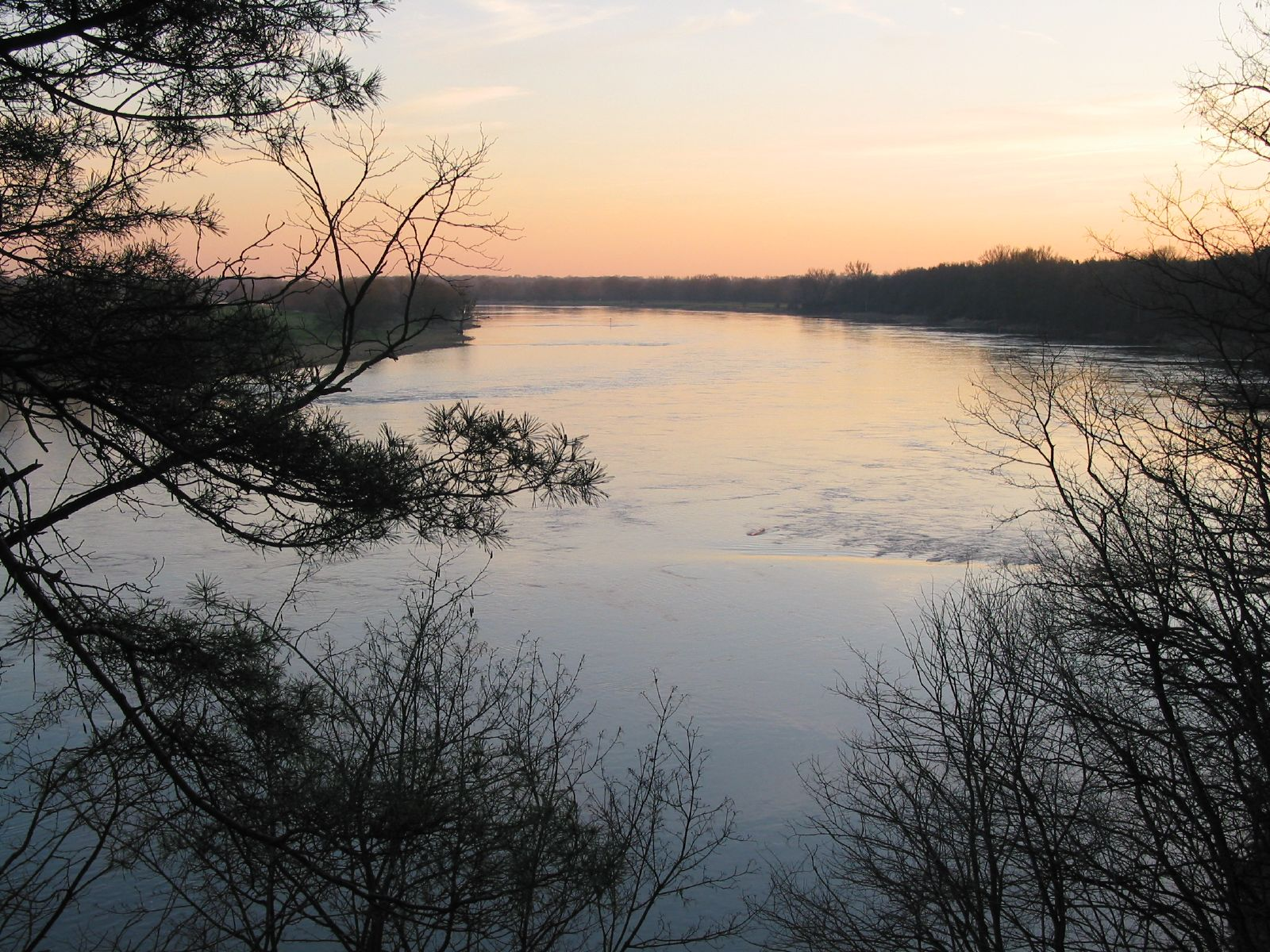
Elbe in Wittenberg

Wittenberg liegt im norddeutschen Tiefland im Osten Sachsen-Anhalts. Das Stadtzentrum und der größte Teil des Stadtgebietes befinden sich am Nordufer der Elbe. Ihr heutiges Oberflächenbild ist das Ergebnis der älteren Glazialzeit sowie der Saalevereisung, und daher trägt das Wittenberger Stadtgebiet die Merkmale einer Altmoränenlandschaft. Wittenberg gehört zum Bereich des Breslau-Magdeburger Urstromtals, das hier im Norden vom Fläming und im Süden von den Sandflächen der Dübener Heide begrenzt wird. Die durchschnittliche Höhe liegt bei 75 m ü. NHN.
Die Stadt wird landschaftlich zum Südfläming und mit den südlich der Elbe gelegenen Eingemeindungen (Pratau, Seegrehna) zur Elbaue gezählt. Nördlich der Stadt befinden sich ausgedehnte Kiefernwälder, während die Elbauen südlich der Stadt flach und unbewaldet sind. Westlich der Stadt erstreckt sich elbabwärts bis nach Schönebeck das Biosphärenreservat Mittelelbe. 16 Stromkilometer östlich vom Pegel Wittenberg mündet die Schwarze Elster sowie 46 Stromkilometer westlich die Mulde in die Elbe.
Wittenberg grenzt an folgende Städte und Gemeinden:
| Rabenstein/Fläming (Landkreis Potsdam-Mittelmark) | Treuenbrietzen (Landkreis Potsdam-Mittelmark) | Niedergörsdorf (Landkreis Teltow-Fläming) |
| Coswig (Anhalt)                                   |                                               | Zahna-Elster                              |
| Oranienbaum-Wörlitz                               | Kemberg                                       |                                           |

### Klima
Die Stadt befindet sich in der gemäßigten Klimazone. Die durchschnittliche Lufttemperatur in Wittenberg beträgt 9,1 °C, der jährliche Niederschlag 533 Millimeter (Wetterdaten 1982–2012).
Maßgeblichen Einfluss auf das Klima der Stadt haben der Regenschatten des Harzes als Einflussgebiet und die sandige Umgebung der Stadt im Fläming sowie der Dübener Heide. Ebenfalls bildet die Elbe als klimatischer Faktor eine Wetterschneise.
Die Speicherung von Wärme in den sandigen Sedimentschichten kann zu klimatischen Phänomenen führen. Diese zeigten sich unter anderen an den Auswirkungen des Orkan Kyrill, als 2007 binnen weniger Minuten ein Tornado ein Wohngebiet in Wittenberg-West so stark beschädigte, dass viele Wohnungen unbewohnbar wurden. Ursprung des Orkans war ein plötzlich auftretender, von Gewitter begleiteter heftiger Niederschlag, der auf Warmluft im sandigen Sediment der Stadt im Bereich des Ortsteils Piesteritz stieß. Auch Windhosen sind in der Wittenberger Umgebung häufig zu beobachten. Bereits 2002 hatte ein Tornado (auf fast identischer Linie) im Ortsteil Teuchel ein Einkaufszentrum beschädigt und ein Gewerbegebiet verwüstet. Dabei hielten sich die Personenschäden bisher noch stets in engen Grenzen.

## Stadtgliederung

### Ortsteile
Zur Lutherstadt Wittenberg gehören folgende Ortsteile:
- Abtsdorf
- Altstadt
- Apollensdorf
- Apollensdorf Nord
- Assau
- Berkau
- Boßdorf
- Braunsdorf
- Dobien
- Euper
- Grabo
- Griebo
- Jahmo
- Karlsfeld
- Kerzendorf
- Kleinwittenberg
- Köpnick
- Kropstädt
- Labetz
- Mochau
- Nudersdorf
- Piesteritz
- Pratau
- Reinsdorf
- Schmilkendorf
- Seegrehna
- Straach
- Teuchel
- Thießen
- Trajuhn
- Wachsdorf
- Weddin
- Wiesigk
- Wüstemark

### Eingemeindungen

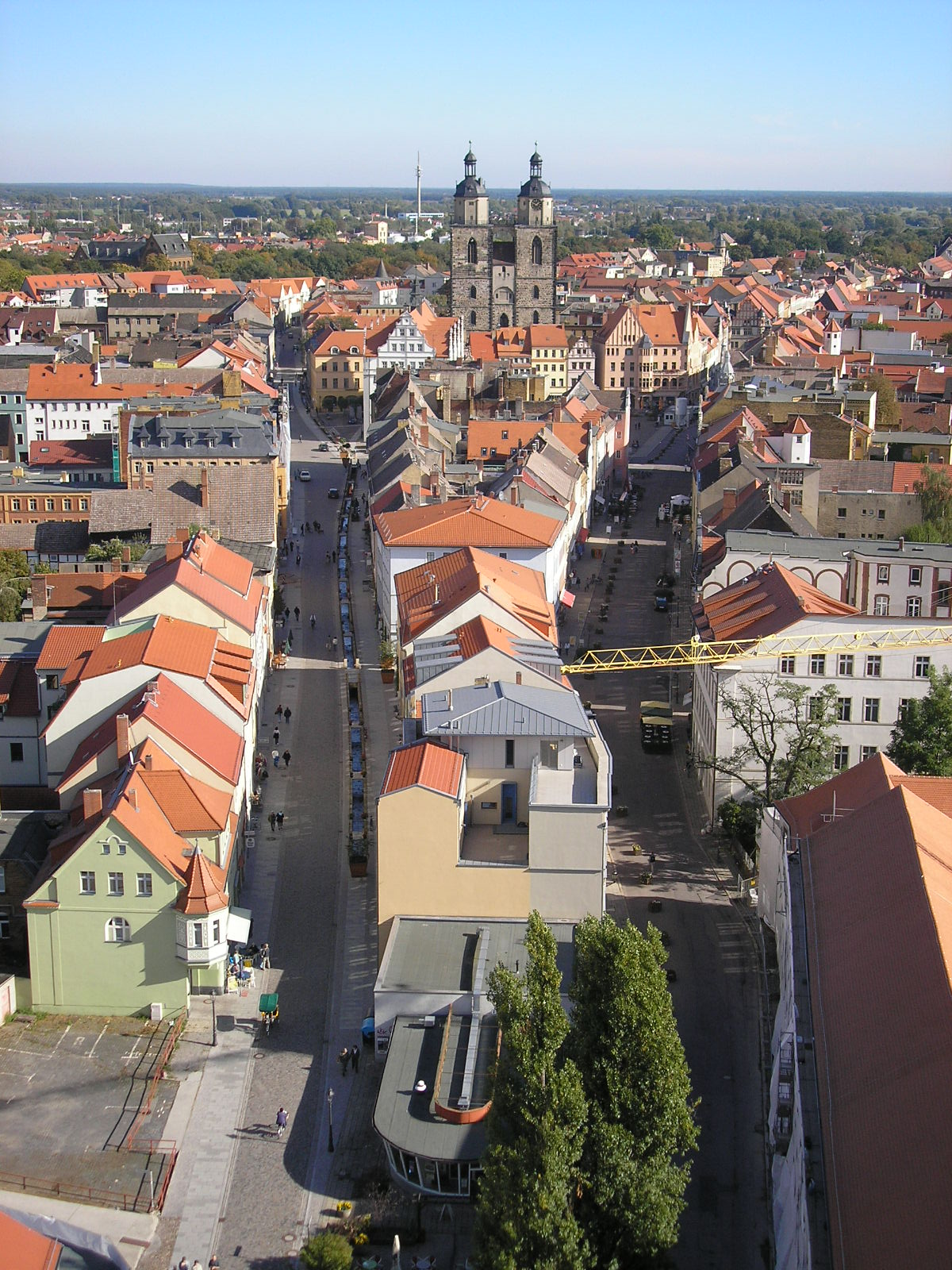
Altstadt 2006 (vor der Sanierung)

Die Altstadt umfasst die ursprünglichen Gemarkungen Elstervorstadt, Schlossvorstadt (1417), Friedrichstadt (1301 als Broder Annendorf) und Rothemark (1391). Durch Eingemeindungen gelangten 1938 Teuchel und Labetz, 1945 Kleinwittenberg, 1950 Wiesigk, Piesteritz und 1950 Trajuhn, 1974 Apollensdorf hinzu.
Nach der Wende wurden eingemeindet: 1993 Reinsdorf mit dem 1937 dort eingemeindeten Dobien und dem 1950 eingemeindeten Braunsdorf, 1993 Pratau mit dem 1929 eingemeindeten Wachsdorf, 1993 Seegrehna mit dem ehemaligen Vorwerk Bleesern, 2005 Nudersdorf und Schmilkendorf, 2008 Griebo, 2009 Abtsdorf mit den Ortsteilen Euper und Karlsfeld sowie Mochau mit dem Ortsteil Thießen, 2010 Straach mit den Ortsteilen Berkau und Grabo, Boßdorf mit den Ortsteilen Assau, Kerzendorf und Weddin sowie Kropstädt mit den Ortsteilen Jahmo, Köpnick und Wüstemark.
Weiterhin gehören die Gemarkungen Apollensdorf Nord, Birkenbusch, Hohenroda, Kienberge, Luthersbrunnen und die Propstei zu Wittenberg. Diese sind den entsprechenden Ortsverwaltungen zugeordnet.

## Geschichte

### Bis 1200
Ausgrabungsfunde aus verschiedenen prähistorischen Epochen auf dem Territorium Wittenbergs lassen bereits eine frühzeitliche Besiedlung des Stadtgebietes vor zirka 10.000 Jahren erkennen. In einer Urkunde vom 12. April 965 (vermutlich eine Fälschung aus dem Jahre 1000) ist überliefert, dass die Gegend, in der sich das heutige Wittenberg befindet, als der slawische Gau Nizizi bezeichnet wurde. Dieser erstreckte sich entlang der Elbe von der Mündung der Schwarzen Elster (im Osten) bis zur Mündung der Mulde (im Westen).
Die ersten verlässlichen Erwähnungen, die direkt auf das heutige Territorium der Stadt zutreffen, stammen aus den Jahren 973/1004. Dort werden die heutigen Ortsteile Pratau (Broth, 973) und Seegrehna (Grodisti, 1004) erwähnt. Die erste Erwähnung des Namens Wittenberg findet sich möglicherweise bereits im Jahre 1174, als ein Graf Thiedrich von Wittburc genannt wird, der offensichtlich der Burgmann des in einer Urkunde des Bischofs Balderam von Brandenburg für das Kloster Leitzkau um 1187 erwähnten burchwardum […] Wittenburg war, in dem ebenfalls eine Kirche erwähnt wird, die als Vorläuferin der heutigen Stadtkirche anzusehen ist.

### Von 1200 bis 1486

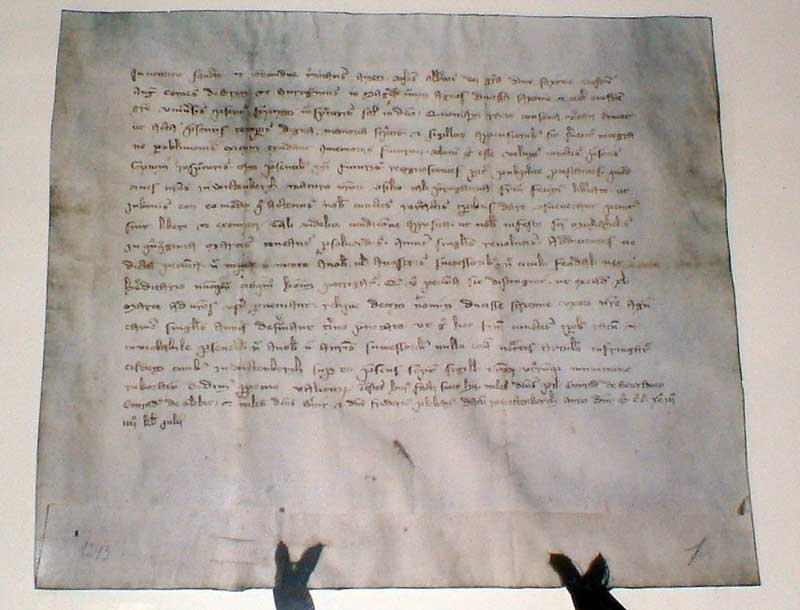
Stadtrechtsurkunde Wittenbergs vom 27. Juni 1293

Die Entwicklung der Stadt ist eng verbunden mit der Politik der Askanier. Nachdem Bernhard von Sachsen 1180 die Herzogswürde von Sachsen erhalten hatte, erbte sein Sohn Albrecht I. das Gebiet um Wittenberg und die Herzogswürde Sachsens. Nach einer Urkunde vom 11. September 1227 errichtete seine Gemahlin Helena von Sachsen ein Franziskanerkloster, was auf eine bevorzugte Stellung der Gemarkung bei den Askaniern hinweist; das Kloster gehörte zur Sächsischen Franziskanerprovinz (Saxonia). Ihr Sohn Albrecht II., der gemeinsam mit seinem Bruder Johann I. von Sachsen-Lauenburg regierte, hatte durch dessen Abdankung von seinem Schwiegervater Rudolf von Habsburg die Kurwürde erhalten. Johann I. trat nach rund 20 Jahren unglücklicher Regierung 1282 das Regierungsamt an seine Söhne ab und setzte während der Zeit ihrer Minderjährigkeit Albrecht II. als Vormund ein; er selber trat in das Franziskanerkloster Wittenberg ein und wurde dessen Vorsteher (Guardian). Dort starb er am 30. Juli 1285.
Da Albrecht II. sich ständig in Wittenberg aufhielt, wurde der Ort zu seiner Residenz von Sachsen-Wittenberg, und es entbrannte eine Auseinandersetzung mit der sachsen-lauenburgischen Linie. Wittenberg selbst hatte sich von einer Gemarkung mit Bauern, Handwerkern und Kaufmannsleuten, begünstigt durch die verkehrsgünstige Lage, zu einem Ort mit einem bestehenden Gemeinwesen entwickelt. Um sich die Treue seiner Untertanen zu sichern, verlieh Albrecht II. am 27. Juni 1293 Wittenberg das Stadtrecht. Damit entstanden die Voraussetzungen, dass sich in Wittenberg ein Bürgertum entwickeln konnte.
Durch den weiteren Erwerb von Gerechtsamen stieg der Einfluss der Bürger Wittenbergs, so dass eine Selbstverwaltung entstand, die 1317 erstmals als Rat nachgewiesen ist. 1332 erlangte die Stadt die niedere Gerichtsbarkeit und konnte so den sich entwickelnden Gewerken der Bäcker, Fleischer, Schuh- und Tuchmacher einen regulierten entwickelten Rahmen geben. Dazu zählen auch das 1354 verliehene Marktrecht, die 1380 erhaltene Fährordnung, aber auch die mit dem Stadtrecht verliehene Erlaubnis zur Errichtung von Stadtmauern. So konnten die Hussiten 1429 die Stadt zwar belagern, jedoch nicht einnehmen.
Im 15. Jahrhundert wurden die Juden aus Wittenberg vertrieben, nach 1522 ist in der Stadt kein jüdisches Leben mehr nachweisbar.
Obwohl mit dem Erwerb von Gerechtsamen der Einfluss der Askanier in der Stadt sank, spielten diese in der Reichspolitik eine immer größere Rolle. Vor allem Rudolf I. führte Sachsen-Wittenberg mit einer geschickten Territorialpolitik 1356 vom Herzogtum zum bestätigten Kurfürstentum. Damit erlangte Wittenberg den Status einer kursächsischen Hauptstadt. Lange sollte diese Phase jedoch nicht anhalten. Mit dem Tod Albrechts III. im Jahre 1422 verloren die Askanier die sächsische Kurwürde an die Wettiner. Damit schwand ebenfalls der Status einer kurfürstlichen Residenz. Von Friedrich dem Streitbaren wurden Wittenberg zwar alle bis dahin erworbenen Rechte bestätigt und 1444 um die höhere Gerichtsbarkeit erweitert, dennoch entwickelte sich Wittenberg zunächst als Stadt ohne besondere Bedeutung weiter. Sein Nachfolger Friedrich der Sanftmütige genehmigte ab 1451 der Stadt in ihrer Münzstätte Wittenberg die Herstellung eigener Heller.
Durch die 1485 herbeigeführte Leipziger Teilung spalteten sich die Wettiner in eine ernestinische und eine albertinische Linie. Obwohl Ernst von Sachsen als älterer Bruder die Kurwürde erbte, fielen die Universitätsstadt Leipzig und der Hauptregierungssitz Meißen an Albrecht den Beherzten. Somit war Kurfürst Ernst dazu gezwungen, neue Residenzstädte zu wählen. Vor allem Torgau, Weimar und Wittenberg, zu diesem Zeitpunkt die einwohnerreichste der drei genannten Städte, entwickelten sich zu Zentren seiner Herrschaft. Beim Tod des Kurfürsten war der Residenzausbau Wittenbergs allerdings kaum vorangeschritten: Das alte Schloss der Askanier war verfallen, im Vorgängerbau des heutigen Rathauses waren Fleischerläden untergebracht und die vorhandenen Sakralbauten fielen wenig repräsentativ aus.

### Residenzausbau unter Kurfürst Friedrich dem Weisen (1486–1525)

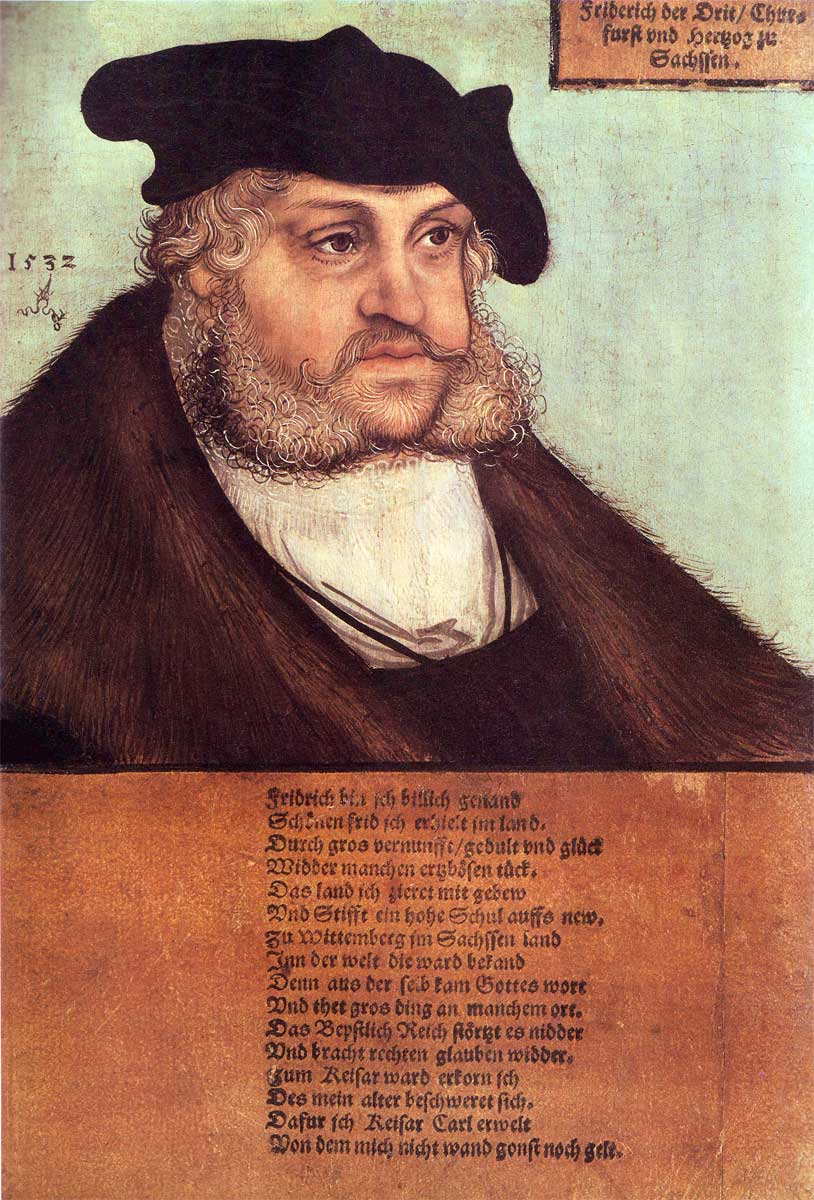
Friedrich der Weise

Mit dem Regierungsantritt des ernestinischen Kurfürsten Friedrich III., genannt dem Weisen, begann im Jahr 1486 die Blütezeit Wittenbergs. Dank der reichen Einkünfte aus dem Silberbergbau im Erzgebirge verfügte Friedrich III. über die finanziellen Ressourcen zur architektonischen Umgestaltung Wittenbergs. Dank seiner Residenz- und Universitätsgründung konnte Wittenberg letztlich zu einem geistigen Zentrum des Humanismus und als Wirkungsstätte Martin Luthers zum Mittelpunkt der Reformation aufsteigen. Wittenbergs Status als Stätte des UNESCO-Weltkulturerbes geht hauptsächlich auf diesen Zeitabschnitt zurück. Die Stadt sollte dem Anspruch des Kurfürsten entsprechend mit der Meißener Albrechtsburg, dem Hauptsitz der albertinischen Linie, konkurrieren können.
Friedrich verlegte die kurfürstliche Residenz aus drei Gründen nach Wittenberg: Erstens sollte eine historische Bezugnahme auf den alten Hauptort des askanischen Kurfürstentum Sachsen-Wittenberg (1365–1423) der Legitimation seiner Herrschaft dienen. Zweitens ermöglichte es die geographische Lage Wittenbergs zwischen Halle an der Saale und Magdeburg, den beiden Hauptaufenthaltsorten der Magdeburger Erzbischöfe, eine politisch-strategische Kontrolle auf das Erzstift Magdeburg auszuüben. So gelang es, 1489 Friedrichs Bruder Ernst II. von Sachsen in Magdeburg als Erzbischof einzusetzen. Die verwandtschaftliche Nähe zu Friedrich garantierte eine Absicherung der einzelnen, teilweise nicht miteinander verbundenen landesherrlichen Territorien in Mitteldeutschland. Drittens lag Wittenberg mit der Elbe an einer wichtigen Wasserstraße.

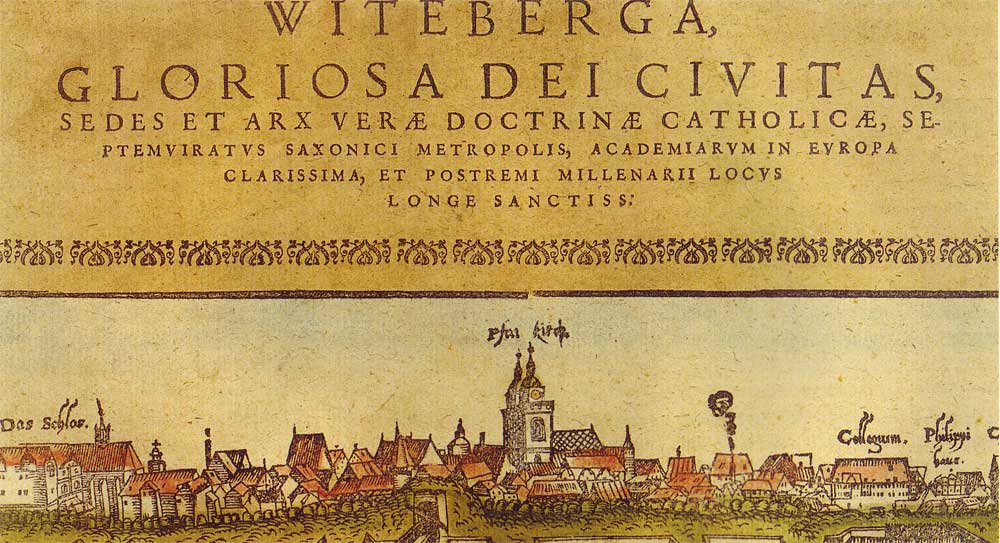
Stadtansicht von Wittenberg, Cranach-Werkstatt, kolorierter Holzschnitt, um 1558 (Im Westen das kurfürstliche Schloss mit der Schlosskirche, die Stadtkirche St. Marien in der Mitte und im Osten die Gebäude der Universität)

Die 1487 errichtete hölzerne Elbbrücke ließ der Kurfürst ab 1490 mit dem Bau eines neuen, dreiflügeligen Renaissanceschlosses strategisch absichern. Damit brachte Friedrich III. den Südzugang der Stadt unter seine Kontrolle. Die Brücke ersetzte einen Vorgängerbau, der 1428 durch schweren Eisgang zerstört worden war. Bis zur Neuerrichtung hatten Fähren den Verkehr aufrechterhalten, denn über die Elbe wurde Getreide, Wein, Holz und Hering von Norddeutschland nach Böhmen verschifft. Obwohl Wittenberg keine bedeutende Handelsstadt war, mussten die Händler ihre Waren bei der Brücke umladen, in der Stadt zum Verkauf anbieten und dem Kurfürsten Zoll zahlen, bevor sie weiterreisen durften.
Da der Umbau der alten Askanierburg zu aufwändig gewesen wäre, ließ Friedrich III. sie 1489 abtragen, weshalb über ihr Aussehen heute nichts mehr bekannt ist. Der Bau des neuen Renaissanceschlosses erwies sich als logistische Herausforderung: Sandstein musste mühselig von Pirna, Kalkstein von Magdeburg und sonstiges Steinmaterial von der ebenfalls sich im Abbruch befindenden alten Burg in Torgau herangeschafft werden. Das Bauholz stammte aus der Dübener Heide und von Tetschen im heutigen Tschechien, wohin die Bauarbeiter gegen die Elbströmung treideln mussten, um überhaupt zum Abbaugebiet zu gelangen. Häufig bedrohten Niedrigwasser oder Eisgang der Elbe den Fortgang ihrer Arbeit. Zuerst entstand der südwestliche Schlossflügel mit dem Wohnturm Friedrichs des Weisen. Dort begannen bereits 1492/1493 die ersten Innenarbeiten, über die allerdings nur wenig bekannt ist. Die dortigen Holzvertäfelungen und Leinwände des Schlosses wurden aber vermutlich von dem Hofmaler Lucas Cranach dem Älteren gestaltet. Fatalerweise bildete der Südwestflügel mit seinen starken Mauern zugleich einen Teil der Stadtbefestigung, sodass er später im Siebenjährigen Krieg starken Artilleriebeschuss aushalten musste. Der mittlere Westflügel mit dem Nordwestturm, in dem Friedrichs Bruder und Nachfolger Johann der Beständige wohnte, wurde als Nächstes angelegt. Der Ostflügel und die Schlosskirche entstanden als letzter Teil des Schlosskomplexes. Bis 1509 war der Bau von Schloss und Schlosskirche im Wesentlichen abgeschlossen.

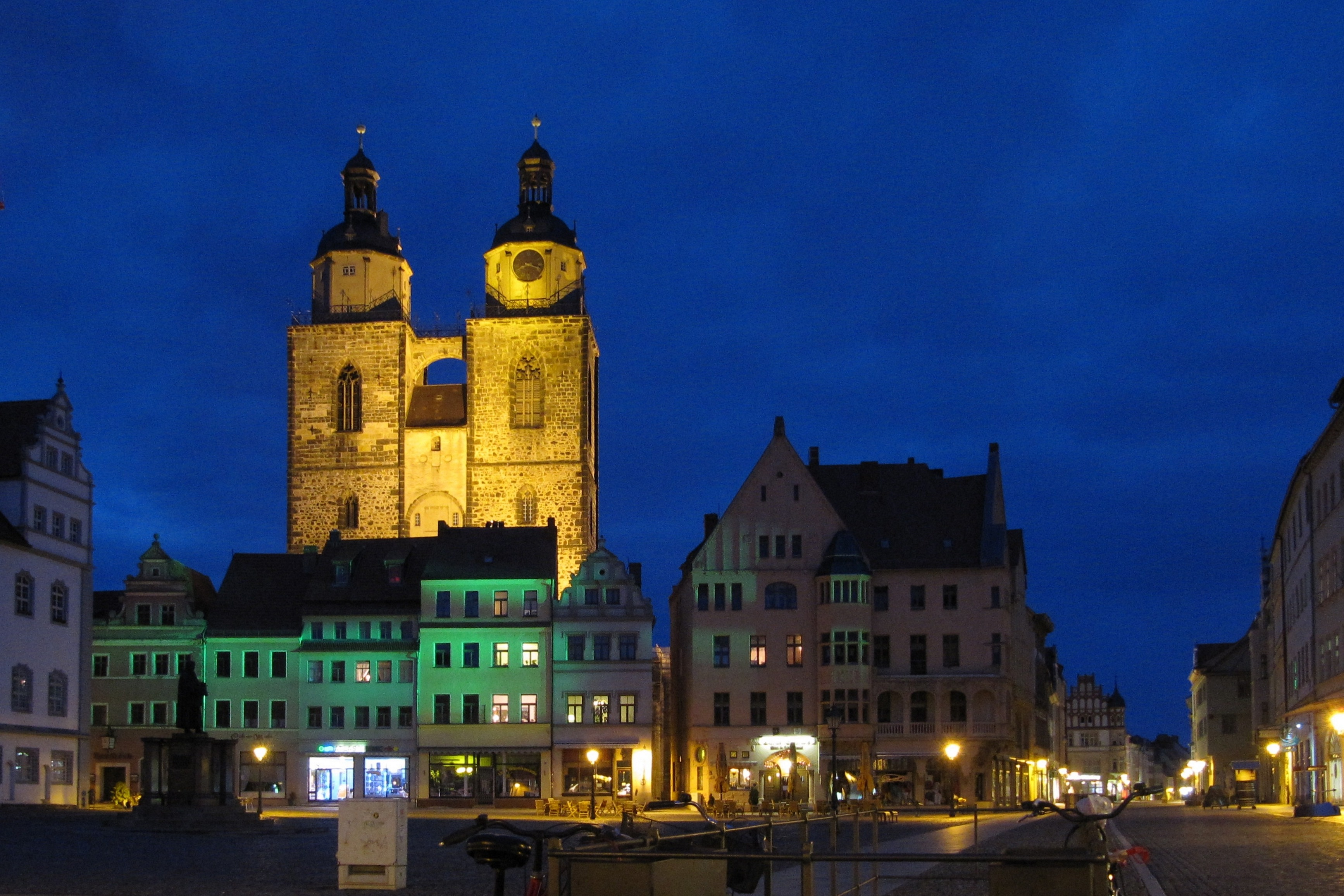
Marktplatz mit Stadtkirche bei Nacht

Die Schlosskirche diente sowohl als Aufbewahrungsort von Friedrichs Reliquiensammlung, des sogenannten Wittenberger Heiltums, als auch als Grablege der ernestinischen Kurfürsten. An jedem zweiten Sonntag nach Ostern ließ hier der Kurfürst seine Reliquien den Pilgern öffentlich zur Schau stellen. Ganz nach spätmittelalterlichem Verständnis erhielten Gläubige Nachlass von Sündenstrafen, wenn sie die Reliquien betrachteten und eine Spende entrichteten. In den sogenannten Wittenberger Heiltumsbüchern von 1509, die durch den Buchdruck im ganzen Heiligen Römischen Reich verbreitet wurden, hielt Lucas Cranach in 119 Holzstichen insgesamt 5005 Reliquien der Schlosskirche fest. 501.300 Tage Sündenvergebung sollten die Pilger sich damit erkaufen können. Selbst nach dem Thesenanschlag Martin Luthers vergrößerte Friedrich seine Sammlung noch, um zu verhindern, dass seine sächsischen Untertanen ihr Geld in Wallfahrtsorten außerhalb des Landes ausgaben. Zugleich war die Schlosskirche Ausdruck der tiefen Frömmigkeit Friedrichs III. Durch seine Spenden wurden jährlich 8994 Messen in der Schlosskirche gefeiert und 81 Kleriker beschäftigt. Das Gotteshaus ließ er mit venezianischen Scheiben und 20 Altären ausstatten. Im Turm der Schlosskirche befand sich ein Gemach Friedrichs, das über eine Treppe auf die Kirchenempore hinaufführte. 1525 sollte er und 1532 auch Kurfürst Johann in der Schlosskirche beigesetzt werden.
Seit 1509 wurden auch die Festungsanlagen Wittenbergs erneuert und ausgebaut. Das Wesentliche auf diesem Gebiet geschah allerdings erst nach der Regierungszeit Friedrichs, als sich eine kriegerische Auseinandersetzung mit Kaiser Karl V. immer deutlicher abzeichnete.

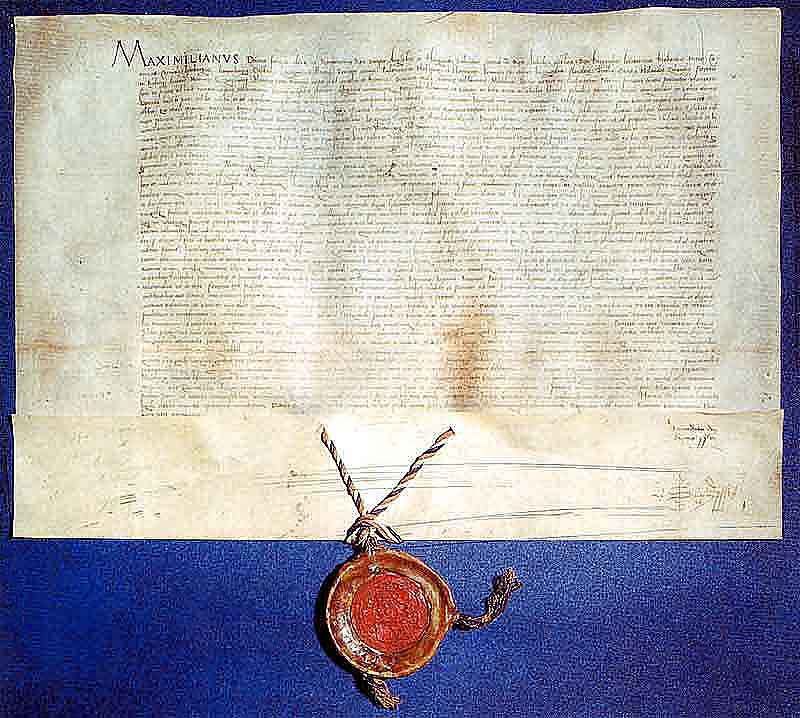
Gründungsurkunde König Maximilians für die Universität Wittenberg, ausgestellt in Ulm am 6. Juli 1502, Pergament mit anhängenden Siegel

Da das ernestinische Kurfürstentum Sachsen seit der Leipziger Teilung von 1485 keine eigene Landesuniversität mehr besaß, gründete Friedrich III. in Wittenberg 1502 eine Universität. Die entsprechende Stiftungsurkunde vom 6. Juli 1502, mit der der römisch-deutsche König und spätere Kaiser Maximilian I. die Gründung bestätigte, stellt ein Novum dar, denn zuvor hatte entweder nur der Papst oder Kaiser und Papst gemeinsam die Erlaubnis zu einer Universitätsgründung erteilt. Das kaiserliche Siegel der Universität Wittenberg nahm Bezug auf den Landesherrn. Es zeigt das Porträt Friedrichs III. mit der lateinischen Unterschrift: „ME AVSPICE CEPIT WITENBERG DOCERE“ (Unter meinem Schutz hat Wittenberg zu lehren begonnen). Die päpstliche Anerkennung erfolgte erst am 20. Juni 1507. Dennoch verhinderte der landesherrliche Schutz des Kurfürsten einen direkten Zugriff der Kirche auf die Universität. Diese ungewöhnlichen Freiheiten ermöglichten es der Einrichtung sich im Sinne der humanistischen Geistesströmung von mittelalterlichen Bildungstraditionen zu lösen. Dieser neue Ansatz ist durch das Interesse Friedrichs III. erklärlich, Theologen, Juristen und Ärzte auszubilden, die in der Lage waren, die frühmoderne Staatlichkeit in Verwaltung und Gesellschaft zu gestalten. Von da an wurde der kurfürstliche Hof zu einem Anziehungspunkt für schöpferische Kräfte. Weitere Bauten wie 1503 das Fridericianum (Altes Kollegium) als erstes Gebäude der Universität und 1504 das „Schwarze Kloster“ der Augustinereremiten unterstützten diese Tendenz; sie teilten sich mit den auch in Wittenberg ansässigen Franziskanern drei Professuren. Der Universitätsbetrieb erforderte zusätzlichen Wohnraum für Lehrende und Studenten. Für die Beherbergung Letzter werden viele Wohngebäude aufgestockt.
Ein Attribut der Universitätsstadt fehlte Wittenberg jedoch noch: Da die Stadt anders als die großen Handelsmetropolen Straßburg, Augsburg und Nürnberg kein finanzkräftiges Bürgertum besaß, hatte der Buchdruck zunächst keinerlei Bedeutung. Erst die von zwei Professoren der Universität gegründeten Hausdruckereien läuteten den Beginn des Wittenberger Buchdrucks ein. Im Jahr 1508 siedelte der wahrscheinlich aus Grünberg im heutigen Hessen stammende Drucker Johann Rhau-Gronenberg nach Wittenberg über. Seine im Augustinerkloster untergebrachte Werkstatt vervielfältigte für Studenten Vorlesungstexte. In den Jahren 1513, 1515, 1516 und 1517 ließ hier der Theologieprofessor und spätere Reformator Martin Luther Texte drucken. Der Einblattdruck der 95 Thesen, Luthers Streitschrift gegen den Ablasshandel, wurde jedoch nicht in Wittenberg hergestellt, sondern von dem Drucker Melchior Lotter dem Älteren in Leipzig. Die schriftstellerische Tätigkeit Luthers bewegte in den 1520er Jahren weitere Drucker zur Übersiedlung nach Wittenberg.
Martin Luther wurde im Jahr 1508 durch einen Gründungsprofessor der Universität Wittenberg, Johann von Staupitz, in die sächsische Residenzstadt berufen. Luther sollte hier sein Theologiestudium fortsetzen. Im Gegensatz zu Erfurt, wo Luther sein Studium begonnen hatte und bereits 24.000 Menschen lebten, fehlte Wittenberg noch ein städtisches Aussehen. Aus diesem Grund äußerte sich Luther sehr abfällig über die Stadt:

„Die Wittenberger leben am Rande der Zivilisation; wenn sie etwas weiterhin sich angesiedelt hätten, wären sie mitten in die Barbarei gekommen“

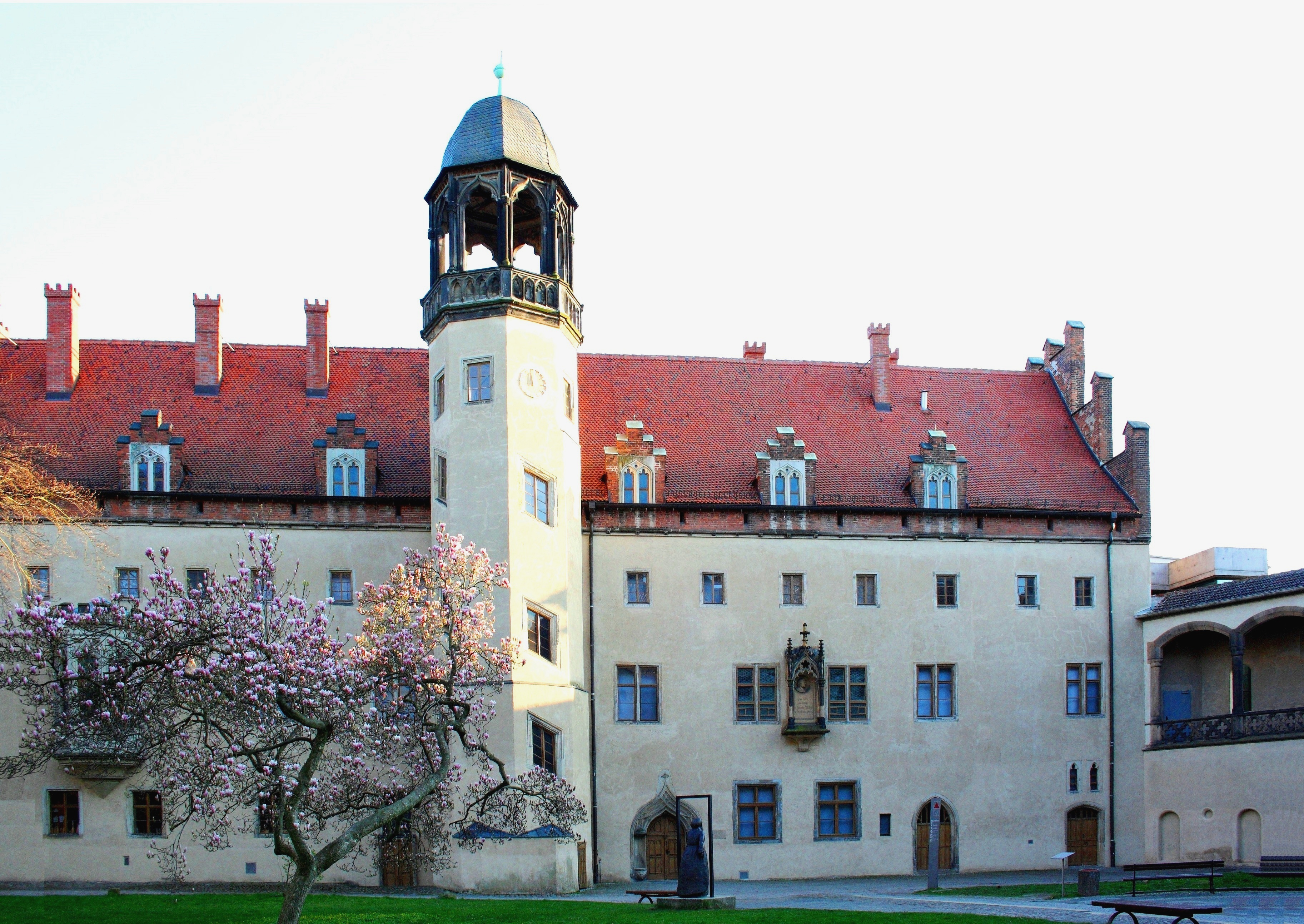
Lutherhaus

Zu Zeiten Luthers lebten in Wittenberg nur etwa 2000 Menschen. Abgesehen von einigen Steinbauten wie Kirchen- und Bürgerhäusern waren die Dächer der meisten Lehmhütten noch vielfach mit Stroh bedeckt. Zwischen 1500 und 1550 wurden nur 54 neue Häuser innerhalb des Festungsringes erbaut. Die Lücken in den Straßenzügen begannen sich gerade erst zu schließen, etwa zwischen dem Markt und der Stadtkirche. Zwischen Collegien- und Mittelstraße entstanden kleinere Handwerkshäuser ohne Hinterhöfe. Fast 40 Jahre – von 1508, mit einer kurzen Unterbrechung, bis 1546 – hat Luther im Wittenberger Augustiner Eremitenkloster gelebt. In der dortigen Turmstube konnte er zum ersten Mal in seinem Leben in einem eigenen, sogar beheizbaren Raum allein und unbeaufsichtigt arbeiten. Nach der Auflösung des Klosters und der Heirat Luthers im Jahr 1525 schenkte Kurfürst Friedrich III. dem Reformator und seiner Familie das Bauwerk.

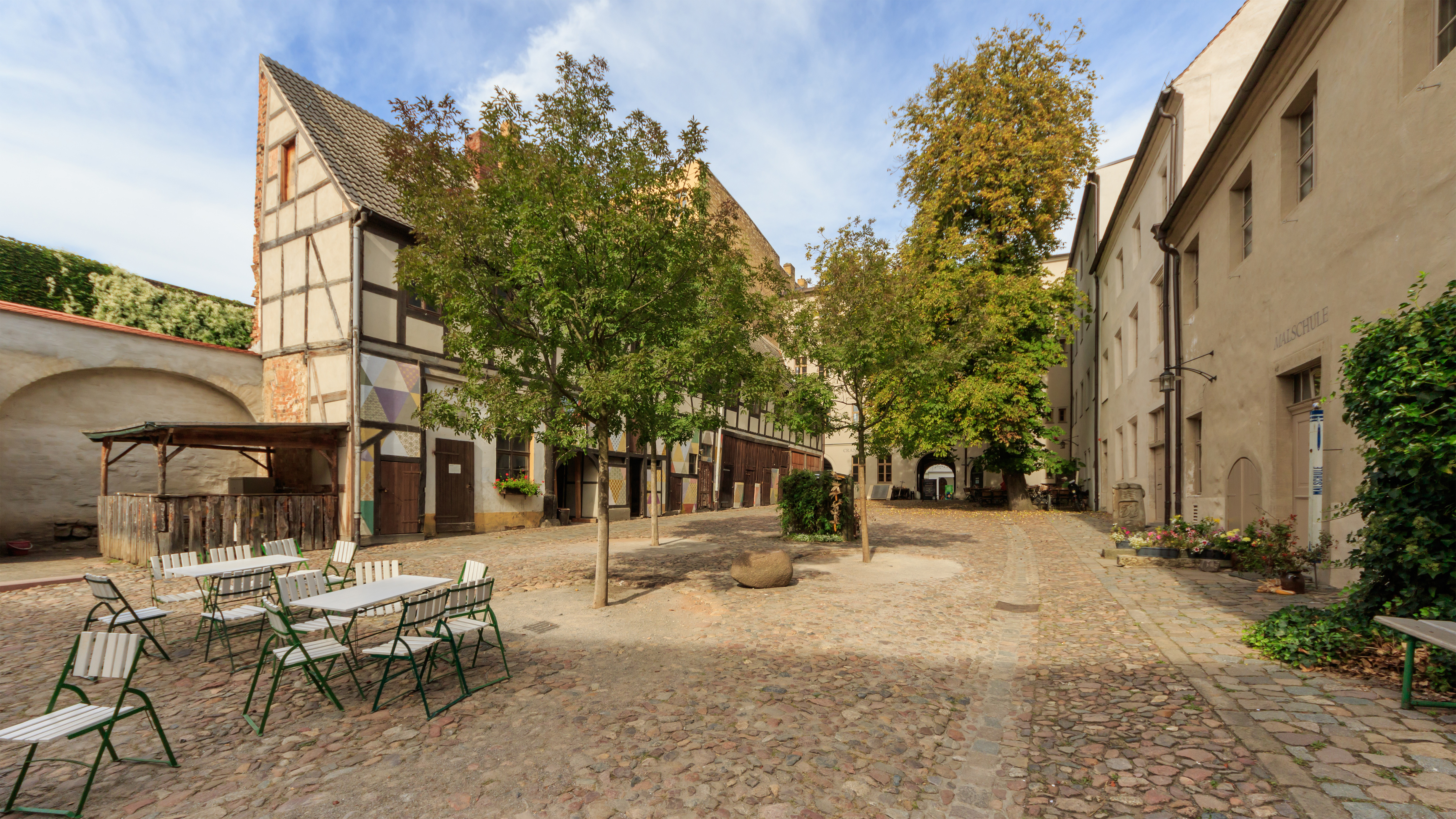
Cranach-Hof Schlossstraße 1

Aber auch renommierte Künstler wie Lucas Cranach der Ältere wurden vom Kurfürsten, einem der bedeutendsten Mäzene seiner Zeit, unterstützt. Im Jahr 1505 trat der Maler in den Dienst des Kurfürsten. Zuvor hatte Cranach im ungleich größeren Wien gelebt. Um den Künstler trotzdem im provinziellen Wittenberg zu halten, ließ Friedrich seinem Hofmaler zahlreiche Vergünstigungen zukommen: Er zahlte ihm ein jährliches Gehalt von 100 Gulden, was dem zehnfachen Einkommen eines Studenten entsprach. Er wurde von der Schlossküche mitversorgt und erhielt höfische Kleidung. Die Unterstützung des Kurfürsten machte Cranach so vermögend, dass er im Jahr 1512 am Markt 3 und 4 ein Haus erwerben konnte, die Keimzelle der späteren Cranach-Höfe. Für die wachsende Familie und die Werkstatt wurde das Grundstück jedoch schnell zu klein, sodass Cranach in die Schlossstraße 1 umzog. 1522 kaufte der Künstler sein Grundstück am Markt 4 jedoch wieder zurück, um es für die Druckproduktion zu nutzen.

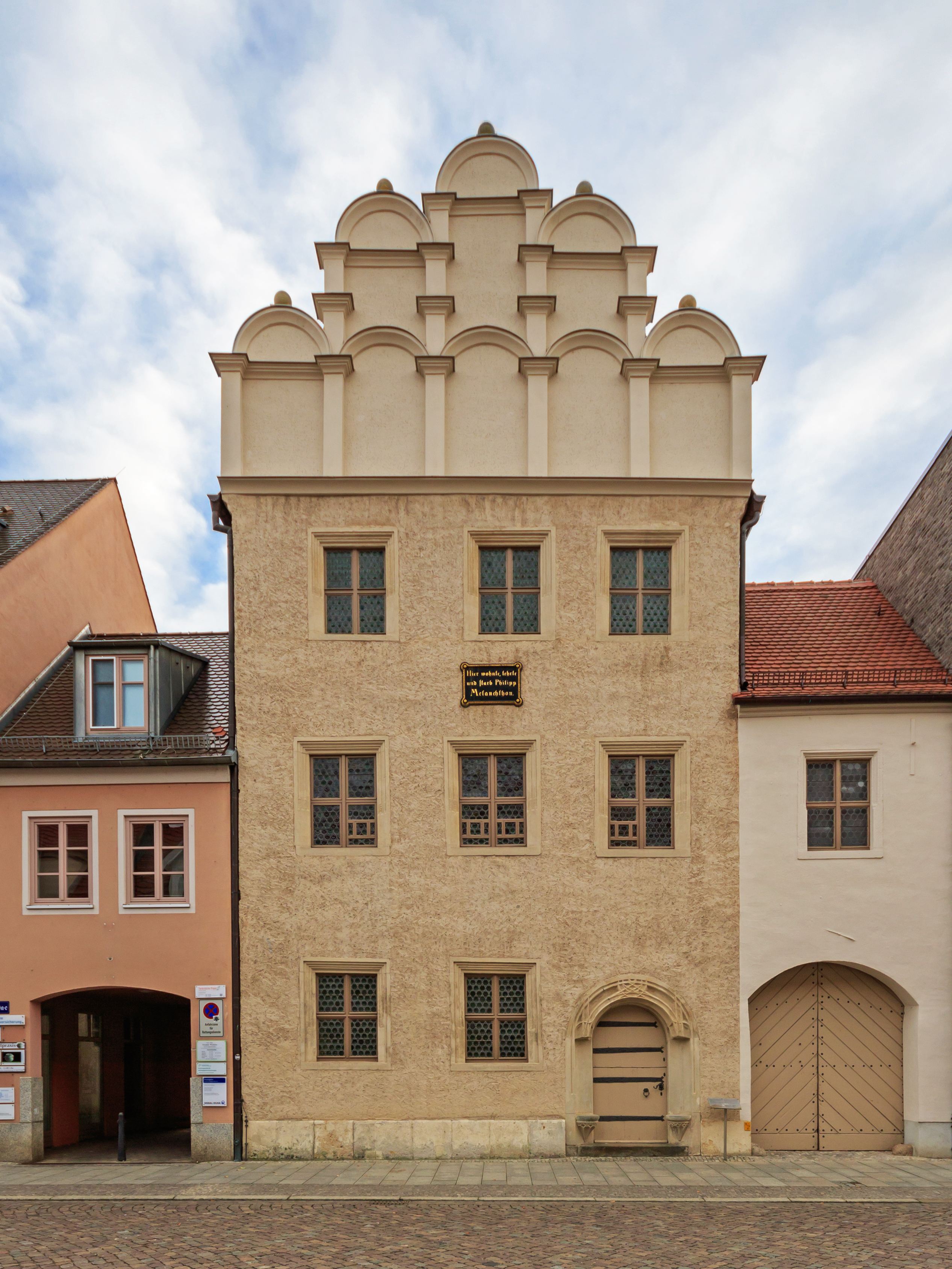
Melanchthonhaus

Ab 1517 trug vor allem die Verbreitung von Martin Luthers 95 Thesen dazu bei, dass Wittenberg eine hohe Anziehungskraft auf Gelehrte und Studenten ausüben konnte. Im Jahr 1518 wurde erstmals der Lehrstuhl der griechischen Sprache eingerichtet. Friedrich III. persönlich wollte die Professorenstelle vergeben und bat den Philosophen und Diplomaten Johannes Reuchlin brieflich um eine Empfehlung. In dem Antwortschreiben pries Reuchlin den Theologen, Philosophen und Dichter Philipp Melanchthon. Wo Melanchthon zuerst Unterkunft fand, ist nicht bekannt. Vermutlich 1520 bzw. kurz nach seiner Heirat zog er jedoch in die Collegienstraße 62 ein. Das dortige, relative kleine Wohnhaus wurde im Stadtverzeichnis als „Bude“ bezeichnet und war bereits 1536 so baufällig geworden, dass Melanchthon es abreißen musste. Unter dem zweiten Nachfolger Friedrichs des Weisen, Kurfürst Johann Friedrich I., sollte in der Collegienstraße 60 ein repräsentativer Neubau mit Garten entstehen. Da Melanchthon als Mentor Studenten in seinem Haus aufnehmen und versorgen musste, konnte er nicht aus eigener Kraft die für den Neubau notwendige Finanzierung stemmen. Der Kurfürst steuerte 500 Gulden und die Universität 200 Gulden bei. Bereits im Oktober 1536 war das heute als Melanchthonhaus bekannte Bauwerk fertiggestellt. Die finanzielle Unterstützung des neuen Kurfürsten geschah dabei vor allem, um den Gelehrten von einem Wegzug aus Wittenberg abzuhalten. Dies hätte für die kurfürstliche Universität einen enormen Prestigeverlust bedeutet.

### Reformation

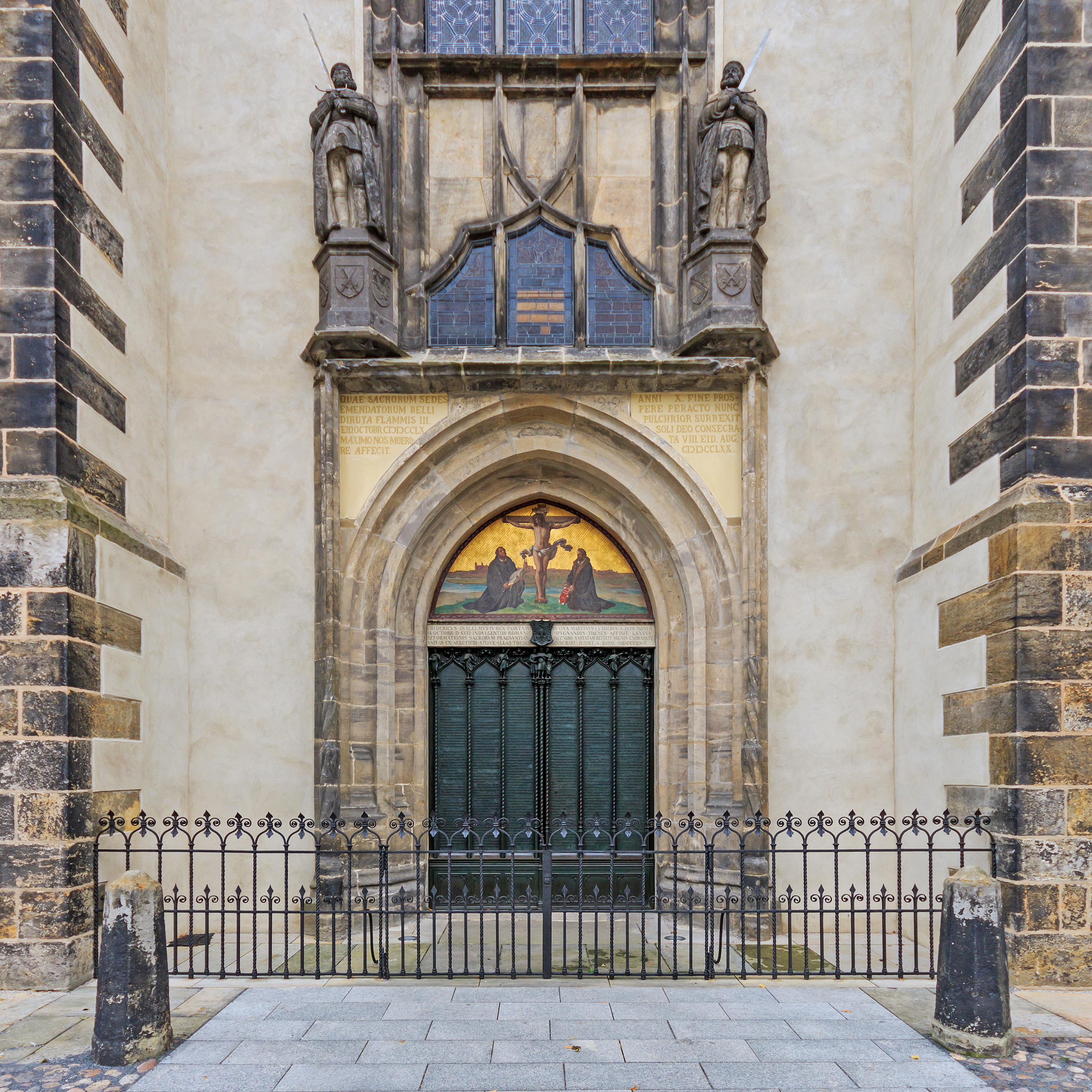
Thesentür der Schlosskirche, wegen der Zerstörung 1760 im Siebenjährigen Krieg nicht mehr original erhalten, sondern Nachbildung von 1858

Als Beginn der Reformationsbewegung gilt gemeinhin der Anschlag der 95 Thesen Martin Luthers an das Eingangsportal der Wittenberger Schlosskirche im Jahr 1517. Ob der sogenannte Thesenanschlag aber tatsächlich stattgefunden hat, ist umstritten. Schon der katholische Kirchenhistoriker Erwin Iserloh argumentierte 1961, dass erst Philipp Melanchthon einen Thesenanschlag überhaupt erwähnte. Melanchthon kann dabei nicht Augenzeuge des Ereignisses gewesen sein. Bei Melanchthons Veröffentlichung im Jahr 1546 war Martin Luther bereits nicht mehr am Leben. Die Anhänger des Thesenanschlages verweisen dagegen auf die Tatsache, dass die Theologische Fakultät der Universität Wittenberg vorschrieb, Aufforderungen zu akademischen Disputationen an Kirchentüren anzubringen. Auch der Historiker Daniel Jütte kam bei seinen Forschungen zu dem Ergebnis, dass Kirchentüren zu Zeiten Luthers eine wichtige Rolle als Informationstafeln im öffentlichen Raum spielten. Womöglich sei die Anbringung von Plakaten so alltäglich gewesen, dass Luther sie in seinen Schriften nicht erwähnte. Plakate, so der Historiker, seien jedoch eher mit Leim oder Siegelwachs angeklebt und nicht angehämmert worden, wie Melanchthon behauptete.
Als Geburtsort der Reformation erlangte Wittenberg nach der Abkehr Luthers von der römisch-katholischen Kirche mit der Verbrennung der päpstlichen Kanonischen Rechte und der Bannandrohungsbulle Exsurge Domine des Papstes Leo X. vor dem Elstertor weitere Bedeutung durch die Ereignisse der Wittenberger Bewegung. Von Wittenberg, das scherzhaft als das „Rom der Protestanten“ bezeichnet wurde, gingen damit in der damaligen Zeit für die gesamte Welt entscheidende Impulse aus.

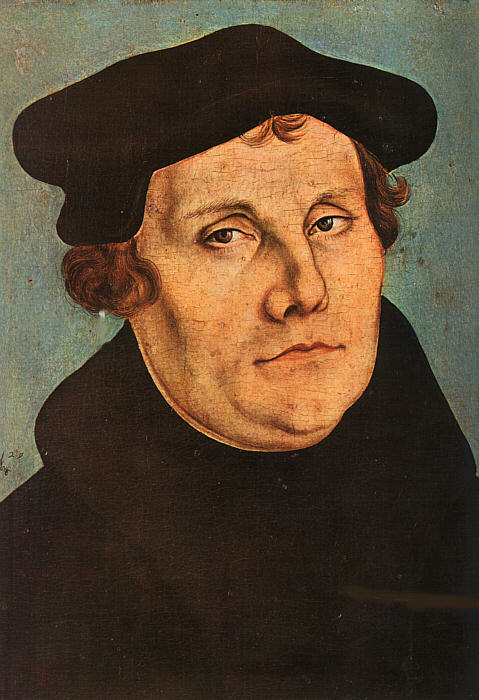
Martin Luther

Auch wenn Wittenberg nach dem Tod Friedrichs des Weisen seine sächsische Hauptstadtfunktion an Torgau abgeben musste, blieb seine Stellung als Zentrum der Reformationsbewegung, z. B. bei der Wittenberger Konkordie und der Entstehung der ersten Lutherbibel, erhalten. Um den steigenden Ansprüchen der wachsenden Bevölkerung in der damals territorial beschränkten Stadt gerecht zu werden, fanden während dieser Zeit umfangreiche Baumaßnahmen statt. 1526 wurde wiederum damit begonnen, die Festungsanlagen weiter auszubauen. Ein neues Rathaus und im späten 16. Jahrhundert eine Trinkwasserversorgungsanlage, das Röhrwasser, wurden errichtet. Die Franziskaner, die sich vor allem auf Betreiben des Konventes in Jüterbog gegen die Reformation stellten, verloren ihr Kloster in Wittenberg 1535, nachdem seit 1530 nur noch ein Bruder dort lebte.
Infolge der Reformationsbewegung entstanden Auseinandersetzungen, die im Schmalkaldischen Krieg gipfelten. Dadurch kam es zur Wittenberger Kapitulation, wodurch Wittenberg als Zentrum des Kurkreises an die albertinische Linie der Wettiner überging. Da sich während der Reformationszeit ein Konsistorium und davor ein Hofgericht herausgebildet hatte, behielt Wittenberg für die Albertiner weiterhin seine Bedeutung. So entwickelten sich im Kurfürstentum Sachsen sowie in den anderen evangelischen Ländern zunehmend konfessionelle Auseinandersetzungen, wobei sich vor allem die Gnesiolutheraner durchsetzten und Jena als Zentrum der lutherischen Orthodoxie etablierten, während die in Wittenberg verbliebenen Theologen um Philipp Melanchthon als „Philippisten“ bezeichnet wurden.

### Hexenprozesse (1540–1674)

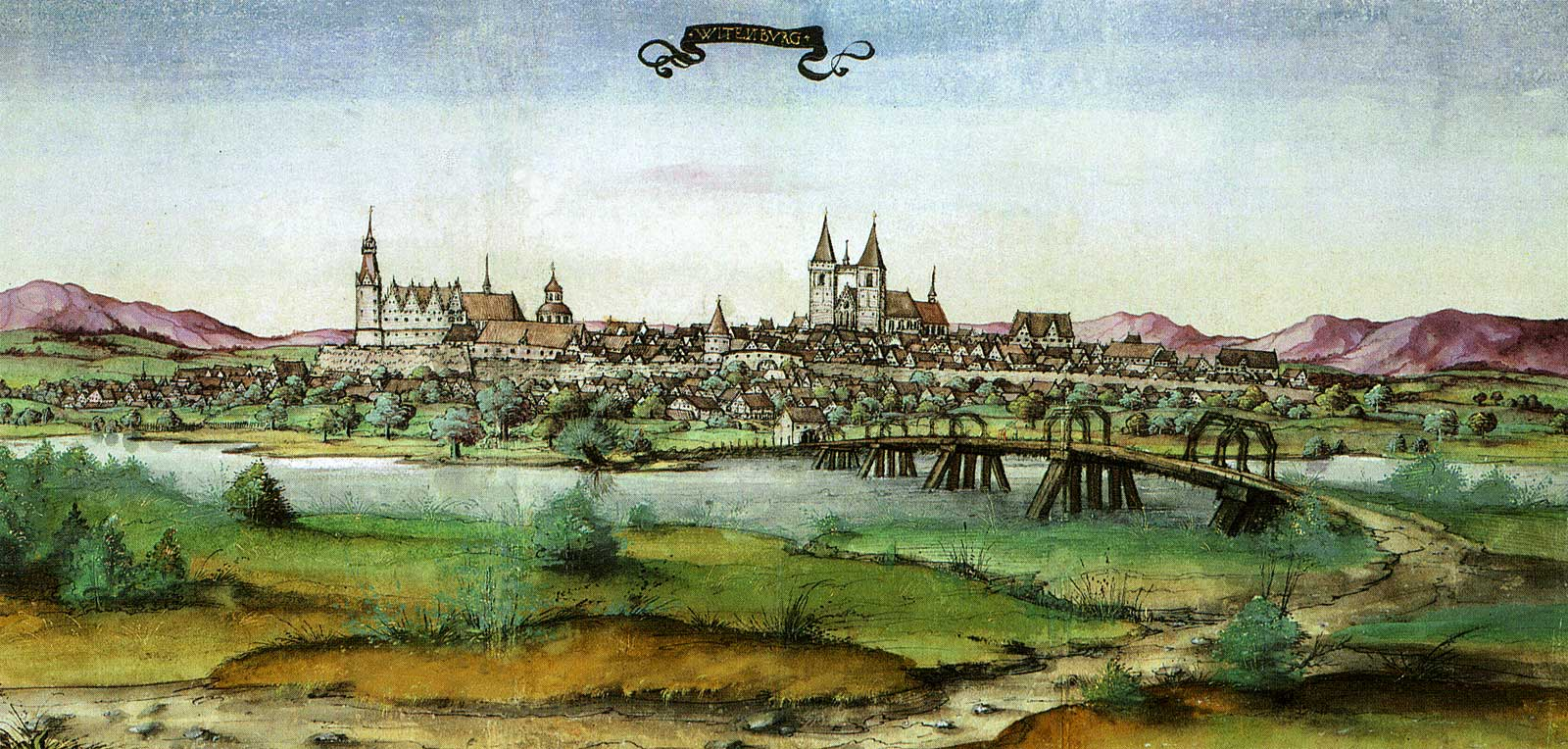
Stadtansicht 1536/1537

Der Reformator Martin Luther war von der Existenz des Teufels überzeugt. Luther selbst glaubte, vom Teufel persönlich verfolgt zu werden. So war der Schritt zum Hexenglauben für Luther rasch getan. Zwar organisierte er in Wittenberg keine Hexenverfolgung, rief aber von der Kanzel zur Tötung vermeintlicher Hexen auf. Im Jahr 1526 verkündete Luther in der Stadtkirche Wittenberg:

„Es ist ein überaus gerechtes Gesetz, dass die Zauberinnen getötet werden, denn sie richten viel Schaden an, was bisweilen ignoriert wird… Wenn du solche Frauen siehst, sie haben teuflische Gestalten, ich habe einige gesehen. Deswegen sind sie zu töten.“

Luther trug mit seinen Predigten dazu bei, dass die Hexenverfolgung bereits im Jahr 1540 ihren Anfang in Wittenberg nahm: Prista Frühbottin wurde von dem kurfürstlichen Landvogt verhaftet, da man ihr vorwarf, unter Mithilfe ihres Sohnes und zweier Knechte das Vieh auf der Weide vergiftet zu haben. In Wahrheit hatte eine Dürre das Vieh getötet. Die Angeklagten wurden nach dem Prozess und der Folter am 29. Juni 1540 auf dem Marktplatz an Eichenpfähle gebunden und von dem darunter entzündeten Feuer bei lebendigem Leibe verbrannt. Der Künstler und Augenzeuge Lucas Cranach der Jüngere fertigte von dem Scheiterhaufen einen Holzschnitt an. Auch der Wittenberger Scharfrichter Magnus Fischer wurde verdächtigt, mit Prista Frühbottin in engem Kontakt gestanden zu haben. Er wurde ergriffen und zum Feuertod verurteilt, vollstreckt in Eisleben am 7. Juli 1540. In Wittenberg waren von 1540 bis 1674 mindestens 21 Menschen von Hexenverfolgung betroffen: Acht Hinrichtungen sind bezeugt, von dreizehn weiteren Verfahren ist z. T. der Ausgang nicht bekannt. Im Zusammenhang mit dem Prozess gegen Prista Frühbottin heißt es in den überlieferten Unterlagen, dass viele andere inhaftiert und verurteilt wurden.
Der Stadtrat der Lutherstadt Wittenberg beschloss am 30. Oktober 2013 die sozialethische Rehabilitation der Opfer der Hexenverfolgung.

### 17. und 18. Jahrhundert

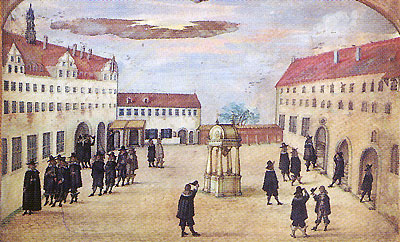
Universität Wittenberg im 17. Jahrhundert

Hatten zum Anfang des 17. Jahrhunderts Namen wie Daniel Sennert, Friedrich Taubmann oder August Buchner bedeutende Studenten in die Stadt gezogen, änderte sich dies mit dem Beginn des Dreißigjährigen Krieges. Um gegenüber den Anforderungen einer militärischen Auseinandersetzung gewappnet zu sein, wurden 1626 die Festungsmauern und das Festungspersonal durch kampffähige Bürger verstärkt. Obwohl Wittenberg in dieser Zeit glimpflich davonkam, hatten vor allem die kleineren Orte der Umgebung unter Brandschatzungen zu leiden. Deren Bevölkerung suchte in den schützenden Mauern der Stadt Zuflucht. Nahrungsmangel, der mit der häufig in der Stadt grassierenden Pest einherging, dezimierte die Bevölkerung, so dass zusätzliche Sterbebücher angelegt werden mussten. Dennoch konnte die Stadt sich 1637 der Angriffe des schwedischen Feldherrn Johan Banér erwehren. Als dieser sein Ziel nicht erreichte, brannte er am 17. Januar die hölzerne Elbbrücke Friedrichs des Weisen nieder.

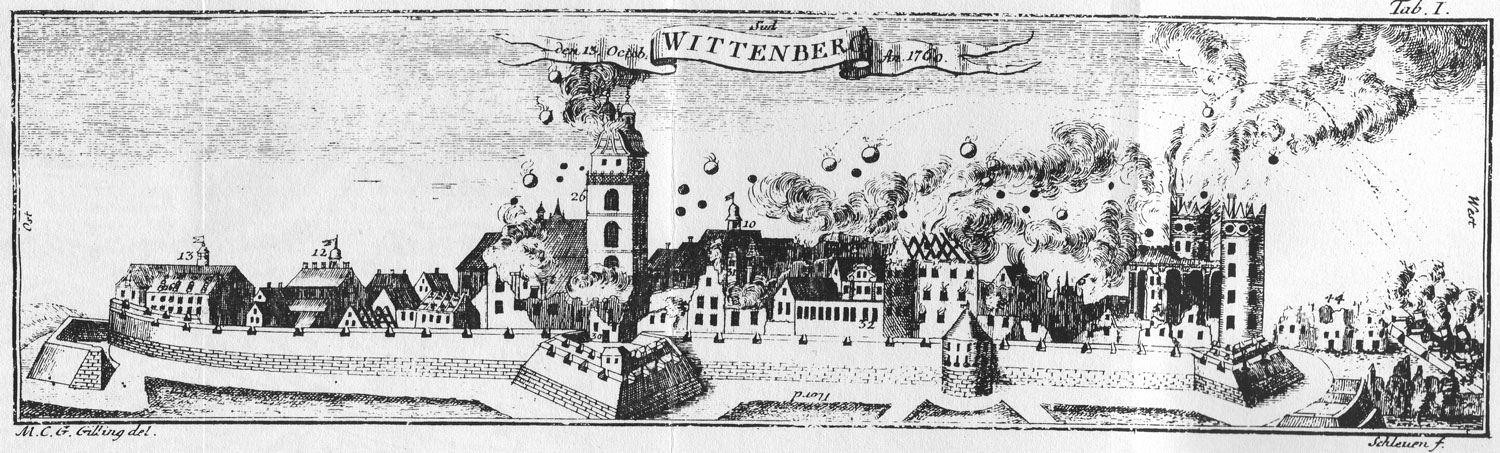
Wittenberg während des Beschusses 1760

Die militärischen Handlungen und ihre Folgen hatten Auswirkungen auf das Umfeld der Universität. Die Verrohung der Menschen führte des Öfteren zu Zusammenstößen der Studenten mit den in Wittenberg ansässigen Söldnern, die meist blutig endeten. Daher hatten zu jener Zeit die Wittenberger Scharfrichter alle Hände voll zu tun. Hinzu kamen die einsetzenden Hexenprozesse, wodurch etliche Menschen einen qualvollen Tod auf dem Scheiterhaufen oder dem Schafott auf dem Wittenberger Marktplatz fanden. Als sich das akademische Leben ein wenig erholte, unter anderem durch so bedeutende Professoren wie Abraham Calov und Konrad Samuel Schurzfleisch, war in der Folgezeit wieder eine gewisse wirtschaftliche Erholung der Stadt erkennbar.

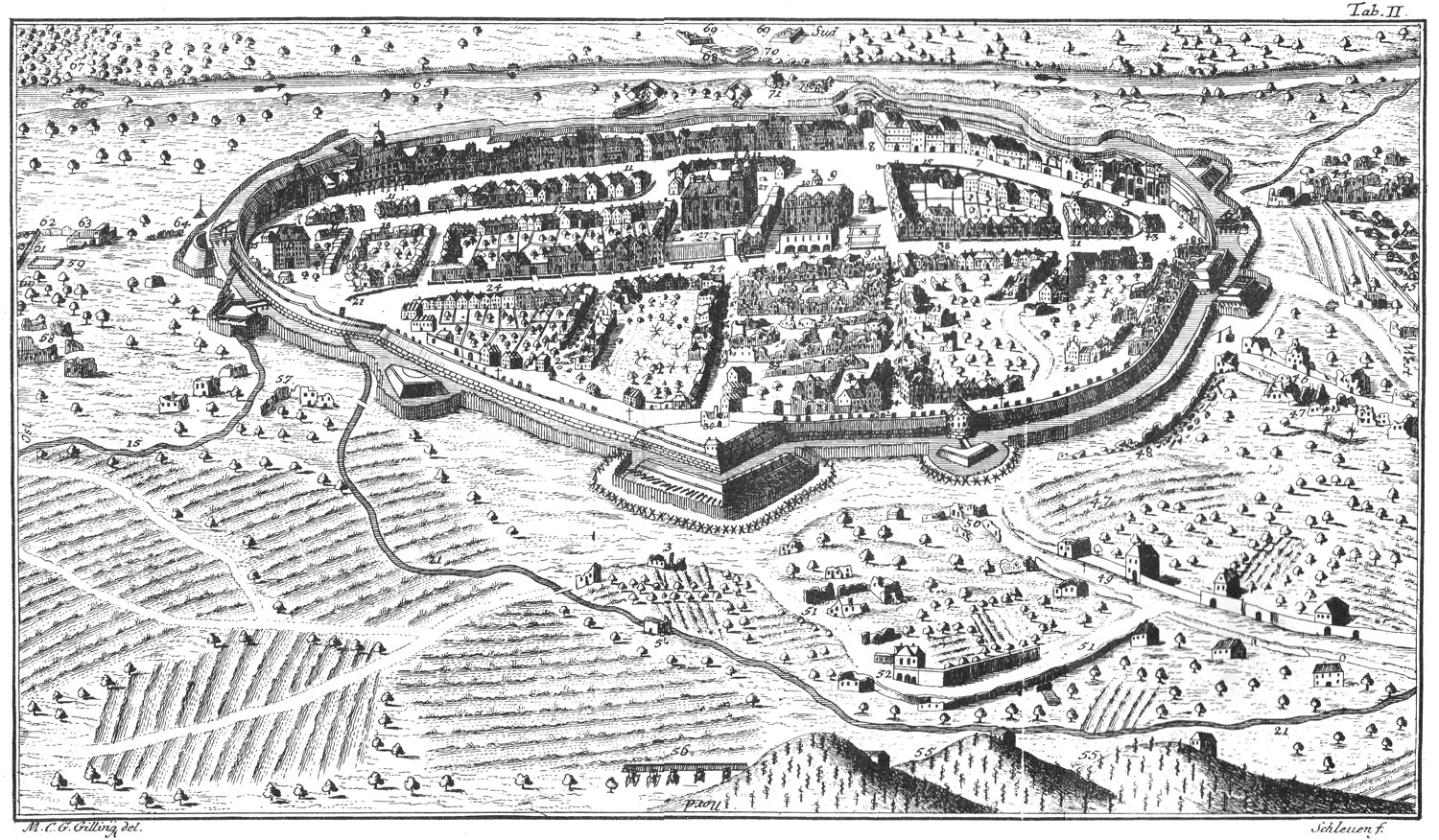
Wittenberg nach dem Beschuss 1760

Die vom Nordischen Krieg wiederum heimgesuchte Stadt überwand die Folgen der schwedischen Besatzung schnell. Bekannte Studenten wie Anton Wilhelm Amo und Gotthold Ephraim Lessing zeugen von der Anziehungskraft Wittenbergs. Mit Beginn des Siebenjährigen Krieges war Wittenberg wechselnden Besatzungen ausgesetzt mit dem Resultat, dass die Preußen am 27. August 1759 wieder in den Besitz der Festungsstadt kamen. Nachdem die preußische Armee die Vorstädte abgebrannt hatte, um freies Schussfeld zu haben, lehnte der Stadtkommandant 1760 eine Kapitulation der Stadt vor der Reichsarmee ab. Daraufhin wurde Wittenberg von der Reichsarmee am 13. Oktober 1760 derart beschossen, dass das Schloss und dessen Kirche völlig niederbrannten. Die Preußen kapitulierten. Ein großer Teil der Häuser war zerstört. Auch die ursprüngliche Thesentür war ein Opfer der Flammen geworden.
Im Jahr 1764 hob die sächsische Regierung für die stark beschädigte Stadt das Festungsrecht auf. Die Aufbauarbeiten vollzogen sich nur schleppend. Erst am 6. August 1770 konnte das Wittenberger Schloss in spätbarocken Formen neu eingeweiht werden. Die im Dreißigjährigen Krieg zerstörte Elbbrücke wurde nach dreijähriger Bauzeit 1787 dem Verkehr übergeben. Studenten zog es nicht mehr so stark in die zerstörte Stadt. 1795 zählte die Universität nur noch 366 Studenten.

### 19. Jahrhundert

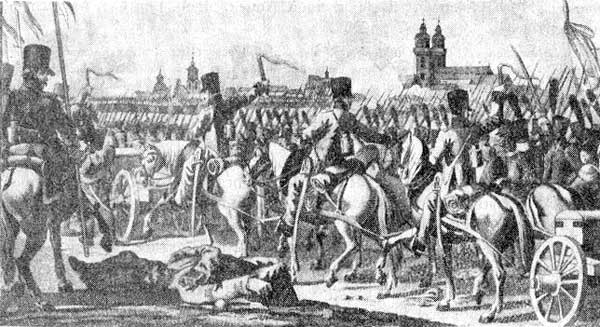
Aufmarsch der preußischen Truppen vor Wittenberg

Nachdem die vereinigte preußisch-sächsische Armee in der Schlacht bei Jena und Auerstedt am 14. Oktober 1806 von Napoleon besiegt worden war, huldigte und unterwarf sich der sächsische Kurfürst Friedrich August dem Kaiser der Franzosen. Er schloss mit ihm am 11. Dezember 1806 Frieden und trat dem Rheinbund bei. Daraufhin erhob Napoleon Friedrich August zum König von Sachsen. Seitdem war der sächsische König Verbündeter Napoleons und unterstützte den französischen Kaiser militärisch. Nachdem Napoleon am 23. Oktober 1806 Wittenberg besichtigt hatte, wurde die Stadt auf seinen Befehl wieder zur Festung ausgebaut. Die Wittenberger Universität wurde nach Bad Schmiedeberg ausgelagert, und die Wittenberger Bürger mussten für die französischen Truppen Quartiere bereitstellen. In der Folge wurde Wittenberg zu einem französischen Durchgangsquartier, wobei die Bürger wie üblich für die Versorgung aufkommen mussten. Insgesamt zogen 160.000 Franzosen durch die Stadt. 60.000 Soldaten waren ständig als Besatzung im Ort.

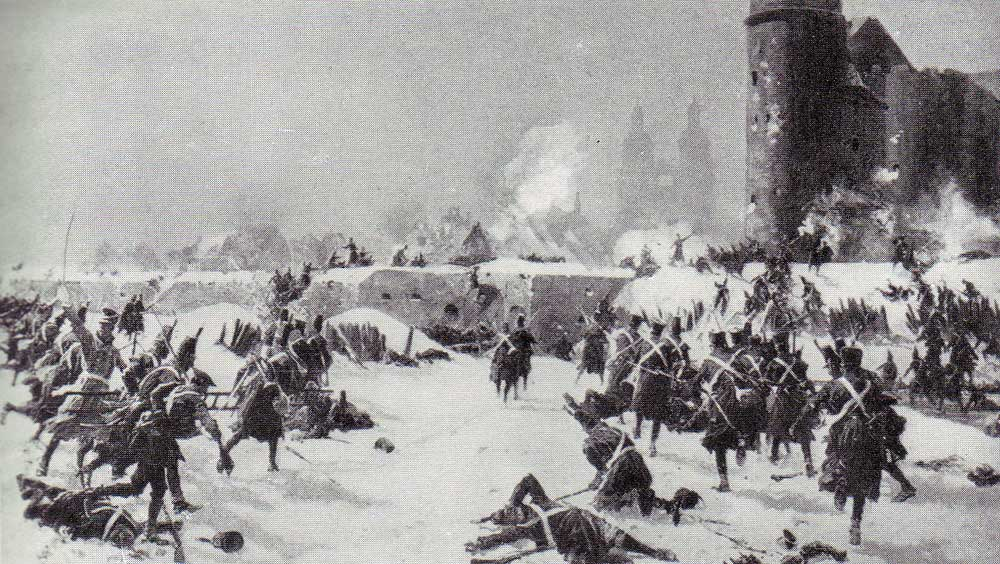
Erstürmung Wittenbergs

Während der Befreiungskriege rückte Wittenberg wiederum in den Blickpunkt der Öffentlichkeit. General Lapoype, der am 20. März 1813 die Kommandantur in Wittenberg führte, ließ am 6. April die Häuser in den Vorstädten, die Bäume und Zäune, die die Festungsstadt umgaben, auf 900 Schritt niederreißen, um freies Schussfeld zu schaffen. Nach der Schlacht bei Wartenburg verstärkten sich die Angriffe der gegnerischen Verbündeten auf die Festung, so dass es am 25. September zum heftigsten Beschuss der Stadt durch die Preußen kam. Während der französische Kommandant in Torgau kapituliert hatte, lehnte dies Lapoype für Wittenberg ab. In der Stadt selbst herrschte immer mehr Not, die Wasserversorgung war zerstört und die Lebensmittel wurden rationiert. Zerstörung, Not, Elend, Krankheit und Hunger waren in der Stadt durch die Belagerung an der Tagesordnung.

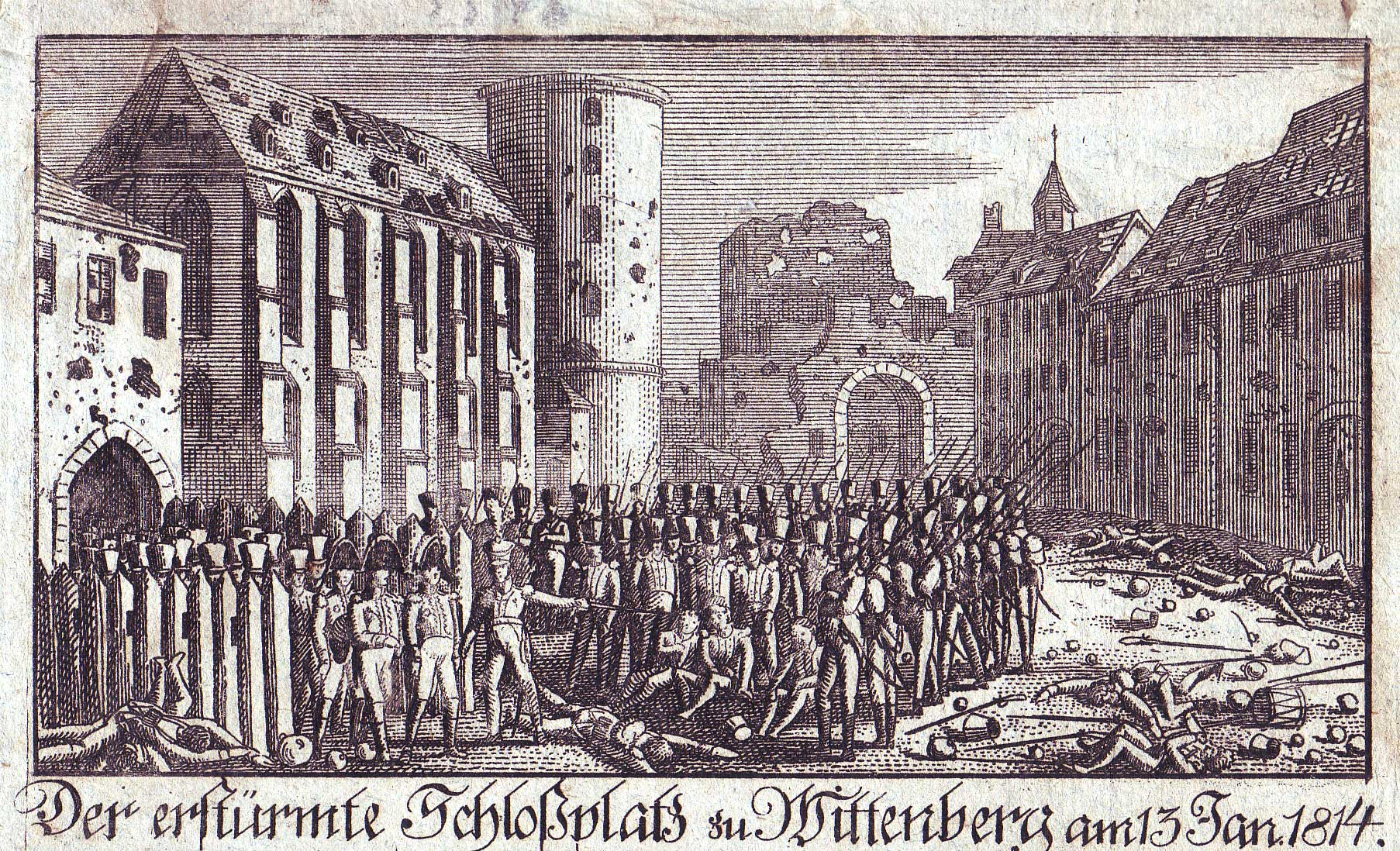
Schlossplatz nach der Erstürmung

Nachdem dem Kommandeur am 12. Januar 1814 abermals die Kapitulation angeboten worden war, die er wiederum ablehnte, erfolgte ab 12 Uhr mittags bis 1 Uhr nachts erneut ein intensiver Beschuss. Dabei wurden in diesem Zeitraum 2477 Kanonenschüsse auf die Stadt abgegeben. Unter den Augen des Generals von Tauentzien und des Prinzen August von Preußen sowie unter dem preußischen General von Dobschütz wurde im Anschluss an die Kanonade um 1 Uhr früh die Stadt erstürmt. Nach Verlusten von 100 Mann und 8 Offizieren hatten die Preußen die Stadt erobert und Lapoype im Keller des Schlosses gefangengesetzt. Auch dieser hatte große Verluste: war seine Truppe im Oktober 1813 noch 3000 Mann stark, waren nach der Eroberung nur noch 2000 Mann kampffähig. 800 Mann lagen in den Lazaretten. Noch am selben Tag wurde der Gouverneur in Tauentziens Hauptquartier nach Coswig gebracht und dort verhört. Als Folge dieser Auseinandersetzungen wurden alle 259 Häuser in den Vorstädten Wittenbergs und 37 Häuser in der Innenstadt zerstört. 100.000 Bäume waren den Schussfeldmaßnahmen Lapoypes zum Opfer gefallen, so auch die Luthereiche. Die Sterblichkeit war seit Oktober 1813 viermal größer als üblich, so dass sich die Bevölkerungszahl der Stadt um ein Drittel verminderte.

Bronzene Thesentür von 1858

Auf Beschluss des Wiener Kongresses fielen drei Fünftel des Landes Sachsen, darunter auch Wittenberg, an Preußen. 1817 traf der Preußenkönig Friedrich Wilhelm III. die folgenschwere Entscheidung, die Wittenberger Universität aufzulösen und mit der Halleschen Hochschule zu vereinigen. Als Ersatz bekam Wittenberg ein evangelisches Predigerseminar. 1820 wurde Wittenberg mit dem Einzug des Infanterieregiments 26 zur Garnisonsstadt. Das Wittenberger Schloss wurde zur Kaserne umgebaut, und das alte Universitätsgebäude musste ebenfalls einem Kasernenbau weichen.
Wittenberg erlebte den für die damalige Zeit typischen Wandlungsprozess als Festungsstadt. Schulen und das Gymnasium entwickelten sich weiter. Mit der am 28. August 1841 eröffneten ersten Bahnstrecke der Berlin-Anhaltischen Eisenbahn erhielt Wittenberg eine Anbindung an das deutsche Schienennetz. 1847 wurde eine neue Elbbrücke übergeben. Auch die Ereignisse der Märzrevolution 1848 gingen nicht spurlos vorüber. Zahlreiche politische Vereine wurden gegründet, wobei sich der konservative Einfluss durchsetzte. Nachdem der erste Evangelische Kirchentag in der Schlosskirche stattgefunden hatte, wurde auf dem zweiten Kirchentag von 1848 von Wichern die Innere Mission gegründet, die ein Vorläufer des heutigen Diakonischen Werkes ist.
Auf Kabinettsorder von Kaiser Wilhelm I. vom 30. Mai 1873 wurde unter der Leitung von Fritz Eunike am 11. Juni 1873 begonnen, die Festungsmauern um die Stadt abzureißen. An der Stelle der Festungsanlage wurden Grünanlagen angelegt. 1876 wurde Wittenberg an die Telegraphenlinie zwischen Berlin und Halle angeschlossen, und 1893 erhielt die Stadt ein neues Postgebäude. Die günstige Verkehrslage der Stadt führte zur schnellen Ansiedlung von Betrieben, so dass sich im heutigen Ortsteil Reinsdorf bereits 1894 die Westfälisch-Anhaltische Sprengstoff-Aktiengesellschaft mit einem Sprengstoffwerk angesiedelt hatte. Ebenfalls fanden während dieser Zeit der Maschinenbau, eine Eisengießerei und ein Gummiwerk in Wittenberg ein Zuhause.
Zunehmend entstand in Wittenberg eine Gedenkkultur der Reformationszeit. 1821 wurde in Wittenberg das Lutherdenkmal auf dem Marktplatz eingeweiht, 1830 die noch heute stehende Luthereiche neu gepflanzt, 1858 eine bronzene Thesentür an der Schlosskirche gestiftet, 1865 das Melanchthondenkmal auf dem Marktplatz enthüllt, von 1877 bis 1883 ein reformationsgeschichtliches Museum im Lutherhaus eingerichtet, am 31. Oktober 1892 im Beisein Kaiser Wilhelms II. die restaurierte Schlosskirche eingeweiht und 1894 das Bugenhagendenkmal auf dem Kirchplatz enthüllt.

### 20. Jahrhundert

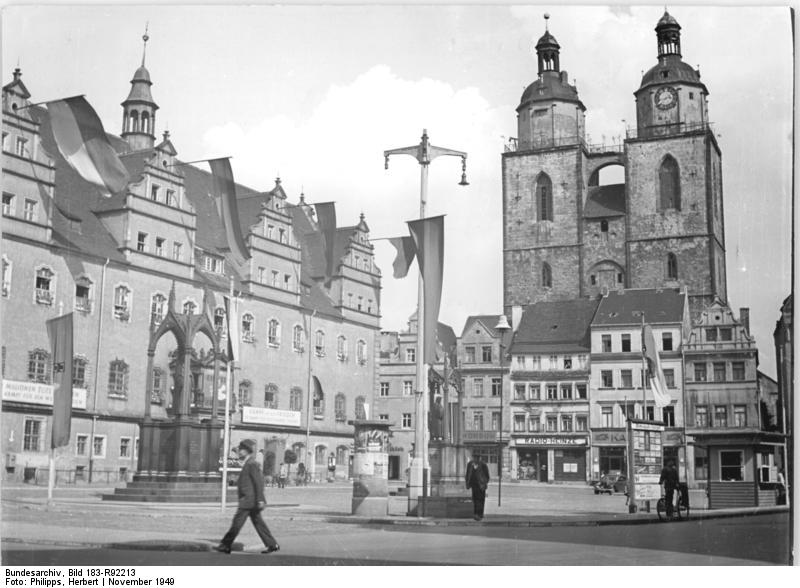
Marktplatz, Rathaus, Stadtkirche, 1949

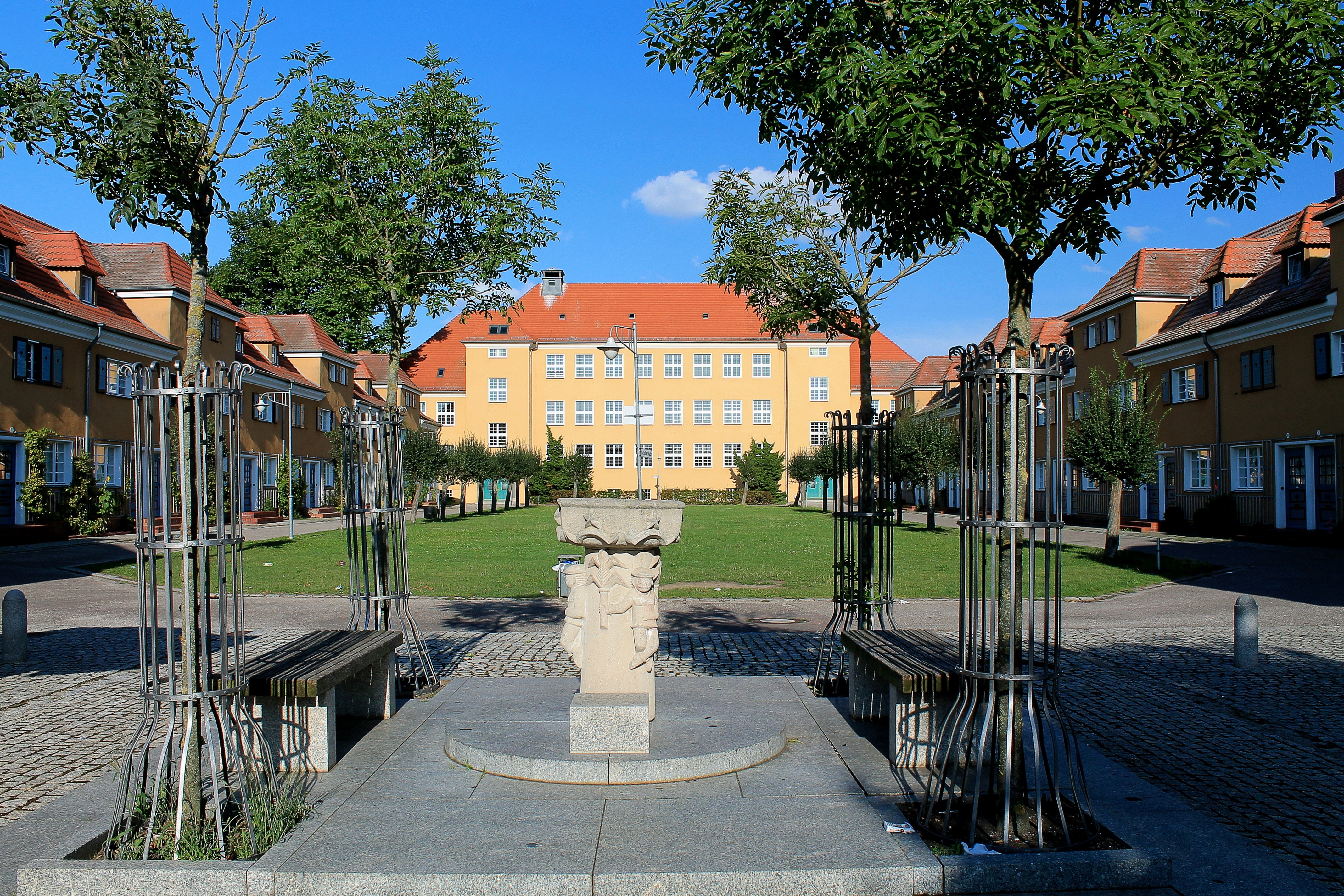
Werkssiedlung Piesteritz mit Blick auf den Schillerplatz

Der im 19. Jahrhundert entstandene Trend der industriellen Ansiedlung setzte sich im 20. Jahrhundert fort. 1906 nahm das heutige Wikana-Werk als Kant-Chokoladenfabrik seinen Betrieb auf. Mit der Errichtung des städtischen Elektrizitätswerkes setzte die durchgehende Elektrifizierung der Stadt ein. 1915 wurde im heutigen Ortsteil Piesteritz nach Plänen von Karl Janisch ein Stickstoffwerk errichtet. Im Rahmen dieses Aufbauwerkes wurden die Städtebauer Paul Schmitthenner und Otto Rudolf Salvisberg gewonnen, die die Piesteritzer Werkssiedlung entwarfen, die heute unter Denkmalschutz steht.
Je mehr sich Wittenberg zur Industriestadt entwickelte, desto stärker wirkten sich die innenpolitischen Ereignisse Deutschlands, wie die Mangelzeit des Ersten Weltkrieges, die Folgen der Novemberrevolution, des Kapp-Putsches oder die beginnende Hyperinflation, auf die Stadt aus. Jedes Ereignis fand in Wittenberg seinen Niederschlag und prägte das Leben in der Stadt. So verlor Wittenberg 1919 vorübergehend seinen Status als Garnisonsstadt. Im Rahmen der Industrialisierung kam es zu einem immer stärkeren Anwachsen der Bevölkerung, so dass Wittenberg am 1. April 1922 den Status einer kreisfreien Stadt erhielt. Darauf folgend beschlossen der Magistrat und die Stadtverordnetenversammlung der Stadt im Mai 1922, den Namen „Lutherstadt Wittenberg“ zu führen. Die offizielle Anerkennung erfolgte aufgrund von Schwierigkeiten bei der Bewilligung erst 1938.
In der NS-Zeit ereignete sich am 13. Juni 1935 das schwerste Explosionsunglück seit Bestehen des Reinsdorfer Sprengstoffwerkes der WASAG, dabei kamen über 100 Menschen ums Leben und große Teile des Werkes wurden zerstört. Im selben Jahr wurde in Wittenberg ein Zweigbetrieb der Arado Flugzeugwerke errichtet, wo unter menschenunwürdigen Bedingungen Frauen aus dem KZ Ravensbrück zur Arbeit gezwungen wurden. Wittenberg wurde 1936 wieder Garnisonsstadt der Wehrmacht. In der Pogromnacht 1938 kam es zu Ausschreitungen vor jüdischen Geschäften und Wohnungen. In der Folge wurden jüdische Einwohner verhaftet und deportiert. Das Gedenkbuch des Bundesarchivs für die Opfer der nationalsozialistischen Judenverfolgung in Deutschland (1933–1945) verzeichnet namentlich 26 jüdische Einwohner Wittenbergs, die deportiert und größtenteils ermordet wurden.
Nach dem Beginn des Zweiten Weltkrieges wurden die in Wittenberg ausgebildeten Einheiten an die Front verlegt und Ergänzungseinheiten nahmen ihre Stelle ein. Die Todesanzeigen der Gefallenen häuften sich. Zahlreiche Fliegerangriffe führten dazu, dass die Arbeiter in den Rüstungsbetrieben kaum zur Ruhe kamen und dennoch die auf Hochtouren laufende Maschinerie am Leben erhielten. Obwohl die Bomberverbände hauptsächlich Berlin anflogen, beschädigten 1944 anglo-amerikanische Bombenabwürfe im östlichen Teil der Stadt mehrere Häuser, den Bahnhof und zerstörten das Kino Filmburg in der Mittelstraße. Um die Rüstungsindustrie aufrechtzuerhalten, wurde im Sommer 1944 ein Außenlager des KZ Sachsenhausen in Wittenberg errichtet. Vor dem Einmarsch der Roten Armee am 26. April 1945 wurden noch die Elbbrücke und die Flutbrücke im heutigen Ortsteil Pratau gesprengt.
Nach dem Einzug der sowjetischen Soldaten kam es wie in anderen deutschen Städten auch in Wittenberg zu Übergriffen auf die Zivilbevölkerung. Erst allmählich konnte die Kommandantur der sowjetischen Truppen die chaotischen Zustände beenden. Allmählich normalisierte sich das Leben in der Stadt, nachdem die schwersten Kriegsschäden beseitigt worden waren. Die Sowjetarmee besetzte bis zu ihrem Abzug 1991 mehrere Stadtquartiere (u. a. das Gelände um das heutige Neue Rathaus, den Arsenalplatz oder das Wohngebiet um die östliche Thomas-Müntzer-Straße).
Aus einem Kabarett entwickelte sich 1946 ein Theater (das spätere Elbe-Elster-Theater), und im selben Jahr wurde die Lutherhalle wiedereröffnet. Die Rüstungsbetriebe wurden zerstört und die zivile Produktion wieder aufgenommen. Im Schloss wurde 1948 die Errichtung des Julius-Riemer-Museums begonnen. 1949 wurde in der Collegienstraße 91 ein Laden der HO eröffnet, in dem man ohne Lebensmittelkarten, aber sehr teuer einkaufen konnte. Mit der Gründung der DDR erhielt der Rat der Stadt wieder die Pflichten zur Amtsausübung. Am 1. Juli 1950 verlor Wittenberg den Status einer kreisfreien Stadt. Auch wenn es beim Aufstand vom 17. Juni 1953 Proteste in kleineren Betrieben gab, wurden diese in den Großbetrieben durch Auffahren von Panzern unterbunden.
Der Zuzug vieler Vertriebener aus den Gebieten östlich der Oder und Neiße und aus dem Sudetenland am Ende des Zweiten Weltkrieges führte in Wittenberg zu einer Wohnungsnot. Im Ortsteil Kleinwittenberg wurden von 1957 bis 1963 erstmals Wohnungen in Großblockbauweise errichtet. Das Leben in Wittenberg entwickelte sich in den typischen Bahnen einer Stadt in der DDR. Am 5. Dezember 1979 wurde im Rahmen des „einseitigen sowjetischen Truppenabzugs“ (20.000 Soldaten und 1000 Panzer) die seit 1945 in der Stadt stationierte 6. Gardepanzerdivision öffentlich verabschiedet.
Nachdem 1952 der 450. Jahrestag der Gründung der Wittenberger Universität begangen worden war, folgten 1953 der Gedenktag zum 400. Todestag Lucas Cranachs d. Ä. und 1967 ein großer historischer Festzug zur 450-Jahr-Feier der Reformation. Ein internationales Symposium und ein akademischer Festakt der Martin-Luther-Universität Halle-Wittenberg bildeten die Höhepunkte dieser Feierlichkeiten im Jahre 1967. Zu Ehren Philipp Melanchthons wurde in seinem ehemaligen Wohnhaus ein Memorialmuseum eröffnet.
Eine Vielzahl von Ereignissen standen im Zeichen des Lutherjubiläums 1983. Die Deutsche Post der DDR (9. November 1982 und 18. Oktober 1983) und die Deutsche Bundespost (13. Oktober 1983) gaben aus diesem Anlass Sonderbriefmarken heraus. Zu Pfingsten wurde in der Stadtkirche eine neue Orgel geweiht. Die Lutherhalle eröffnete nach baulicher Umgestaltung und musealer Neugestaltung anlässlich der 500. Wiederkehr des Geburtstages Martin Luthers ihre Ausstellung. Die Restaurierungsarbeiten am Turm der Schlosskirche und an der Thesentür wurden abgeschlossen. Gäste aus 15 Ländern nahmen am Evangelischen Kirchentag teil. Dabei ließ Pfarrer Friedrich Schorlemmer ein Schwert zu einer Pflugschar umschmieden: Es war am 24. September 1983, als der Kunstschmied Stefan Nau auf dem Wittenberger Lutherhof vor mehr als 2.000 enthusiastischen Zuschauern ein Schwert zu einer Pflugschar umschmiedete. Das Bild, das den damals 38-Jährigen während der Schmiedeaktion zeigte, ging später um die Welt.
Das Stickstoffwerk Piesteritz wurde 1970 bis 1976 durch den Bau von zwei Ammoniak- und drei Harnstoffanlagen erweitert. Damit verbunden entstand von 1971 bis 1980 am nördlichen Stadtrand ein großes Wohngebiet in Plattenbauweise.
In den 1980er Jahren wurde die Unzufriedenheit mit den wirtschaftlichen und politischen Verhältnissen in der Bevölkerung immer drängender. 1989 kam es in Wittenberg zu Demonstrationen mit 10.000 protestierenden Bürgern. Nach der Wiedervereinigung Deutschlands führte eine Stellenreduktion – insbesondere im verarbeitenden Gewerbe – zu einem Anstieg der Arbeitslosenquote und zu einer Abwanderungswelle, die vor allem die jüngere Generation – ganz besonders im Plattenbaugebiet Friedrichstadt – betraf.

### Seit der Jahrtausendwende

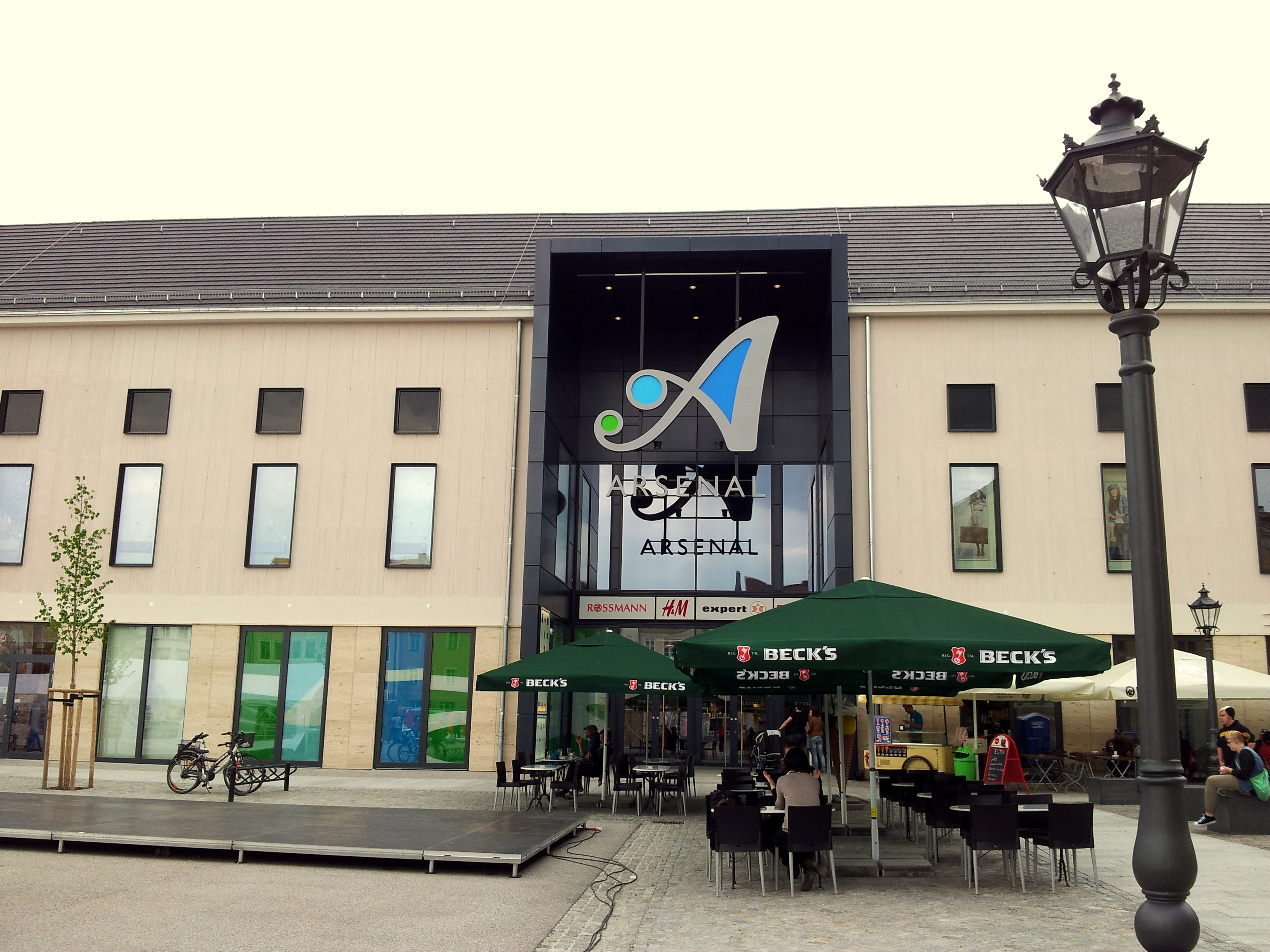
Einkaufszentrum „Arsenal“, eröffnet am 18. Oktober 2012

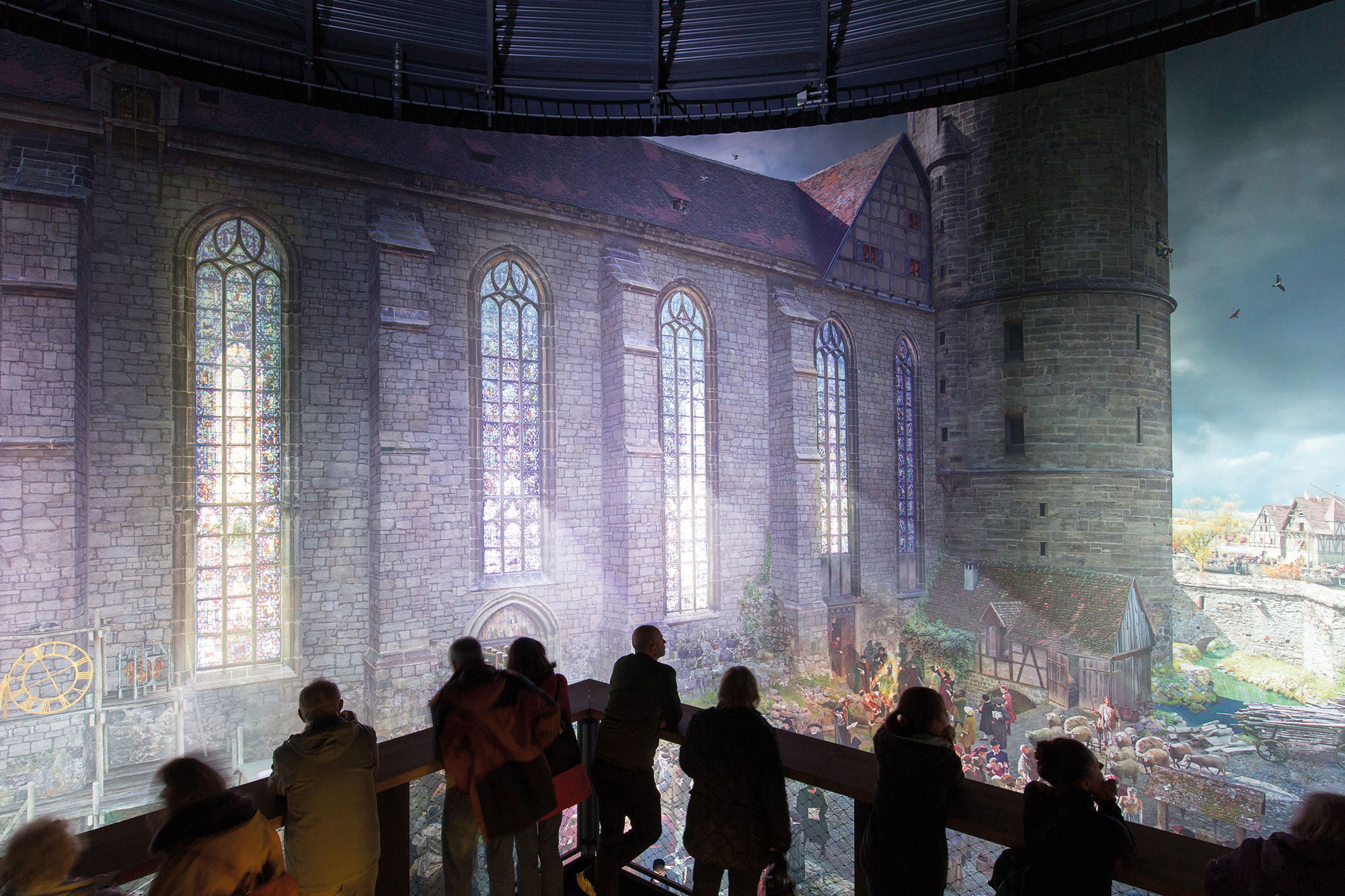
Asisi-Panorama Luther 1517

Der Rückbau der Plattenbaugebiete aus der DDR-Zeit ist weitestgehend abgeschlossen. Wittenberg ist seither geprägt von Sanierungs- und Neubauarbeiten, einer wirtschaftlichen Erholung und der touristischen Entwicklung als „Wallfahrtsort der Reformation“.
Die Stadt bereitete sich seit 2008 mit der Luther-Dekade auf das 500-jährige Reformationsjubiläum 2017 vor. Zahlreiche Gebäude wurden restauriert, die Infrastruktur wurde zum Teil erneuert und zahlreiche neue Attraktionen entstanden in der Stadt. So fand 2009 die Erstbepflanzung des Luthergartens statt. Insgesamt wurden 500 Gehölze gepflanzt. Diese bilden eine neue Parkanlage südlich der Altstadt. Der Bau des ersten Einkaufszentrums auf dem Arsenalplatz nahe der historischen Innenstadt begann im Mai 2011. Das „Arsenal“ eröffnete 2012. Insgesamt belief sich diese Investition auf rund 42 Millionen Euro, es entstanden 250 neue Arbeitsplätze. 2014 wurde der Lutherstadt Wittenberg als vierter Stadt der Ehrentitel „Reformationsstadt Europas“ durch die Gemeinschaft Evangelischer Kirchen in Europa verliehen. Ende 2016 ging in Lutherstadt Wittenberg nach Horrem der zweite klimafreundliche Bahnhof Deutschlands in Betrieb. Der Künstler Yadegar Asisi eröffnete im Oktober 2016 sein 360°-Panorama unter dem Titel Luther 1517, das voraussichtlich bis 2029 zu sehen sein wird.
Das Wahrzeichen der Stadt, die Schlosskirche, wurde bis 2017 für insgesamt 33 Millionen Euro saniert und teilweise umgebaut.
Im selben Jahr wurde das 500-jährige Reformationsjubiläum gefeiert und 2018 die Reformationsgeschichtliche Forschungsbibliothek Wittenberg gegründet.
Zwischen 2006 und 2019 ist die Arbeitslosenquote in der Lutherstadt und im Landkreis Wittenberg kontinuierlich – Jahr für Jahr – zurückgegangen und erreichte mit 5,7 % im Landkreis im September und Oktober 2019 einen Tiefpunkt, als damit nahezu Vollbeschäftigung bestand. Seit 2012 ziehen Jahr für Jahr mehr Menschen nach Wittenberg als von dort weg, wobei der positive Wanderungssaldo das Geburtendefizit noch nicht gänzlich auszugleichen vermag. Insbesondere nach 2019 haben die vergleichsweise günstigen Wittenberger Mieten und Grundstückspreise und die schnelle ICE-Anbindung nach Berlin und Leipzig (30 Minuten) zu einem Anstieg der Nachfrage von Pendelwilligen und zur Ausweisung neuer Wohnbaugebiete – unter anderem bahnhofsnah – durch die Stadt geführt. Für die nächsten Jahre und Jahrzehnte geht man im Wittenberger Stadtrat und Rathaus davon aus, die noch zu geringe Geburtenzahl mehr als ausgleichen und die Stadt wieder an die 50.000-Einwohner-Marke heranführen zu können – in Abhängigkeit von der infrastrukturellen Entwicklung der (Flughafen-)Standorte Berlin und Leipzig beziehungsweise des Großraumes zwischen diesen mitteleuropäischen Metropolen.

### Ehemalige Garnison
Wittenberg war von 1820 bis 1919 Garnison der preußischen Armee. Die Soldaten waren im Schloss und im Fridericianum untergebracht, die zu Kasernen umgebaut worden waren. 1883 wurde die Kavalierkaserne (später Tauentzienkaserne) in der Lutherstraße eröffnet (seit 2000 Neues Rathaus). Die ursprüngliche Tauentzienkaserne in der heutigen Straße Am alten Bahnhof bestand von 1913 bis 1918. Die Brückenkopf-Kaserne im am anderen Elbufer gelegenen Vorort Pratau entstand 1893. Nach einer Unterbrechung in der Zwischenkriegszeit infolge der Abrüstungsbestimmungen des Versailler Vertrages wurden bei der Aufrüstung der Wehrmacht in den 1930er Jahren Kasernenneubauten errichtet, wie die Beseler-Kaserne am Teucheler Weg, die Nordend-Kaserne in der Nordendstraße und eine Kaserne im Vorort Apollensdorf. Wittenberg wurde 1936 wieder Garnisonsstadt. Die Kasernen wurden nach 1945 von den sowjetischen Truppen genutzt. Nach 1979/80, als die 6. Garde-Panzerdivision aus dem Raum Wittenberg nach Weißrussland verlegt wurde, bestand die sowjetische/russische Garnison Wittenberg in deutlich reduziertem Umfang bis zum Abzug 1992/93. Auf dem Gelände der Brückenkopf-Kaserne wurde in den Folgejahren ein Campingplatz mit Bootshafen (Marina) eingerichtet.

## Bevölkerung

### Einwohnerstatistik
| Jahr | Einwohner |
| ---- | --------- |
| 1500 | 02.000    |
| 1532 | 04.500    |
| 1791 | 04.860    |
| 1792 | 04.703    |
| 1793 | 04.662    |
| 1794 | 04.617    |
| 1814 | 04.727    |
| 1826 | 06.725    |
| 1834 | 08.107    |
| 1846 | 10.283    |
| 1875 | 12.479    |

| Jahr | Einwohner |
| ---- | --------- |
| 1880 | 13.448    |
| 1885 | 13.836    |
| 1890 | 14.443    |
| 1895 | 16.479    |
| 1900 | 18.345    |
| 1905 | 20.331    |
| 1910 | 22.419    |
| 1925 | 24.160    |
| 1939 | 35.130    |
| 1946 | 41.304    |
| 1950 | 49.852    |

| Jahr | Einwohner |
| ---- | --------- |
| 1964 | 46.828    |
| 1971 | 47.323    |
| 1981 | 53.874    |
| 1990 | 49.682    |
| 1995 | 53.207    |
| 2000 | 49.643    |
| 2005 | 47.805    |
| 2010 | 49.496    |
| 2015 | 46.475    |
| 2020 | 45.425    |

| Jahr | Einwohner |
| ---- | --------- |
| 2021 | 44.984    |
| 2022 | 45.061    |
| 2023 | 45.126    |
| 2024 | 45.249    |

Die Einwohnerzahlen sind nach dem jeweiligen Gebietsstand aufgeführt. Bis 1791 handelt es sich meist um berechnete Schätzungen, danach um Volkszählungsergebnisse oder amtliche Fortschreibungen der jeweiligen Statistischen Ämter beziehungsweise der Stadtverwaltung selbst.
ab 1990: Stand: 31. Dezember des jeweiligen Jahres (Angaben des Statistischen Landesamtes Sachsen-Anhalt), ab 2011 auf Basis des Zensus 2011, ab 2022 auf Basis des Zensus 2022
Statistische Bezirke
Wittenberg gliedert sich in folgende Statistische Bezirke (Einwohner mit Hauptwohnsitz, Stand 31. Dezember 2019):
| Ortsteil          | Fläche (ha) | Einwohner |
| ----------------- | ----------- | --------- |
| Altstadt          | 0.087       | 02.110    |
| Schlossvorstadt   | 0.351       | 04.176    |
| Lindenfeld        | 0.123       | 06.016    |
| Elbtor            | 0.098       | –         |
| Innenstadt        | 0.660       | 12.302    |
|                   |             |           |
| Apollensdorf      | 0.636       | 01.267    |
| Apollensdorf Nord | 0.486       | 00.765    |
| Piesteritz        | 0.564       | 03.817    |
| Rothemark         | 0.116       | 00.857    |
| Wittenberg-West   | 0.073       | 02.773    |
| Kleinwittenberg   | 0.130       | 00.870    |
| Griebo            | 1.059       | 00.556    |
| West              | 3.063       | 10.905    |
|                   |             |           |
| Seegrehna         | 2.786       | 00.795    |
| Pratau            | 1.708       | 01.708    |
| Wachsdorf         | 0.141       | 00.047    |
| Süd               | 4.634       | 02.550    |

| Ortsteil      | Fläche (ha) | Einwohner |
| ------------- | ----------- | --------- |
| Reinsdorf     | 0.416       | 0.858     |
| Braunsdorf    | 0.577       | 0.426     |
| Dobien        | 0.546       | 1.267     |
| Nudersdorf    | 0.500       | 0.849     |
| Schmilkendorf | 0.619       | 0.216     |
| Straach       | 0.540       | 0.546     |
| Berkau        | 0.882       | 0.093     |
| Grabo         | 0.859       | 0.089     |
| Boßdorf       | 0.856       | 0.249     |
| Kerzendorf    | 0.500       | 0.114     |
| Assau         | 0.358       | 0.046     |
| Weddin        | 0.826       | 0.077     |
| Kropstädt     | 1.295       | 0.740     |
| Jahmo         | 0.829       | 0.141     |
| Köpnick       | 0.635       | 0.069     |
| Wüstemark     | 0.473       | 0.159     |
| Nord          | 10.7090     | 5.939     |

| Ortsteil            | Fläche (ha) | Einwohner |
| ------------------- | ----------- | --------- |
| Tonmark             | 0.226       | 00.201    |
| Teuchel             | 0.569       | 01.153    |
| Stadtrandsiedlung   | 0.112       | 00.950    |
| Trajuhn             | 0.461       | 00.313    |
| Lerchenbergsiedlung | 0.154       | 01.805    |
| Friedrichstadt      | 0.164       | 07.747    |
| Mochau              | 0.671       | 00.357    |
| Thießen             | 0.437       | 00.131    |
| Nordost             | 2.794       | 12.657    |
|                     |             |           |
| Elstervorstadt      | 0.362       | 00.881    |
| Labetz              | 0.456       | 00.393    |
| Wiesigk             | 0.304       | 00.071    |
| Luthersbrunnen      | 0.220       | 00.328    |
| Abtsdorf            | 0.337       | 00.997    |
| Euper               | 0.393       | 00.121    |
| Karlsfeld           | 0.246       | 00.039    |
| Ost                 | 2.318       | 02.830    |
|                     |             |           |
| Insgesamt           | 24.1780     | 47.183    |

### Konfessionsstatistik
2022 gab es 4.990 evangelische und 1.560 katholische Einwohner bei einer Gesamtbevölkerung von 45.535 Einwohnern.

## Politik

### Stadtrat
Der Stadtrat von Lutherstadt Wittenberg besteht aus 40 Mitgliedern. Die Kommunalwahl am 9. Juni 2024 führte zu folgendem Ergebnis:
- AfD: 10
- CDU: 10
- FW: 6
- SPD: 5
- Linke: 3
- AdB: 2
- Grüne: 1
- f.u.p.: 1
- PARTEI: 1
- FDP: 1

### Bürgermeister
Die Namen der Wittenberger Bürgermeister sind seit dem 14. Jahrhundert überliefert. Erster Oberbürgermeister von Wittenberg war Johann Ludolph Quenstedt, dem der Titel am 25. März 1703 auf besondere kurfürstliche Anordnung verliehen wurde. Erst später von 1922 bis 1950 trugen alle Stadtoberhäupter offiziell den Titel Oberbürgermeister. Seit 1994 ist dies wieder der Fall.
- 1894–1918: Friedrich Schirmer
- 1918–1922: Georg Nottebohm
- 1922–1933: Arnold Wurm
- 1933–1934: Werner Faber
- 1934–1935: Hans-Herbert Dengler (kommissarisch)
- 1935–1936: Otto Rasch
- 1936–1937: Otto Holtz (kommissarisch)
- 1937–1939: Theodor Habicht
- 1939–1945: Fritz Hofmeister
- 1945–1947: Oskar Gerischer
- 1947–1950: Friedrich von Basse
- 1953–1963: Hertha Teichmann
- 1963–1982: Siegfried Merker
- 1982–1989: Klaus Lippert
- 1989–1990: Hans-Joachim Schmidt
- 1990–2015: Eckhard Naumann
- seit 2015: Torsten Zugehör

Zugehör wurde am 22. Februar 2015 mit 85,7 Prozent der gültigen Stimmen zum Oberbürgermeister der Stadt gewählt. Am 24. April 2022 wurde er mit 81,1 Prozent der gültigen Stimmen für weitere sieben Jahre in seinem Amt bestätigt.
Bekannte Bürgermeister der Stadt waren:
- 1537–1544: Lucas Cranach der Ältere
- 1565–1566: Lucas Cranach der Jüngere
- 1566–1584: Hans Lufft
- 1585–1615: Samuel Selfisch (mit Unterbrechungen)

### Verwaltungszugehörigkeit
- bis 1246 Herzogtum Sachsen
- 1246 Herzogtum Sachsen-Wittenberg
- 1356 Kurfürstentum Sachsen
- 1806 Königreich Sachsen
- 1815 Preußen (Provinz Sachsen)
- 1947 Land Sachsen-Anhalt
- 1952 Bezirk Halle
- 1990 Land Sachsen-Anhalt

### Verwaltungsgeschichte

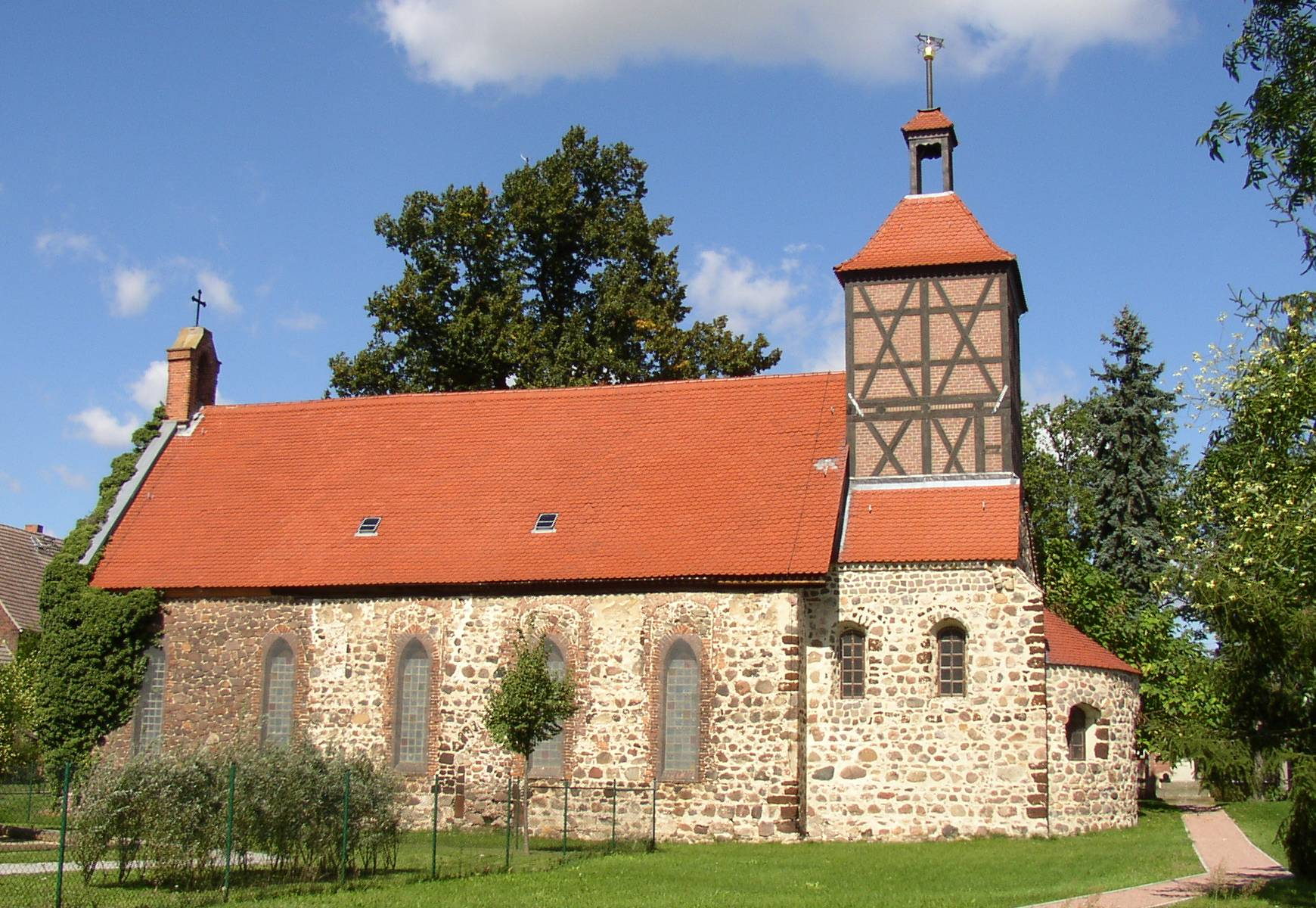
Kirche im Stadtteil Seegrehna

Als 1293 Wittenberg das Stadtrecht erhielt, führte ein „Vocatus“ (Vogt) die Verwaltung der Stadt. Die Bewohner des Ortes waren bis dahin zumeist Leibeigene gewesen, die sich nun als Bürger nach und nach in Innungen organisierten. So geht die älteste Gründung der Tuchmacherinnung auf das Jahr 1300 zurück. Ein Rat mit einem Proconsul (Bürgermeister) und sieben Consulen (Ratsmitglieder) wird erstmals 1317 erwähnt. Dieser übernahm die Verwaltungsrechte der Stadt und dessen vier Innungen (Tuchmacher, Schuhmacher, Fleischer und Bäcker), aus denen er sich zusammensetzte. Durch den ständigen Geldbedarf der Regenten konnte dieser Rat nach und nach verschiedene Rechte und Grundbesitze gegen Bezahlung von diesen erwerben. Durch verwandtschaftliche Ratswahlinteressen hatte sich im Laufe eines Jahrhunderts ein Patriziat gebildet. Dies wurde durch den Regenten um 1425 durch neue Satzungen geändert. Das Ratskollegium bestand nun aus drei besonderen Räten, deren Mitgliederzahl zusammen 24 betrug, die alle drei Jahre einander in der Regierung abwechselten und die kurfürstliche Bestätigung benötigten. Im Laufe der Entwicklung der Stadt stiegen auch die Ansprüche an den Rat. Während anfänglich vorwiegend die Ratsmitglieder beratende Funktionen erfüllten, wurden nach und nach Funktionen an die Ratsmitglieder gekoppelt (Syndikus, Richter, Kämmerer, Bauherr, Beisitzer, Bürgermeister etc.). Dies führte zu einer Vergrößerung des Rates. 1696 wurde die Struktur des Rates auf eine ständig anhaltende Dienstzeit geändert. In der nachfolgenden Zeit entwickelten sich aus Funktionen im Rat Kommissionen, die bestimmte Thematiken der Stadt berieten.
Der Titel des Oberbürgermeisters wurde 1703 und 1918 bereits auf königlichen Erlass ehrenhalber vergeben. Mit dem Erreichen einer Einwohnerzahl von 25.000 erhielt Wittenberg 1922 den Status einer kreisfreien Stadt. Damit erhielt das Stadtoberhaupt auch offiziell die Bezeichnung Oberbürgermeister. Durch die Verwaltungsreform vom 1. Juli 1950 wurde der Status der kreisfreien Stadt aufgehoben, womit auch der Titel des Oberbürgermeisters obsolet wurde. Am selben Tag wurden die bis dahin eigenständigen Gemeinden Kleinwittenberg, Piesteritz, Trajuhn und Wiesigk eingegliedert. Die Verwaltung dieser Ortsteile sowie von Teuchel und Labetz wurde in der Stadtverwaltung zentralisiert.
1994 wurde entsprechend der Gemeindeordnung Sachsen-Anhalts wieder der Oberbürgermeistertitel eingeführt, dessen Beigeordneter trägt den Titel eines Bürgermeisters. Die eingemeindeten Stadtteile Abtsdorf, Apollensdorf, Boßdorf, Griebo, Kropstädt, Mochau, Nudersdorf, Pratau, Reinsdorf, Schmilkendorf, Seegrehna und Straach besitzen einen Ortsbürgermeister und einen Ortschaftsrat.

### Wappen

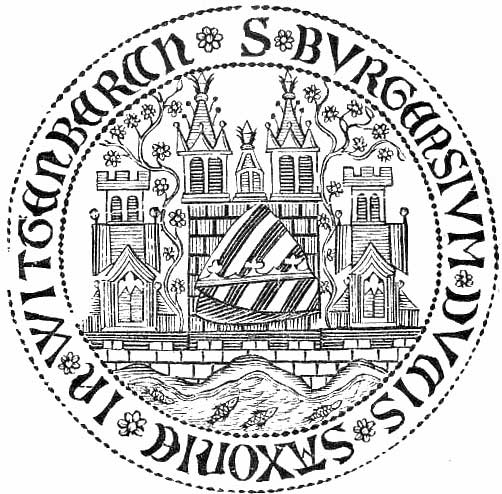
Zeichnungskopie eines alten Wappens von Wittenberg

Logo der Stadt Wittenberg

| Zeichnungskopie eines alten Wappens von Wittenberg | Blasonierung: „In Silber über blauem Wasser, in dem ein silberner Fisch schwimmt, eine rote Burg, bestehend aus zwei mit einer zinnengekrönten Mauer verbundenen Zinnentürmen, zwischen ihnen ein kleiner unbewehrter Turm, alle drei mit spitzen blauen Kegeldächern und goldenen Knäufen, die Burg flankiert von zwei niederen roten Zinnentürmen; die Burgmauer belegt mit zwei gegeneinander gelehnten Schilden, der rechte geteilt von Schwarz über Silber, belegt mit zwei schräggekreuzten roten Schwertern, der linke neunmal geteilt von Schwarz und Gold, belegt schrägrechts mit einer grünen Raute. Die Stadtfarben zeigen Rot – Silber (Weiß).“ |
| Zeichnungskopie eines alten Wappens von Wittenberg | Wappenbegründung: Das Wappen wurde am 5. Dezember 1995 durch das Regierungspräsidium Dessau genehmigt und im Landeshauptarchiv Magdeburg unter der Wappenrollennummer 117/1995 registriert. Das Wappen von Wittenberg vermittelt mit seinen Symbolen ein Stück Stadtgeschichte. Am 27. Juni 1293 wurde Wittenberg durch Herzog Albrecht II. das Stadtrecht verliehen. Es entstand eine mittelalterliche Stadtgemeinde mit dem Rat als oberstem Verwaltungsorgan. Diesem Rat, erstmals 1317 nachgewiesen, übertrug man die Aufgabe, die Stadt im Innern durch Recht und Gesetzgebung zu regieren und die städtischen Einnahmen zu verwalten. Zur Beurkundung gebrauchte die Verwaltung ihr eigenes Siegel. Eine Darstellung auf dem vermutlich ältesten Wittenberger Stadtsiegelstempel, den die Verwaltung nutzte und der aus der 1. Hälfte des 14. Jahrhunderts stammt, bildet in ihren Grundzügen die Vorlage für verschiedene Stadtwappen bis in die heutige Zeit. Das Wappen symbolisiert durch die mit Zinnen bekrönte Mauer, die dahinter liegenden und die seitlich freistehenden Türme eine seit 1409 stark befestigte Stadt. Die beiden Schilde im Zentrum bilden zusammen das Wappen von Kursachsen. Rechts befindet sich das sächsische Rautenkranzwappen, in dem die schwarz-goldenen Balken auf die Hausfarben des askanischen Stammhauses verweisen. Der darüberliegende grüne Rautenkranz schmückte bereits 1262 den Schild des Stadtgründers Herzog Albrecht II. von Sachsen-Wittenberg. 1356 bestätigte Kaiser Karl IV. dem Herzog von Sachsen-Wittenberg die Kurwürde. Wittenberg wurde kurfürstliche Residenz. Der linke, mit Schwertern belegte Schild steht für das mit der Kurwürde untrennbar verbundene Amt des Erzmarschalls des Römisch-Deutschen Reiches, das Rudolf I. nach Wittenberg brachte. Sowohl das sächsische Rautenkranzwappen als auch das Wappen mit den Kurschwertern wurden nach dem Aussterben der Askanier im Jahr 1422 von den Wettinern weitergeführt. Das im Schildfuß dargestellte fließende Wasser symbolisiert die Lage Wittenbergs an der Elbe. Der im Wasser schwimmende Fisch stellt einen Lachs dar, der früher reichlich in der Elbe vorhanden war und von großem Fischreichtum zeugte. So erhielten auch die Fischer, wie jedes Gewerk in der Stadt, 1422 ihre eigene Ordnung, und der Lachs hielt Einzug in das Wappen. |

### Flagge
Die Stadtflagge wurde am 4. Juli 1997 durch das Regierungspräsidium Dessau genehmigt. Sie ist schwarz-gelb quergestreift. Das Stadtwappen ist mittig auf die Flagge aufgelegt.

### Städtepartnerschaften
- Göttingen in Deutschland, seit 1988
- Bretten in Deutschland, seit 1990
- Springfield (Ohio) in den USA, seit 1995
- Békéscsaba in Ungarn, seit 1999
- Haderslev in Dänemark, seit 2004
- Beveren in Belgien, seit 2019[86]
- Mediaș in Rumänien, seit 2019[86]
- Mahiljou in Belarus, seit 2019[86]

## Sehenswürdigkeiten und Kultur
Lutherstadt Wittenberg verfügt über ein reiches Angebot an Kulturstätten. Die meisten befinden sich innerhalb der historischen Altstadt entlang der Wittenberger Kulturmeile.

### Bauwerke

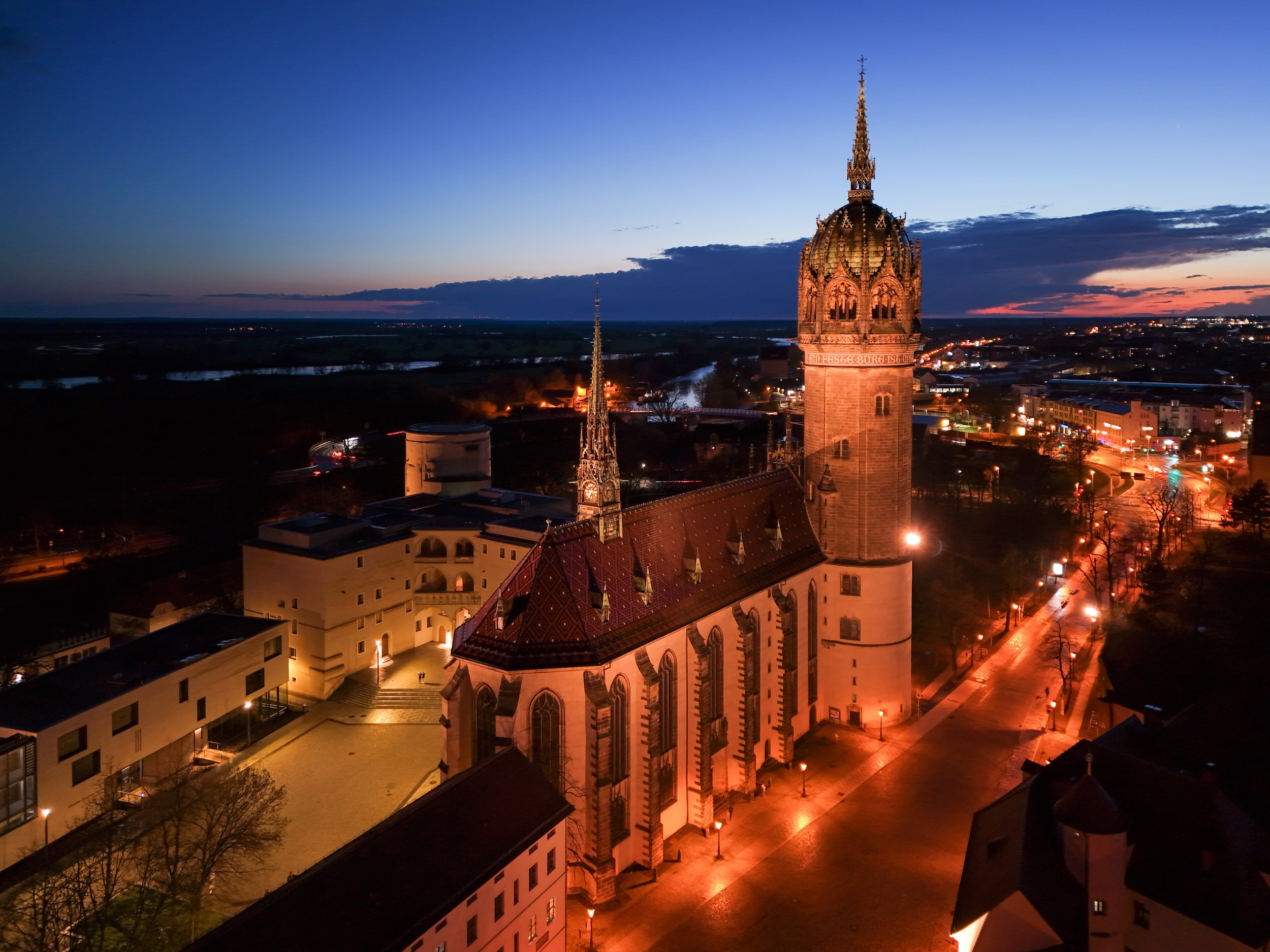
Schlosskirche Wittenberg

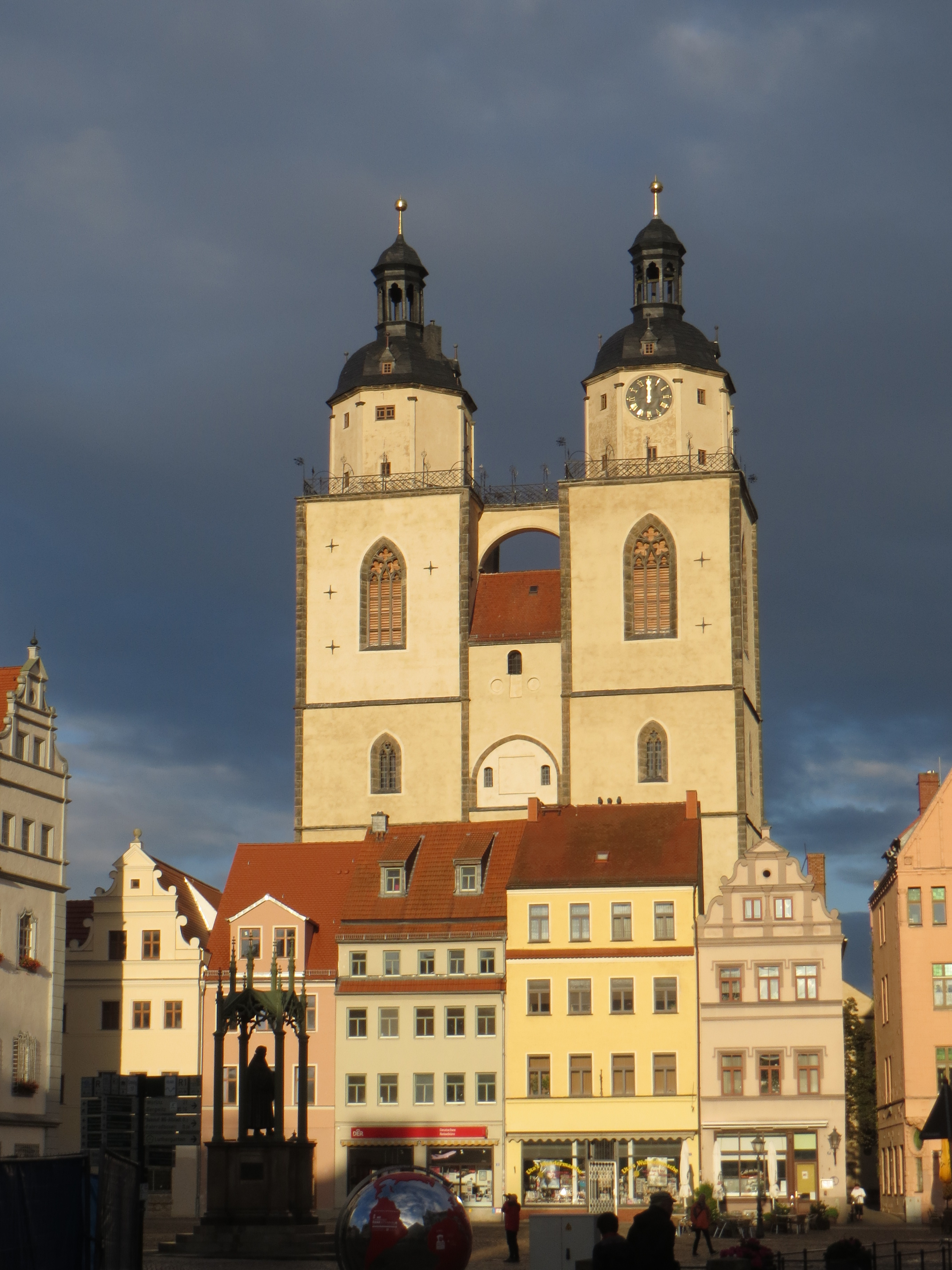
Stadtkirche nach der Sanierung, 2015

#### Kirchen
Schlosskirche
Einer der Hauptanziehungspunkte der Stadt ist die Schlosskirche, die vor allem in Verbindung mit dem mutigen Angriff auf die Ablasspraxis der römisch-katholischen Kirche im 16. Jahrhundert durch die Veröffentlichung der 95 Thesen Martin Luthers steht. Die Schlosskirche wurde 1883 bis 1892 umgestaltet. Nach den Absichten der Bauherren sollte die weltgeschichtliche Bedeutung der Schlosskirche zum Ausdruck gebracht werden. Im Sinne der Zeit des Historismus wurde die Aussage auf die Vorläufer und Träger der Reformation bezogen und damit eine Reformationsgedenkstätte geschaffen. Aus Anlass des 500. Jubiläums des Thesenanschlags 2017 ist die Kirche umfassend saniert worden.
Stadtkirche
Die Stadt- und Pfarrkirche St. Marien ist die Mutterkirche der Reformation. In ihr wurde 1521 der erste evangelische Gottesdienst durch Justus Jonas den Älteren und Andreas Bodenstein von Karlstadt abgehalten. Als Predigtkirche Martin Luthers war sie seit der Reformation Amtskirche der Generalsuperintendenten des sächsischen Kurkreises. Nach dem Wiener Kongress wurde sie Amtssitz der Wittenberger Superintendenten. Die künstlerische Ausstattung ist gut erhalten und umfasst unter anderem Werke von Lucas Cranach dem Älteren und Lucas Cranach dem Jüngeren. Epitaphe an den Innen- und Außenwänden weisen auf das Wirken vieler bedeutender Persönlichkeiten hin. Die Friedhofskapelle zum heiligen Leichnam steht südlich neben der Stadtkirche und gehörte einst zum ummauerten Friedhofsbereich der Kirche.
Katholische Kirche Unbefleckte Empfängnis
Die Kirche in der Mauerstraße wurde 1872 von Bischof Konrad Martin konsekriert. Sie wurde in den Jahren 1999/2000 renoviert.
Christuskirche
Die Christuskirche ist als weitere Kirche 1907/1908 in der Vorstadt Kleinwittenberg in historisierenden Formen entstanden.

#### Weitere Bauwerke

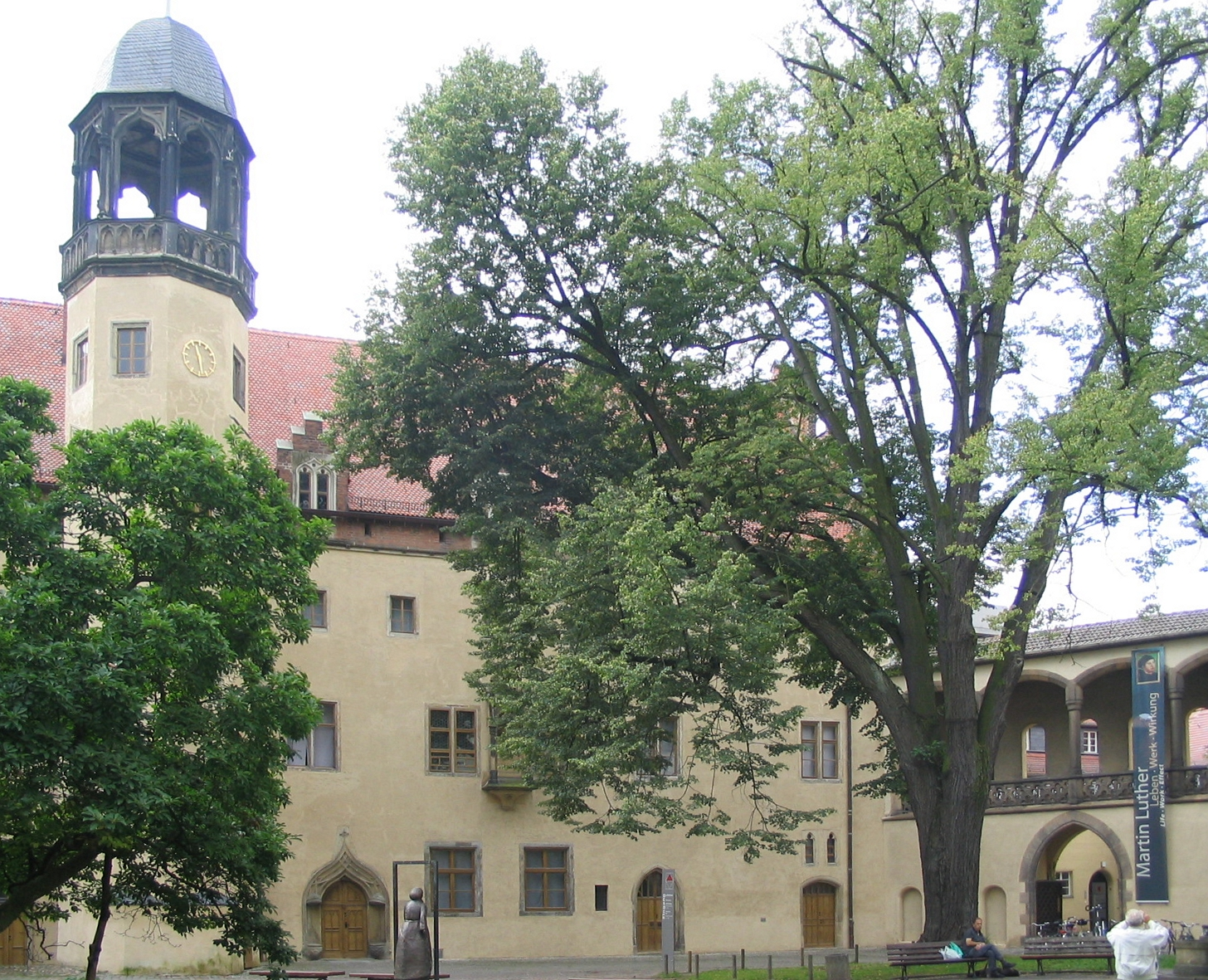
Lutherhaus

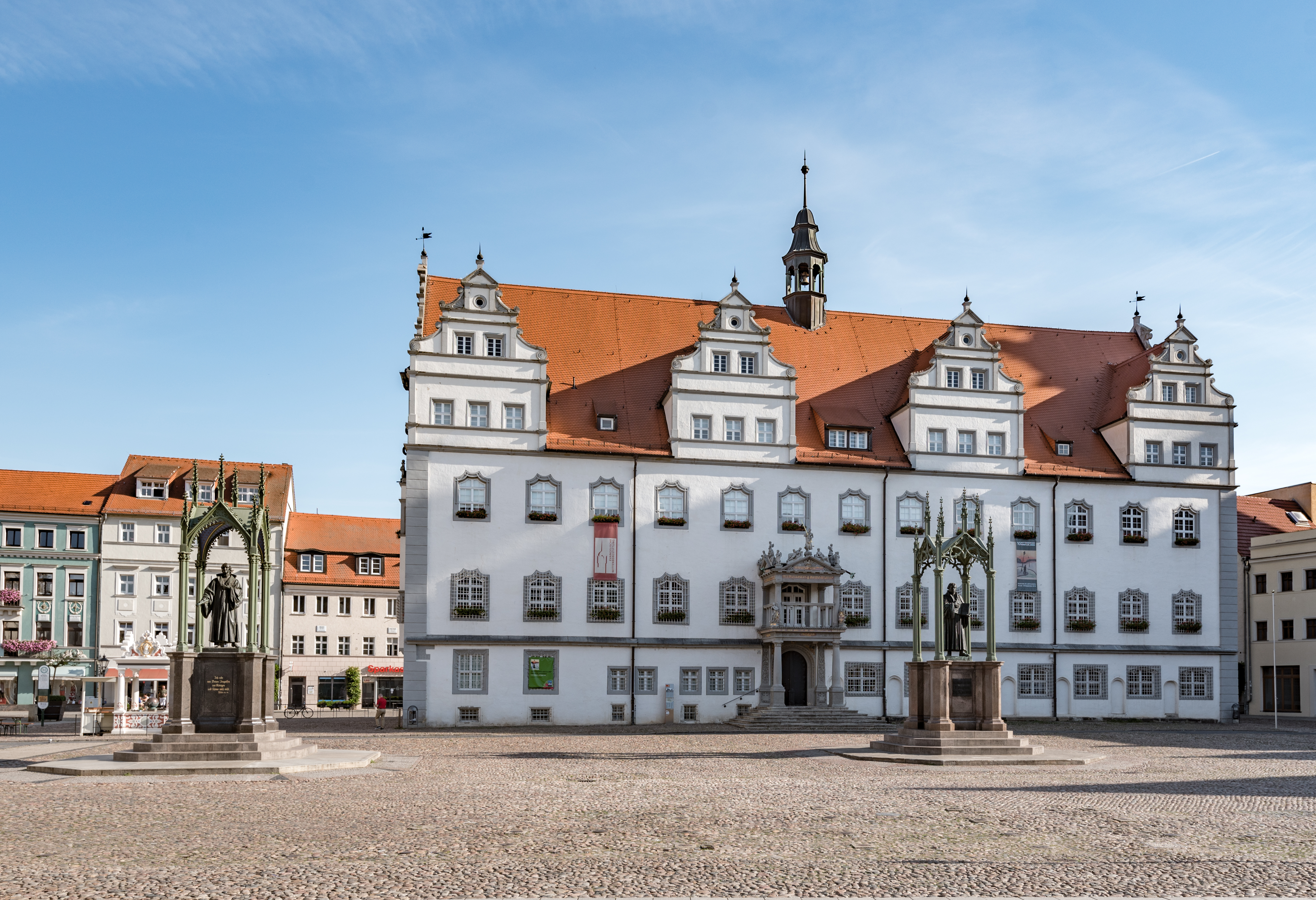
Altes Rathaus Wittenberg

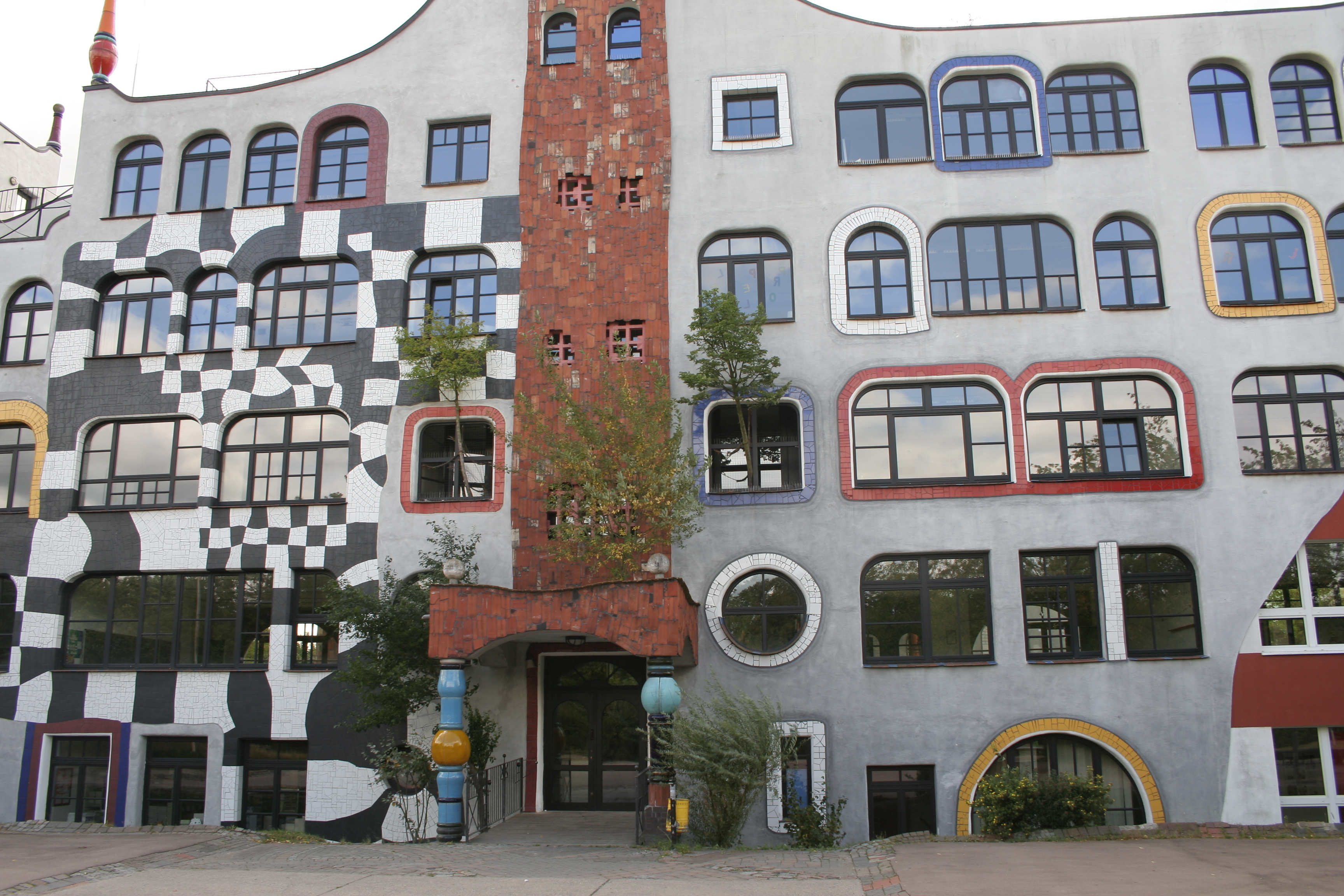
Hundertwasserschule

Augusteum und Lutherhaus
Der repräsentative Schaufassadenbau Augusteum ist einst ein Erweiterungsbau der Universität Wittenberg „Leucorea“ gewesen. Im Innenhof des Augusteums befindet sich das einstige Wohnhaus Martin Luthers. Heute befindet sich in dem Gebäude das reformationsgeschichtliche Museum mit seinen Sammlungen von Bildern, Schriften und zeitgenössischen Exponaten der Reformationszeit. Bei der Renovierung des Lutherhauses ging dessen mittelalterlicher Charme teilweise verloren.
Melanchthonhaus
Der die selbstbewusste Modernität der Renaissance ausdrückende Baustil des Melanchthonhauses in der Collegienstraße ist eine architektonische Sehenswürdigkeit. In diesem Haus lebte und starb der Reformator Philipp Melanchthon. In ihm befindet sich eine Ausstellung. Im Jahr 2013 erhielt das Haus einen Erweiterungsbau nach Plänen der Architekten Dietsch & Weber aus Halle aus grauem Backstein.
Universität Leucorea Wittenberg
Die 1502 gegründete Universität Leucorea in der Collegienstraße war und ist nicht nur Lehreinrichtung. In ihr wirkten beispielsweise die berühmten Persönlichkeiten der Reformation Martin Luther und Philipp Melanchthon. In der traditionsreichen Geschichte der Universität fanden Innovationen statt, die sich nicht nur auf Deutschland, sondern auch auf große Teile der Welt auswirkten.
Hamlethaus
Das Hamlethaus in der Collegienstraße bindet sich in das Ensemble der Stadt ein.
Bugenhagenhaus
Das Bugenhagenhaus neben der Stadtkirche ist das älteste evangelische Pfarrhaus der Welt und gehört zu den bedeutsamsten Gedenkstätten der Reformation. Bis 1997 war es seit der Reformation ununterbrochen Wohn- und Wirkungsstätte der Wittenberger Superintendenten. Als erster Pfarrer lebte hier Johannes Bugenhagen bis zu seinem Tod 1558. Zwischen 2004 und 2007 wurde das Gebäude grundlegend saniert und dient heute als Geistliches Gemeinde- und Begegnungszentrum.
Stadthaus
Das Stadthaus ist ein moderner Gebäudekomplex am Arsenalplatz, der verschiedene historische Gebäude einschließt. Deren Ursprünge gehen bis ins 13. Jahrhundert zurück. Das Stadthaus enthält in seinen Umfassungsmauern bedeutende Reste mittelalterlicher Bausubstanz der ehemaligen Klosterkirche der Franziskaner, die ihrerseits als Grablege der Askanier genutzt wurde. Bereits 1536 wurde das Gebäude durch Conrad Theiß zu einem Kornspeicher umgebaut und durch das Einziehen mehrerer Ebenen stark überformt. Die mittelalterlichen Fenster wurden hierbei zugesetzt und Schüttöffnungen eingebaut. Im Siebenjährigen Krieg wurde das Gebäude schwer beschädigt und mit niedrigerer Gebäudehöhe wiedererrichtet. Mehrfache Bautätigkeiten der Folgezeit haben das Erscheinungsbild des Gebäudes stark verändert. So wurde Ende des 19. Jahrhunderts ein Geschoss aufgestockt, und an der Südseite wurden große Fensteröffnungen eingebrochen. Zwischen 1945 und 1992 war der Arsenalplatz mit dem Stadthaus durch die Rote Armee besetzt und daher nicht zugänglich. Auf dem Grundstück des ehemaligen Franziskanerklosters wurde 2014/2015 der Zentrale Besucherempfang der Stadt eröffnet. Er umfasst das Veranstaltungszentrum Stadthaus, die Historische Stadtinformation, das Ratsarchiv sowie die Tourist- und Stadtinformation.
Altes Rathaus und Marktplatz
Im Zentrum der Altstadt befindet sich der großzügig bemessene Marktplatz, an dem über Jahrhunderte ein harmonisches Bauensemble von Bürgerhäusern gewachsen ist. Auf ihm befinden sich das Renaissancerathaus, die Denkmäler Martin Luthers (Entwurf von Schadow) und Philipp Melanchthons (von Drake) sowie der Marktbrunnen. Seitdem sich die Stadtverwaltung seit 2000 in der ehemaligen Tauentzienkaserne in der Lutherstraße befindet (Neues Rathaus), heißt das Rathaus auf dem Marktplatz Altes Rathaus und dient seitdem eher repräsentativen Zwecken.
Cranach-Höfe
Die Cranachhöfe belegen das Wirken von Lucas Cranach d.Ä, Lucas Cranach d. J., Hans Cranachs, Augustin Cranachs und Lucas Cranach III. in Wittenberg. Das Gebäude am Markt 4 und die Apotheke mit Hof an der Schlossstraße 1 zeigen Berührungspunkte zu der Persönlichkeit Lucas Cranachs und seiner Nachkommen.
Die Druckerstube im Cranachhof hatte Lucas Cranach der Ältere in der einst berühmten Druckerstadt Wittenberg als eigene Druckerei eingerichtet. In dieser wurden unter anderem die 95 Thesen, der erste Teil der Lutherbibel, Luthers Tischreden und zahlreiche Holzschnitte gedruckt. Nach der Rekonstruktion der Cranachhöfe richtete man in der Schlossstrasse wieder eine historische Druckstube ein, in der heute im Buchhochdruckverfahren Texte (z. B. Luthers Tischreden) und Illustrationen (im Linolschnitt) als Privatdrucksachen hergestellt werden. Zu Schauveranstaltungen wird auf der historischen Gutenberg-Presse im Cranachhof Markt 4 vorgeführt, wie einst zur Zeit des Mittelalters gedruckt wurde.
Schloss
Das Wittenberger Schloss ist die ehemalige Residenz der sächsischen Kurfürsten. Nach den Zerstörungen in den Jahren 1760 und 1814 wurde es als Bestandteil der Verteidigungsanlagen als Kaserne genutzt. Seit dem Ersten Weltkrieg dient das Schloss zivilen Zwecken.
Hundertwasserschule
Das Gymnasium Leucorea in der Schillerstraße ist nach Entwürfen des österreichischen Künstlers Friedensreich Hundertwasser umgestaltet worden, wobei aus der Standardtypplattenbauschule Erfurt II die Hundertwasserschule wurde. In der verspielten, ungewöhnlichen und zugleich anregenden Bildungsstätte, die gleichzeitig Europaschule ist, setzen sich die Schüler mit ökologischen Zusammenhängen auseinander und entfalten ihre künstlerische Kreativität. Als Besonderheiten der Schule gelten die Sternwarte, der Zwiebelturm, der Toleranz gegenüber anderen Religionen und Menschen symbolisiert, und die Fruchtkapsel, ein der Natur gewidmeter Turm. Die Dachterrassen, die aus Fenstern herausragenden Bäume („Baummieter“) und die mit farbenfrohen Säulen gestaltete Aula sind weitere Elemente der Schule.
Hundertwasser hat den Umbau von seinem Wohnsitz in Neuseeland aus über sein Architekturbüro gesteuert. Zur Einweihung war er nicht anwesend; kurz darauf verstarb er. Sein einziges Projekt des Umbaus einer vorhandenen Architektur hat er selbst nie gesehen.
Hauptpost Wittenberg
Das heute als Postamt genutzte historistische Gebäude gilt als erstes Fernmeldeamt der Welt, Wilhelm-Weber-Straße 1.
Alter Bahnhof
Das Gebäude wurde 1841 gebaut, es handelt sich um eines der ältesten Bahnhofsgebäude Deutschlands. Nach dem Jahr 2000 zumindest baulich gesichert, sind die Innenräume gegenwärtig nicht zu besichtigen, Straße Am alten Bahnhof 31.
Chemie-Pavillon
Der denkmalgeschützte Pavillon liegt am Schlossplatz 15.

### Museen
- Weltkulturerbe Lutherhaus, Collegienstraße 54
- Weltkulturerbe Melanchthonhaus, Collegienstraße 60
- Cranach-Höfe, Markt 4 (wechselnde Ausstellungen)
- Altes Rathaus (wechselnde Ausstellungen)
- Stiftung Christliche Kunst Wittenberg mit einer Dauerausstellung und wechselnden Sonderausstellungen im Wittenberger Schloss (Zugang über Besucherzentrum)
- Haus der Geschichte (Wohnkultur des 20. Jahrhunderts und insbesondere der ehemaligen DDR), Schlossstraße 6
- Museum der städtischen Sammlungen im Zeughaus (Stadtgeschichte; Julius-Riemer-Sammlung: Naturkunde, Ethnologie), Arsenalplatz
- Science Center futurea, Markt 25
- Historische Stadtinformation und Grablege der Askanier in der Klosterkirche, Arsenalplatz

### Weitere Sehenswürdigkeiten

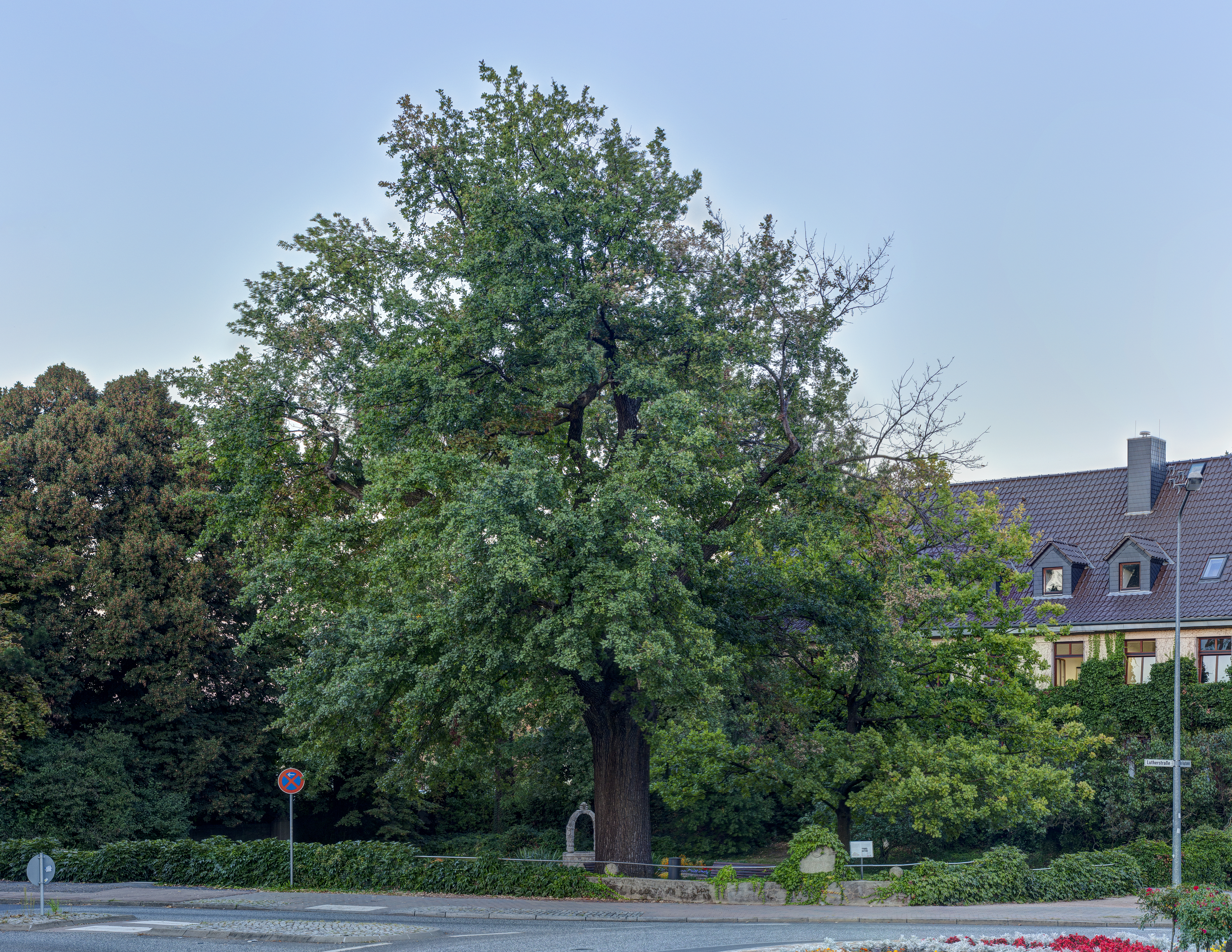
Luthereiche

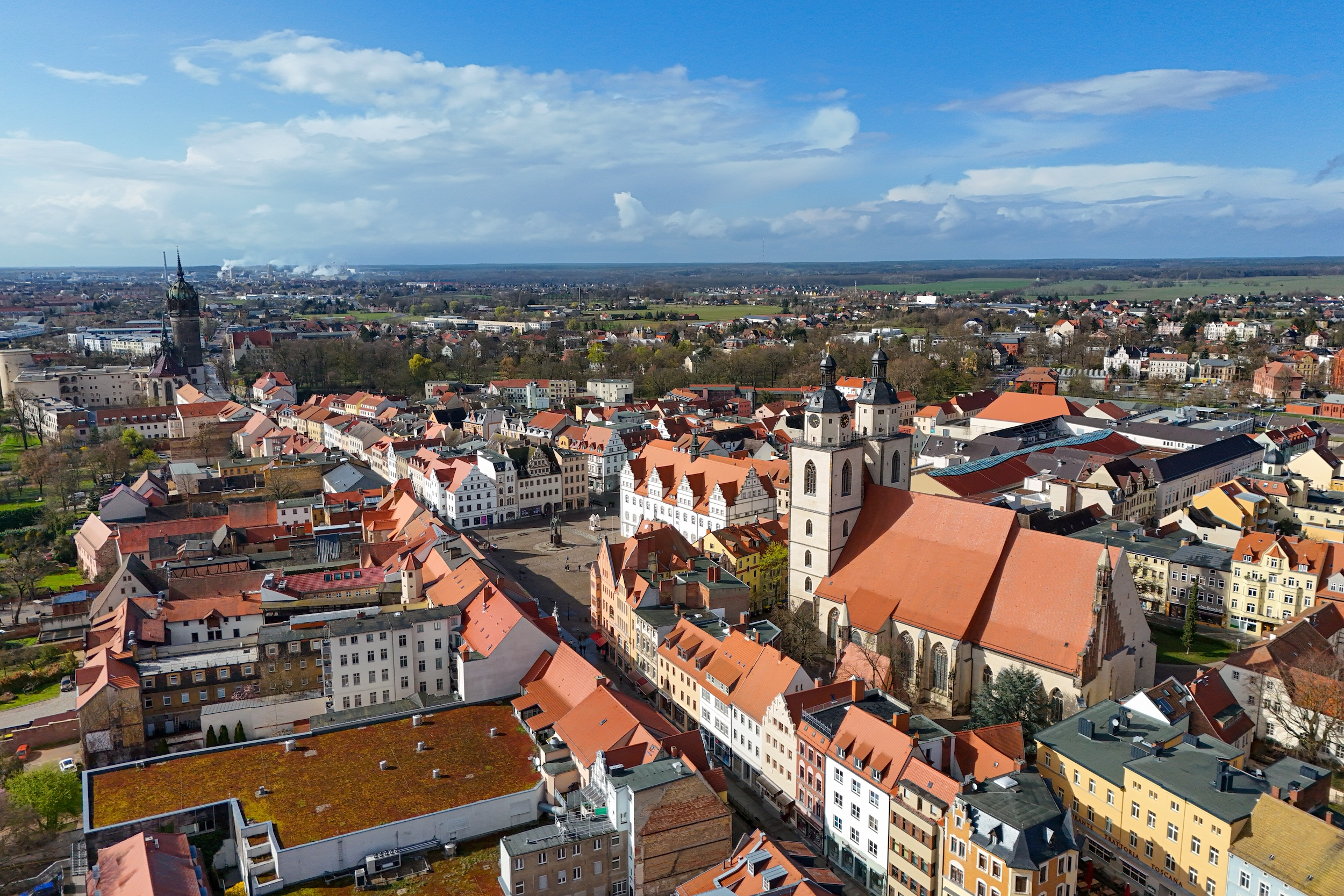
Stadtzentrum von Wittenberg mit Stadtkirche (rechts), Marktplatz, und Schlosskirche (im Hintergrund links), verbunden durch die Schlossstraße

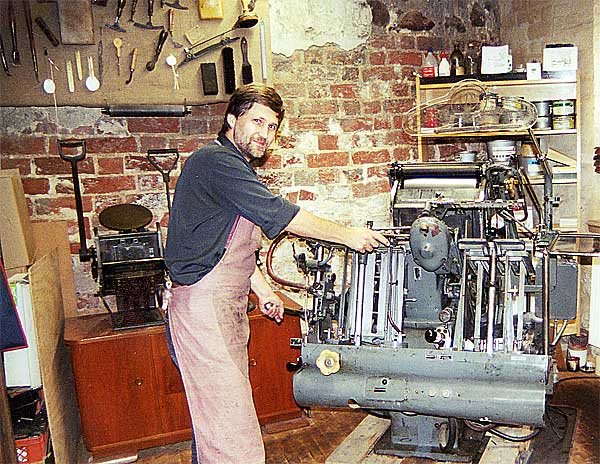
Druckerstube im Cranachhof

- Luthereiche am südlichen Ende der Lutherstraße, dort, wo Martin Luther 1520 die Bannbulle des Papstes verbrannte und damit seine Trennung von der römisch-katholischen Kirche vollzog.
- Röhrwasser, historisches Wasserleitungssystem.[89] Im 16. Jahrhundert wurde durch das stetige Anwachsen der Bevölkerung der Stadt Wittenberg eine Versorgung mit frischem und klarem Wasser immer notwendiger. Die vorhandenen Brunnen und Bäche genügten nicht mehr, da sie zunehmend mit Unrat verschmutzt wurden. Durch das Röhrwasser änderte sich dies. Den Bürgern stand mit dem Röhrwasseranschluss Tag und Nacht, Sommer wie Winter frisches Quellwasser zur Verfügung. Erst 1883 verlor das Röhrwasser durch die zentrale Wasserversorgung an Bedeutung. Heute ist das Wittenberger Röhrwasser mit seinen noch etwa 20 vorhandenen Brunnen das einzige noch funktionierende Röhrwasserleitungssystem aus dem Mittelalter nördlich der Alpen und somit ein technisches Baudenkmal. Seit 2002 sind Teile der die Stadt durchfließenden Bäche geöffnet.[90]
- Ratsarchiv Wittenberg, Juristentrasse 16
- Kirchliches Forschungsheim, Friedrichstrasse 1a
- Luthergarten, Parkanlage mit 270 Bäumen aus aller Welt nahe dem Schloss am Kurfürstenring (ehemals Hallesche Straße)
- Panorama-Rundbild Luther 1517 von Yadegar Asisi, Wilhelm-Weber-Straße nahe dem Lutherhaus[91]
- Tierpark Wittenberg, Juristenstraße
- Alaris Schmetterlingspark, Rothemarkstraße
- K-Gebäude (Kommandantengebäude), zur Aufnahme der geplanten Studiensammlung der städtischen Sammlungen, mit angeschlossenem Vortrags- und Tagungszentrum, Juristenstrasse 14[92][93][94][95]

### Bibliotheken
- Forschungsbibliothek zur Reformationsgeschichte im Schloss
- Stadtbibliothek Lutherstadt Wittenberg, Schlossstrasse 7

### Freizeit- und Sportanlagen
- NABU-Zentrum „Im Stadtwald“ (unter anderem mit Tiergehege und Naturlehrpfad); Reinsdorfer Weg
- Arthur-Lambert-Stadion; Wallstraße
- Stadthalle; Sternstraße
- Freibad; Piesteritz
- Schwimmhalle; Piesteritz
- Strandbad; Reinsdorf
- Marina; Pratau
- Stadtpark
- Volkspark; Piesteritz

### Regelmäßige Veranstaltungen
Wittenberger MaiblumenfestDieses Fest ist den in Wittenberg traditionell gezüchteten Maiglöckchen gewidmet. Gärtner und Gartenbaubetriebe der Region schmücken Anfang Mai dazu den gesamten Markt mit Frühlingsblumen und Gehölzen.
Wittenberger Radsporttage und Regio PedaleWährend der zweitägigen Sportveranstaltung Anfang Mai werden Kriterien durch die Wittenberger Altstadt gefahren. Am zweiten Tag wird die Radwanderung Regio Pedale veranstaltet. Dabei fahren große Radwandergruppen an verschiedene Punkte der Region.
Luthers Hochzeit
Alljährlich findet am zweiten Wochenende im Juni eines der größten Themenstadtfeste Deutschlands an den Originalschauplätzen der Reformation in Wittenberg statt. Das Fest erinnert an die Hochzeit Martin Luthers und Katharina von Boras im Jahr 1525. Höhepunkt ist der historische Festumzug am Samstag.
Wittenberger Kultursommer mit den Wittenberger Hofkonzerten
An drei Wochenenden im Sommer finden die Wittenberger Hofkonzerte statt.
Wittenberger Erlebnisnacht
Alljährlich am 3. Wochenende im August werden in den Museen, den Altstadthöfen, im Schloss und in den Kirchen Rundgänge und Einblicke in das Stadtleben einst und jetzt, begleitet von Musik und kulinarischen Angeboten, angeboten.
Wittenberger Töpfermarkt
Auf dem Marktplatz präsentieren sich am letzten Wochenende im September über 80 Töpferwerkstätten aus ganz Deutschland. Im Cranachhof findet ein historischer Bauernmarkt statt.
Wittenberger Renaissance-Musikfestival
Seit 2006 versammeln sich in der Vorwoche des Reformationstages Professoren und Laien, Konzertmusiker und Musik-Schüler, Instrumentenbauer sowie Zuhörer, um evangelische Kirchenmusik, aber auch mittelalterliche Werke zu würdigen. Einen Höhepunkt des Rahmenprogramms bildet der jährliche Renaissance-Tanzball. Das Festival findet im Rahmen der Musikfeste Sachsen-Anhalt statt.
Reformationsfest
Am 31. Oktober wird alljährlich das Reformationsfest mit Festgottesdiensten, Konzerten, Disputationen und historischem Treiben auf dem Markt und in den Altstadthöfen gefeiert.
Wittenberger Weihnachtsmarkt
Der Marktplatz und die Altstadthöfe bieten die Kulisse für den Weihnachtsmarkt, der alljährlich vom ersten bis zum vierten Advent stattfindet.

## Medien und Telekommunikation
- Sendeanlage für UKW und TV auf dem Gallunberg

## Wittenberg auf Briefmarken
Inzwischen zum Weltkulturerbe der UNESCO erhobene Bauwerke sowie weltgeschichtliche Ereignisse in Wittenberg lieferten in den letzten Jahrzehnten wiederholt Motive auf Briefmarken. So gab die Deutsche Post der DDR von 1952 bis 1983 mehrere Sondermarken heraus. Die Deutsche Bundespost (auch Deutsche Bundespost Berlin) widmete in ihrer Dauermarkenserie Deutsche Bauwerke aus zwölf Jahrhunderten (1966) den 1-DM-Wert dem Melanchthon-Haus. Die Deutsche Post AG verausgabte 2009 einen 145 Eurocent-Wert mit Luthergedenkstätten in Eisleben und Wittenberg.

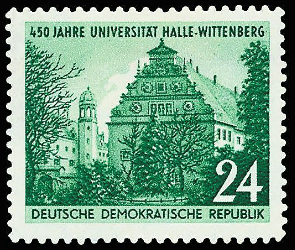
Sondermarke der Deutschen Post der DDR 1952 aus Anlass 450 Jahre Universität Halle-Wittenberg mit Augusteum in Wittenberg (altes Universitätsgebäude)
Dauermarke aus dem Briefmarken-Jahrgang 1966 der Deutschen Bundespost Berlin mit dem Melanchthon-Haus in Wittenberg
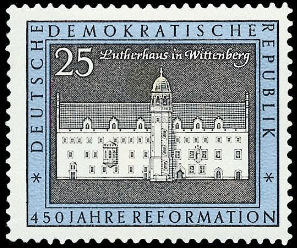
Sondermarke der Deutschen Post der DDR 1967 zum 450-jährigen Jubiläum des Thesenanschlags mit Luther-Haus in Wittenberg
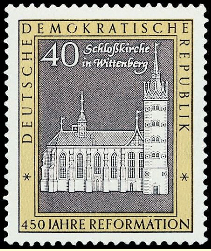
Sondermarke der Deutschen Post der DDR 1967 zum 450-jährigen Jubiläum des Thesenanschlags mit Schlosskirche Wittenberg
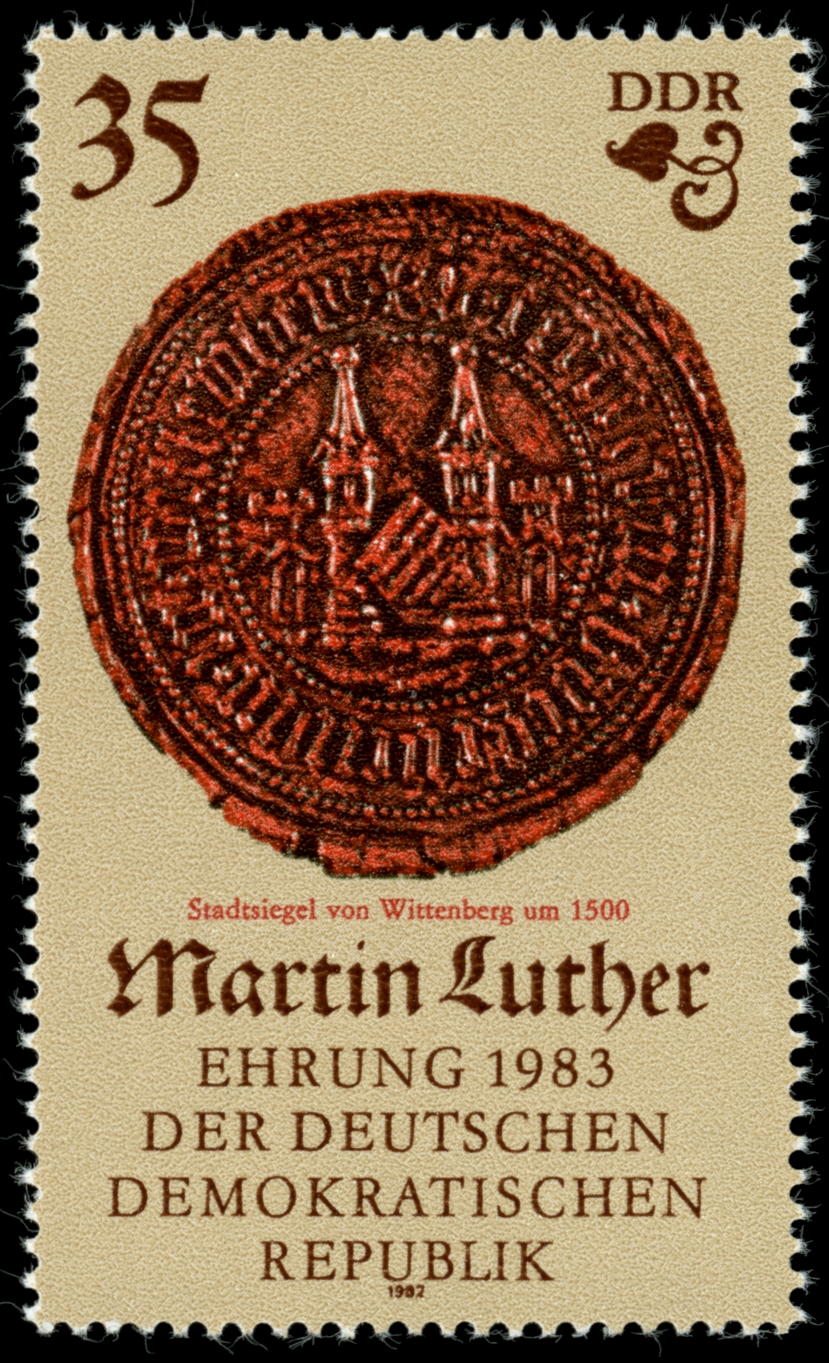
Sondermarke der Deutschen Post der DDR 1982 anlässlich des 500. Geburtstages von Martin Luther mit Wittenberger Stadtsiegel (um 1500)

## Wirtschaft

Logo der Stickstoffwerke Piesteritz

International agierende Unternehmen (unter anderem SIG Combibloc GmbH und das Margarinewerk Pratau der Upfield Holdings) sowie eine breite Anzahl kommunaler und mittelständischer Betriebe (wie Wikana) bestimmen die gegenwärtige Wirtschaftsstruktur.
Unter den Wittenberger Startups wurden insbesondere Tesvolt, Ecosia und Mycare jeweils mit mehreren Innovationspreisen ausgezeichnet – jene gehören demnach zu den innovativsten Unternehmen Deutschlands.
Wittenberg ist mit rund 20.000 sozialversicherungspflichtigen Arbeitsplätzen ein wichtiger Einpendlerstandort für den Landkreis Wittenberg und die darüber hinausgehende Region Anhalt-Wittenberg. Die Arbeitsplatzdichte (rund 1.100) und die Steuereinnahmekraft pro Einwohner (rund 1.030 Euro im Jahr 2019, das ist im Vergleich zu 2003 mehr als eine Verdreifachung) in Wittenberg gehören zu den höchsten unter allen Kommunen in Sachsen-Anhalt und in den neuen Ländern.
Größter einzelner Arbeitgeber ist die Stadt- und Kreisverwaltung mit 1150 Angestellten, gefolgt vom Evangelischen Krankenhaus Paul Gerhardt Stift (850 Angestellte).

### Industrie- und Wirtschaftsgeschichte
Wittenberg wurde zum Ende des 19. Jahrhunderts mehr und mehr zum Industriestandort. Im Laufe der langen Industriegeschichte der Stadt wurden in Wittenberg unter anderem hergestellt:
- Flugzeuge beziehungsweise Flugzeugteile im Arado-Werk bei Labetz[106]
- Sprengstoff im Reinsdorfer Wasag-Werk[107]
- Pfannen und Töpfe in einer Blechwarenfabrik[108]
- Schürzen in einer Textilfabrik in Rothemark
- Küchenwaagen in der Wittenberger Metallwarenfabrik (WMW)[109]
- Waschmittel in einer Seifenfabrik am Elberuhehafen[110]
- Lampen und Leuchtmittel neben dem Hauptbahnhof.[111]

### Produzierende Unternehmen
Im verarbeitenden Gewerbe der Stadt werden (Stand: 2021) von rund 4.000 Beschäftigten Jahresumsätze zwischen 1,5 und 2 Milliarden Euro erwirtschaftet.
- Ein großes lokales Unternehmen ist SKW Stickstoffwerke Piesteritz, Deutschlands größter Ammoniak-, Harnstoff- und Adblue-Produzent[113][114] und einer der führenden Hersteller von Stickstoffdüngemittelspezialitäten, mit einer Jahresleistung von über 4 Millionen Tonnen und rund 830 Beschäftigten.
- Das Verpackungsmittelwerk der SIG Combibloc in Apollensdorf-Nord ist nach dem in Linnich bei Aachen das größte seiner Art in Deutschland. Hier entstehen jährlich 3,5 Milliarden Getränkekartons.[115]
- Die Feldbinder Spezialfahrzeugwerke produzieren am Standort Reinsdorf mit rund 500 Mitarbeitern Silo- und Tankwaggons. Feldbinder hatte 1991 die Apparate- und Chemieanlagenbau Wittenberg GmbH, den Nachfolgebetrieb des VEB Apparate- und Chemieanlagenbau-ACA, übernommen und in der Folgezeit schrittweise ausgebaut.[116]
- Der Batteriespeicherhersteller Tesvolt liefert große Batteriesysteme für rund 3000 Projekte weltweit.[117]
- PCI Augsburg, Agrolinz Melamine International und mehrere andere Unternehmen, insbesondere der chemischen und verarbeitenden Industrie, haben Standorte in Wittenberg.

### Weitere Betriebe
- Eine der ersten deutschen Internetapotheken, Mycare, wurde 2001 in Wittenberg gegründet und hat seitdem dort ihren Hauptsitz.[118][119]
- Die Stadtwerke Leipzig unterhalten in Wittenberg seit 2008 ihr Biomasseheizkraftwerk.[120]
- Zum klassischen Dienstleistungsgewerbe gehört die Friseur- und Kosmetikhandwerk Wittenberg e. G. Ihr Vorgängerunternehmen, die „Produktionsgenossenschaft des Handwerks“ (PGH) „Ihr Friseur“, war als eine der ersten PGH-Gründungen in Mitteldeutschland bereits 1958 gegründet worden.[121]

### Maiglöckchen als Exportschlager
Um 1880 begannen Gärtnereibetriebe in der Schlossvorstadt neben dem Gemüseanbau mit der Anzucht von Maiglöckchenkeimen bzw. deren Rhizomen. Die Nachfrage steigerte sich derart, dass in den 1890er Jahren jährlich 300.000 bis 400.000 Blühkeime hauptsächlich nach Russland exportiert wurden. Als Förderer und Verbreiter der „Maiblumenkultur“ trat hauptsächlich Traugott Blumenthal (* 23. Januar 1841) hervor. Er gab anderen Gärtnereien fachlichen Rat zu deren Kultivierung. Die Verladung der Treibkeime für den Export erfolgte jeweils im Herbst. Weitere Abnehmer waren Hamburger Exportfirmen, die den Großteil der Keime nach England, Amerika und China verschifften. Zu Beginn des 20. Jahrhunderts betrug der jährliche Versand durchschnittlich 2,5 Millionen an verpackten Treibkeimen. Die Zahl steigerte sich in Jahren mit optimalen Wachstumsbedingungen auf bis zu 3,5 Millionen.
Nach dem Ersten Weltkrieg blieb die Nachfrage nach keimenden Maiglöckchen ungebrochen, weshalb die Züchter ihre Steuern während der Inflationszeit 1922 und 1923 in US-Dollar zu zahlen hatten. Nach einem weiteren Aufschwung in den 1930er Jahren kam der Wittenberger „Maiblumenkultur“ im Zweiten Weltkrieg zum Erliegen. Nun stand der Gemüseanbau im Vordergrund. In den Nachkriegsjahren wurde die Kultivierung der „Maiblumen“ auf einer reduzierten Anbaufläche schleppend wieder aufgenommen, endete jedoch 1961 mit dem Mauerbau.
Heute erinnert Wittenberg mit dem jährlichen Maiblumenfest an die große Bedeutung der Maiglöckchen für die Stadt.

## Bildung
- Grundschulen
  - Grundschule „Diesterweg“'[122]
  - Grundschule „Friedrich Engels“
  - Grundschule „Geschwister Scholl“
  - Grundschule „Käthe Kollwitz“
  - Grundschule „Ferdinand Freiligrath“ (Ortsteil Abtsdorf)
  - Grundschule Nudersdorf (Ortsteil Nudersdorf)
  - Grundschule „Katharina von Bora“ (Ortsteil Pratau)
  - Grundschule „Heinrich Heine“ (Ortsteil Reinsdorf)
- Sekundarschulen[123]
  - Sekundarschule Friedrichstadt
  - Sekundarschule „Rosa Luxemburg“
  - Sekundarschule „Heinrich Heine“ (Ortsteil Reinsdorf)
  - Evangelische Gesamtschule „Philipp Melanchthon“
- Gymnasien[124]
  - Gymnasium Leucorea
- Sonderschulen – Förderschulen[125]
  - Förderschule (Lernen) „Pestalozzi“
  - Förderschule (geistige Entwicklung) Sonnenschein
- Berufsbildende Schulen[126]
  - Bildungszentrum für Beruf und Wirtschaft (BBW)
  - Berufsbildungszentrum Elbe
  - Berufsschulzentrum Wittenberg
  - Deutsches Erwachsenen-Bildungswerk (DEB)
- Sonstige Schulen[127]
  - Krankenpflegeschule der Paul-Gerhardt Stiftung
  - Kreismedienzentrum
  - Kreismusikschule
  - Kreisvolkshochschule
  - Malschule der Cranach-Stiftung
- Bildungszentrum Lindenfeld
- Stadtbibliothek
- Akademien[128]
  - Evangelische Akademie Sachsen-Anhalt
  - Paul Gerhardt Diakonie–Akademie im Bugenhagenhaus
- Ratsarchiv der Städtischen Sammlung
- Campus Wittenberg
- Institute[129]
  - Evangelisches Predigerseminar
  - Institut für deutsche Sprache und Kultur
  - Institut für Hochschulforschung an der Martin-Luther-Universität Halle-Wittenberg
- Institutionen[130]
  - Bildungszentrum für Beruf und Wirtschaft (BBW)
  - ConAct – Koordinierungszentrum Deutsch-Israelischer Jugendaustausch
  - Luthergesellschaft
  - LWB-Zentrum Wittenberg
  - Wittenberg Center der Evangelisch-Lutherischen Kirche in Amerika
  - Wittenberg-Zentrum für Globale Ethik
- Stiftungen[131]
  - Bürgerstiftung Lutherstadt Wittenberg
  - Cranach Stiftung Wittenberg
  - Evangelische Akademie
  - Evangelische Wittenbergstiftung
  - Paul-Gerhardt-Stiftung
  - Stiftung Christliche Kunst
  - Stiftung „LEUCOREA“
  - Stiftung Luthergedenkstätten in Sachsen-Anhalt
  - Stiftung Wittenberg-Zentrum für Globale Ethik
- Weiterbildungsstätten
  - DAA Deutsche Angestellten Akademie in Lutherstadt Wittenberg[132]
  - WBS TRAINING AG in Lutherstadt Wittenberg[133]

## Tourismus
Die Luthergedenkstätten, welche unter dem Schutz der UNESCO stehen, spielen eine bedeutende Rolle für den Städtetourismus in Wittenberg. Im Jahr 2009 wurden 140.843 Übernachtungen gezählt. Bis 2017 stiegen diese auf 270.435 an. Die jährlichen Veranstaltungen – allen voran das Stadtfest Luthers Hochzeit mit dem historischen Festumzug – sind Anziehungspunkte für zehntausende Gäste.
Die Lutherstadt Wittenberg ist Teil der WelterbeRegion Anhalt-Dessau-Wittenberg. Der Verband widmet sich der touristischen Vermarktung der Region und vertreibt mit der WelterbeCard eine Gästekarte, mit der auch viele touristische Einrichtungen in Wittenberg kostenlos oder vergünstigt genutzt werden können. Gleichzeitig werden die UNESCO-Welterbestätten in Wittenberg unter der Marke Luther | Bauhaus | Gartenreich von der WelterbeRegion vermarktet. Die sogenannte WelterbeLinie (Buslinie 304) verbindet die Welterbestätten in Wittenberg mit denen in Dessau und Wörlitz.

## Verkehr

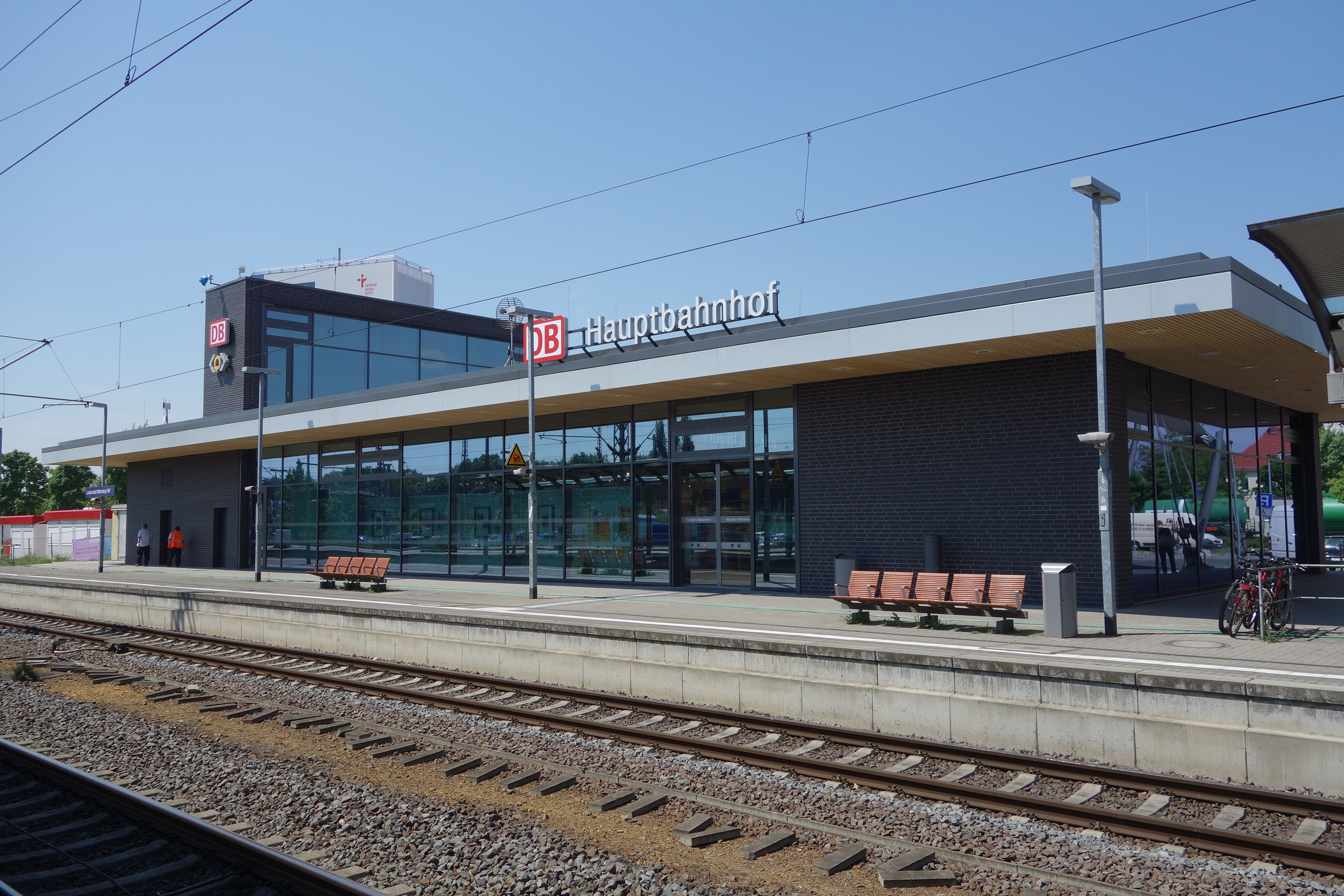
Hauptbahnhof von Lutherstadt Wittenberg

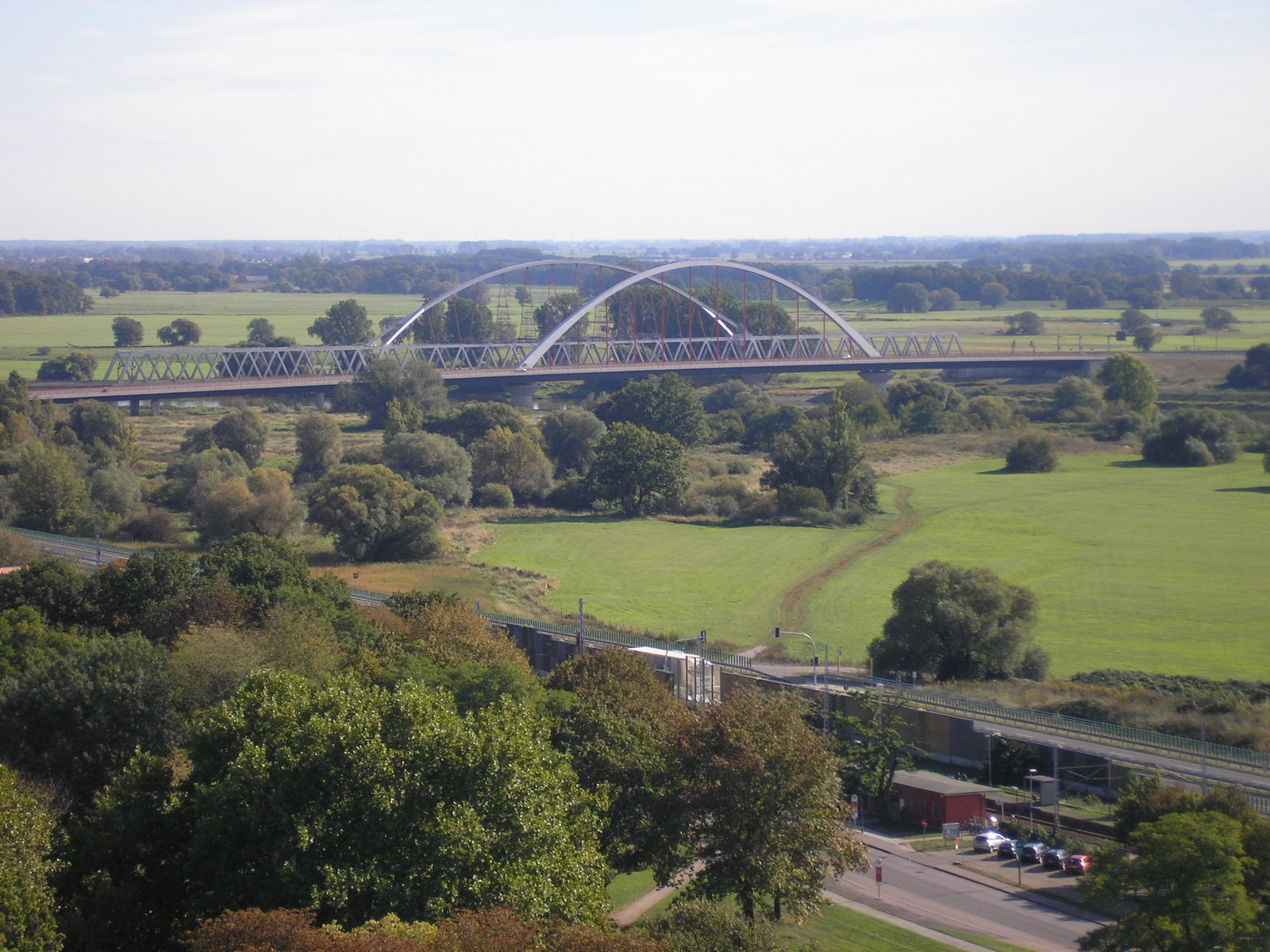
Elbbrücken (Straßenbrücke und Eisenbahnbrücke der Bahnstrecke Berlin–Halle)

### Eisenbahn
Folgende Bahnhöfe und Haltepunkte befinden sich in Wittenberg:
- Griebo
- Lutherstadt Wittenberg-Piesteritz
- Lutherstadt Wittenberg Altstadt
- Lutherstadt Wittenberg Hbf
- Lutherstadt Wittenberg-Labetz
- Pratau

Wittenberg erhielt 1841 Eisenbahnanschluss, als die Stammstrecke der Anhalter Bahn (damaliger Verlauf: von Berlin über Wittenberg nach Köthen) in Betrieb ging. Im Bahnhof Lutherstadt Wittenberg kreuzen sich heute die Bahnstrecke Berlin–Halle/Leipzig und die Bahnstrecke Węgliniec–Roßlau (Magdeburg/Dessau–Lutherstadt Wittenberg–Falkenberg/Elster). Hier halten die Züge der Linie Hamburg–Berlin–Lutherstadt Wittenberg–Halle (Saale)/Leipzig–München (ICE-Halt etwa alle zwei Stunden) sowie alternierend im gleichen Takt Fernzüge in Richtung Frankfurt am Main über Erfurt. Es besteht eine stündliche Fahrmöglichkeit mit ICE-Zügen nach Berlin Südkreuz und Leipzig Hauptbahnhof mit jeweils einer halben Stunde Fahrzeit.
Der Regionalverkehr wird ausschließlich von DB Regio betrieben. Es gibt alle zwei Stunden eine RE-Verbindung über Jüterbog nach Berlin in Richtung Nordosten. Eine stündlich verkehrende RB-Linie verbindet die Stadt mit Coswig (Anhalt) und Dessau-Roßlau; es werden auch einzelne umsteigefreie Verbindungen in die sachsen-anhaltische Landeshauptstadt Magdeburg angeboten. Über Jessen (Elster) und Annaburg verkehrt eine Regionalbahn ins brandenburgische Falkenberg/Elster. Seit 2017 verbinden die Linien S2 und S8 der S-Bahn Mitteldeutschland Wittenberg stündlich mit Bitterfeld sowie abwechselnd mit Halle (Saale) oder Leipzig, die jeweils andere Stadt ist mit einem bahnsteiggleichen Umstieg in Bitterfeld erreichbar.
Das alte Bahnhofsgebäude von 1877 wurde 2015 abgerissen. Das neu errichtete Empfangsgebäude wurde am 9. Dezember 2016 eröffnet. Der jetzige Hauptbahnhof Lutherstadt Wittenberg ist der zweite „klimafreundliche Bahnhof“ der Bundesrepublik Deutschland und wurde als einer der „kundenfreundlichsten Bahnhöfe in Deutschland“ zum „Bahnhof des Jahres 2017“ gewählt.

### Busverkehr
Der öffentliche Personennahverkehr besteht unter anderem durch den PlusBus, folgende Verbindungen führen, betrieben von den Vetter Verkehrsbetriebe, ab Lutherstadt Wittenberg:
- Linie X2: Lutherstadt Wittenberg ↔ Kropstädt ↔ Niemegk ↔ Bad Belzig
- Linie 300: Lutherstadt Wittenberg ↔ Piesteritz ↔ Apollensdorf ↔ Coswig
- Linie 301: Lutherstadt Wittenberg ↔ Reinsdorf ↔ Braunsdorf ↔ Straach
- Linie 306: Lutherstadt Wittenberg ↔ Pratau ↔ Kemberg ↔ Bad Schmiedeberg

Der ÖPNV wird seit dem 1. Januar 2007 durch das Verkehrsunternehmen Vetter Verkehrsbetriebe GmbH durchgeführt. Zentraler Umsteigepunkt für Bus- und Bahnreisende ist der ZOB mit direktem barrierefreiem Zugang zum Hauptbahnhof der Stadt (Bahnhof Lutherstadt Wittenberg).
Vor dem Busverkehr gab es die Pferdebahn in Wittenberg (1888–1921).

### Straßenverkehr
Wittenberg ist über die Autobahn A 9 (Anschlussstelle 6: Klein Marzehns, Anschlussstelle 7: Köselitz und Anschlussstelle 8: Coswig (Anhalt)) erreichbar. Die Bundesstraßen 2 und 187 kreuzen sich in der Stadt. Südlich der Elbe beginnen die Bundesstraßen 100 und 182 an der Bundesstraße 2 in bzw. nahe dem Ortsteil Eutzsch der Stadt Kemberg.

### Fahrradverkehr
Lutherstadt Wittenberg liegt an drei Fernradwegen, dem Elberadweg, dem Europaradweg R1 sowie dem Radweg Berlin–Leipzig.

### Schifffahrt
Durch die direkte Lage an der Elbe verfügt Wittenberg über einen Schutzhafen im Ortsteil Wittenberg-West sowie einen Industriehafen im Ortsteil Piesteritz. Zudem befinden sich in Wittenberg-West mehrere Anlegestellen verschiedener Reedereien für die Passagierschifffahrt.

## Persönlichkeiten
Nicht nur die großen Männer der Reformationszeit Martin Luther, Philipp Melanchthon und Lucas Cranach hinterließen ihre Spuren in Wittenberg. Viel mehr noch als in der Rolle als Hauptstadt Kursachsens und als Residenzstadt von Sachsen-Wittenberg wurde die Stadt durch die im ausgehenden Mittelalter für Mitteleuropa wohl bedeutendste Universität geprägt. Sie war Wirkungsstätte vieler Persönlichkeiten, die gleichzeitig Einfluss auf die Stadt ausübten. Heute sind die Namen und Daten vieler Persönlichkeiten auf Gedenktafeln an den Häusern der Altstadt verzeichnet.

## Namenspatenschaft
Wittenberg war Namensgeber für einige Verkehrsmittel:
- ein A319-114 der Lufthansa (D-AILB bzw. Ex-D-AVYG), siehe Lufthansa#Taufnamen
- ein ICE 2 der Deutschen Bahn (402 026), siehe Liste nach Gemeinden und Regionen benannter IC/ICE-Fahrzeuge
- ein Fahrgastschiff, das im Wittenberger Hafen liegt.

## Auszeichnungen
Wittenberg erhielt in den letzten Jahren (Stand: 2022) zahlreiche Auszeichnungen – so etwa für den „besonders gelungenen Stadtumbau“ den „Stadtumbau-Award Sachsen-Anhalt 2020“, für die Entwicklung einer „Stadtmarke mit besonders hohem Wiedererkennungswert“ den „IF-Award 2016“ und für „das schönste Stadtfest“ den „Stiftungspreis 2013“. Darüber hinaus wurden für die „zeitgemäße Erweiterung des Schlosses Wittenberg“ die von der Stadt für den Umbau, die Erweiterung und die Sanierung des Wittenberger Schlosses beauftragten Architekten mit dem „Deutschen Architekturpreis (DAP) 2019“ prämiert.